# Karlovy Vary
Karlovy Vary (německy Karlsbad) jsou krajské, statutární a lázeňské město v okrese Karlovy Vary v západních Čechách, v Karlovarském kraji, 110 km západně od Prahy na soutoku Ohře a Teplé. Žije zde přibližně 49 tisíc obyvatel. Je zde rozvinut mj. sklářský a potravinářský průmysl. Jedná se o nejnavštěvovanější české lázeňské město. Od roku 2021 je na seznamu Světového dědictví UNESCO spolu s městy  Františkovy Lázně a Mariánské Lázně v rámci položky Slavná lázeňská města Evropy. Město je členem sdružení Regionální sdružení obcí a měst Euregio Egrensis a Vodohospodářské sdružení obcí západních Čech. Sousedními obcemi sídla jsou Hory, Otovice, Březová, Nová Role, Sadov, Kolová, Mírová, Děpoltovice, Dalovice, Jenišov, Andělská Hora, Horní Slavkov, Pila, Stanovice, Šemnice a Loket.

## Historie
Místo, na kterém vzniklo centrum Karlových Varů, zůstávalo dlouhou dobu mimo zájem populace. Příkré svahy a nevhodné klimatické podmínky u termálních pramenů neposkytovaly vhodné podmínky pro pěstování plodin, které byly pro osídlení klíčové. První osídlení se nacházela spíše v dnešních okrajových částech města.

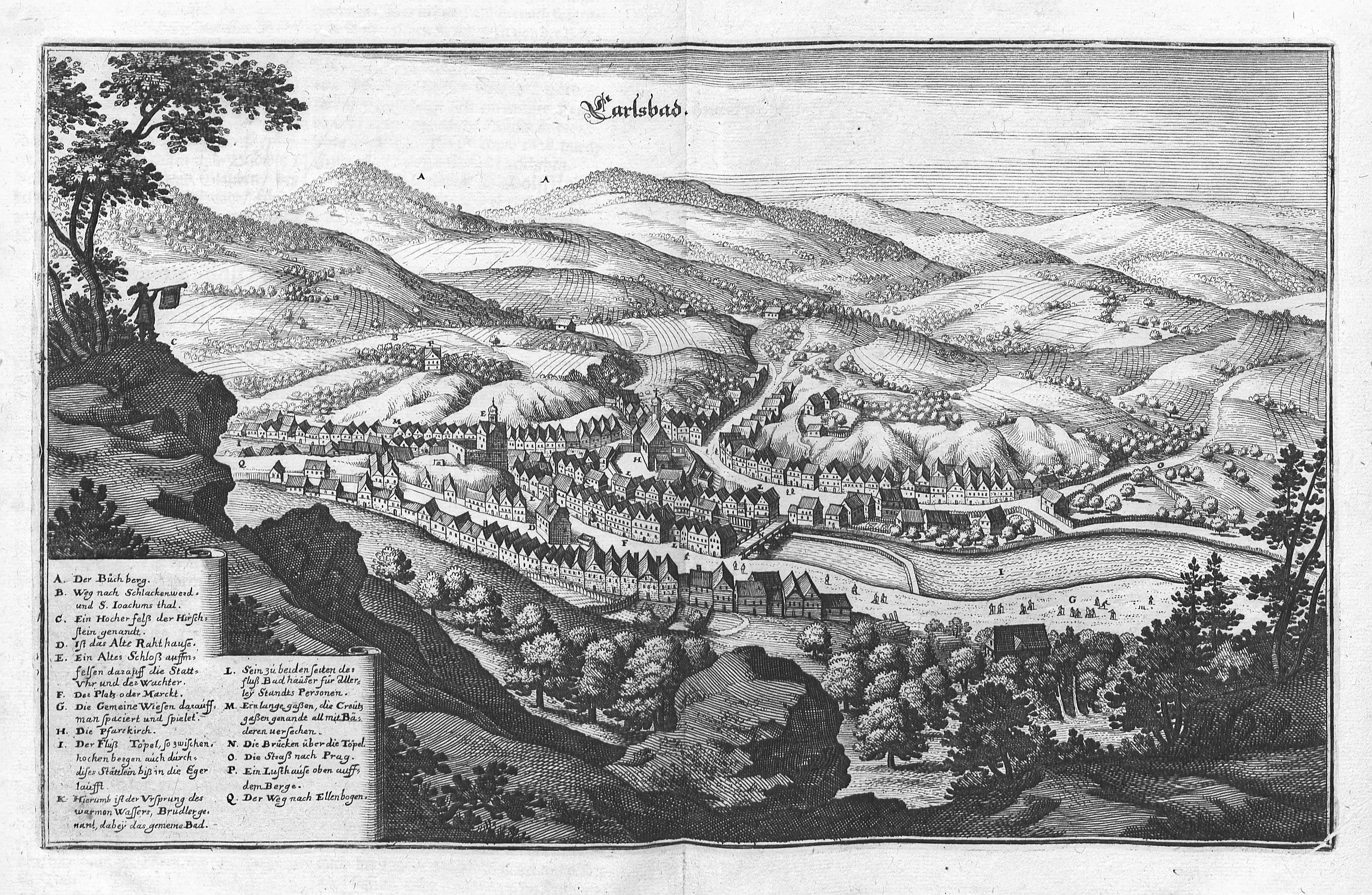
Karlovy Vary, rytina Matthäuse Meriana v díle Topographia Bohemiae, Moraviae Et Silesiae, 1650

Přesné datum založení města není známo. Stálé osídlení okolo Vřídla vzniklo v polovině 14. století. V roce 1370 byla městu udělena ze strany Karla IV. privilegia královského města. Legenda o založení Karlových Varů, kterou v roce 1571 zaznamenal doktor Fabian Summer, říká, že lovecký pes začal během výpravy v lesích štvát kus divoké zvěře, přičemž spadl do tůně prudce tryskajícího pramene s horkou vodou. Sténání psa přivolalo ostatní členy výpravy, kteří následně horkou vodu ochutnali. O nálezu byl informován také Karel IV., který se na místo pramene vydal. Společně s přítomnými lékaři konstatoval, že tato horká voda má léčebné účinky, které následně sám vyzkoušel a doznal zlepšení. Na místě údajného pramene poté založil lázně nazvané Teplé lázně u Lokte.

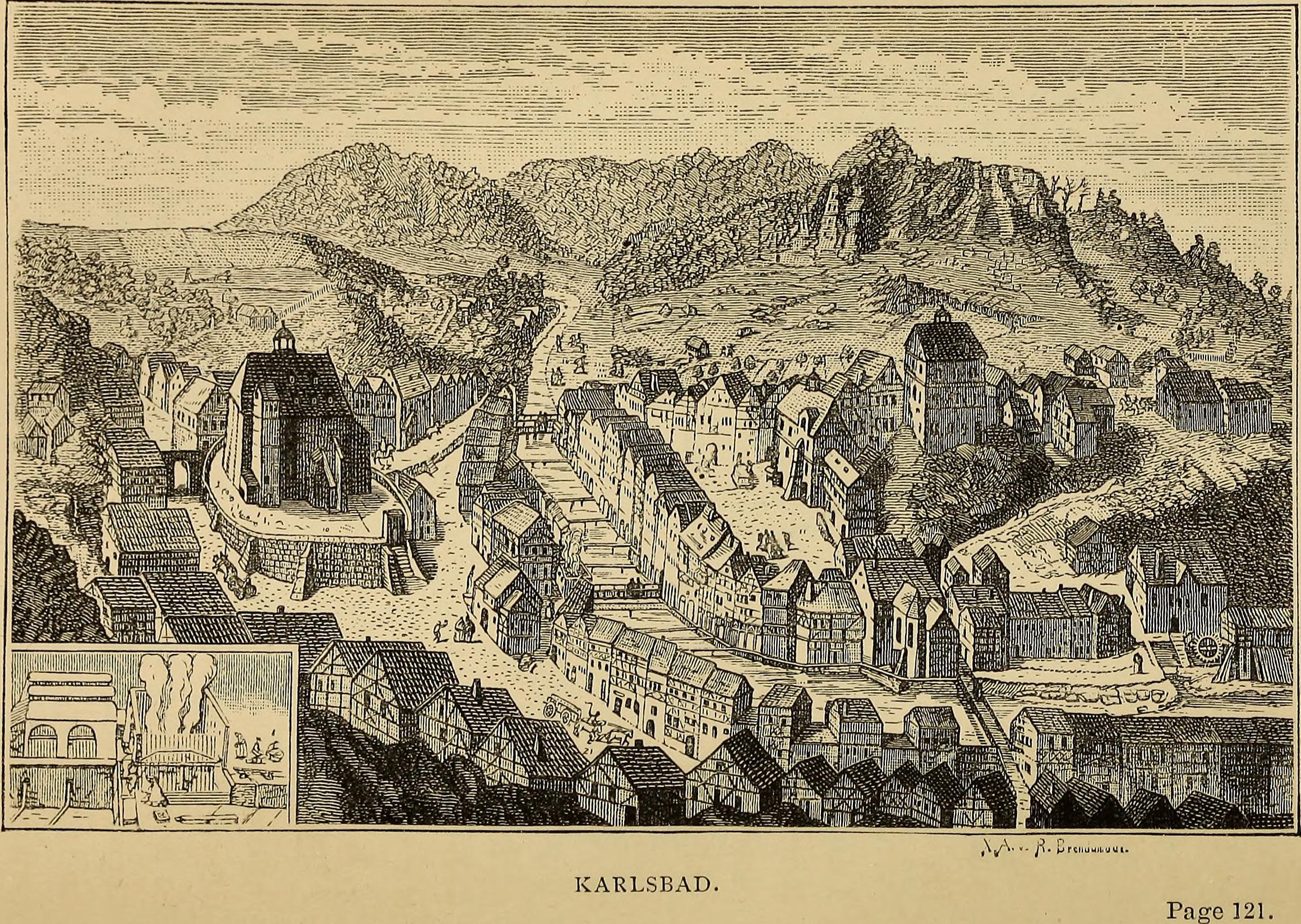
Karlovy Vary na rytině z geologické knihy Střední Evropy z roku 1880

Město mělo zpočátku pouze málo obyvatel, jejichž nejdůležitější úlohou bylo pečovat o prameny. Karlovy Vary se zpočátku rozvíjely pomalým tempem. Husitské války město nikterak nezasáhly, protože nebylo chápáno jako strategicky významné. Z postupně rozvíjejícího lázeňství začalo město pomalu bohatnout. Růst byl ale brzděn několika neštěstími, kterými bylo město zasaženo. V roce 1582 se prohnala městem povodeň a v roce 1604 ničivý požár, který zničil 99 domů ze 102. Následný rychlý růst přerušila třicetiletá válka, kvůli které poklesl počet obyvatel a také počet lázeňských hostů. Konec 17. století zahajuje ve městě opětovný růst. Karlovy Vary začínají navštěvovat významné evropské osobnosti. Město se začalo rozrůstat o nové budovy (např. divadlo nebo Saský a Český sál, které se staly základem pro Grandhotel Pupp aj.). V roce 1759 poničily město opět plameny. Z požáru se ale již město díky svému věhlasu poměrně rychle vzpamatovalo. Napoleonské války svým způsobem městu spíše prospěly. Díky své dostatečné vzdálenosti od bojišť přetáhly návštěvníky slavných lázeňských měst západní Evropy. Za architektonickou proměnou k secesi koncem 19. století stojí z velké části vídeňští architekti Ferdinand Fellner a Hermann Helmer, kteří vyprojektovali ve městě 20 významných staveb. V letech 1870–1871 bylo město propojeno s Chebem a Prahou prostřednictvím železnice, na kterou posléze navázaly také regionální spoje.

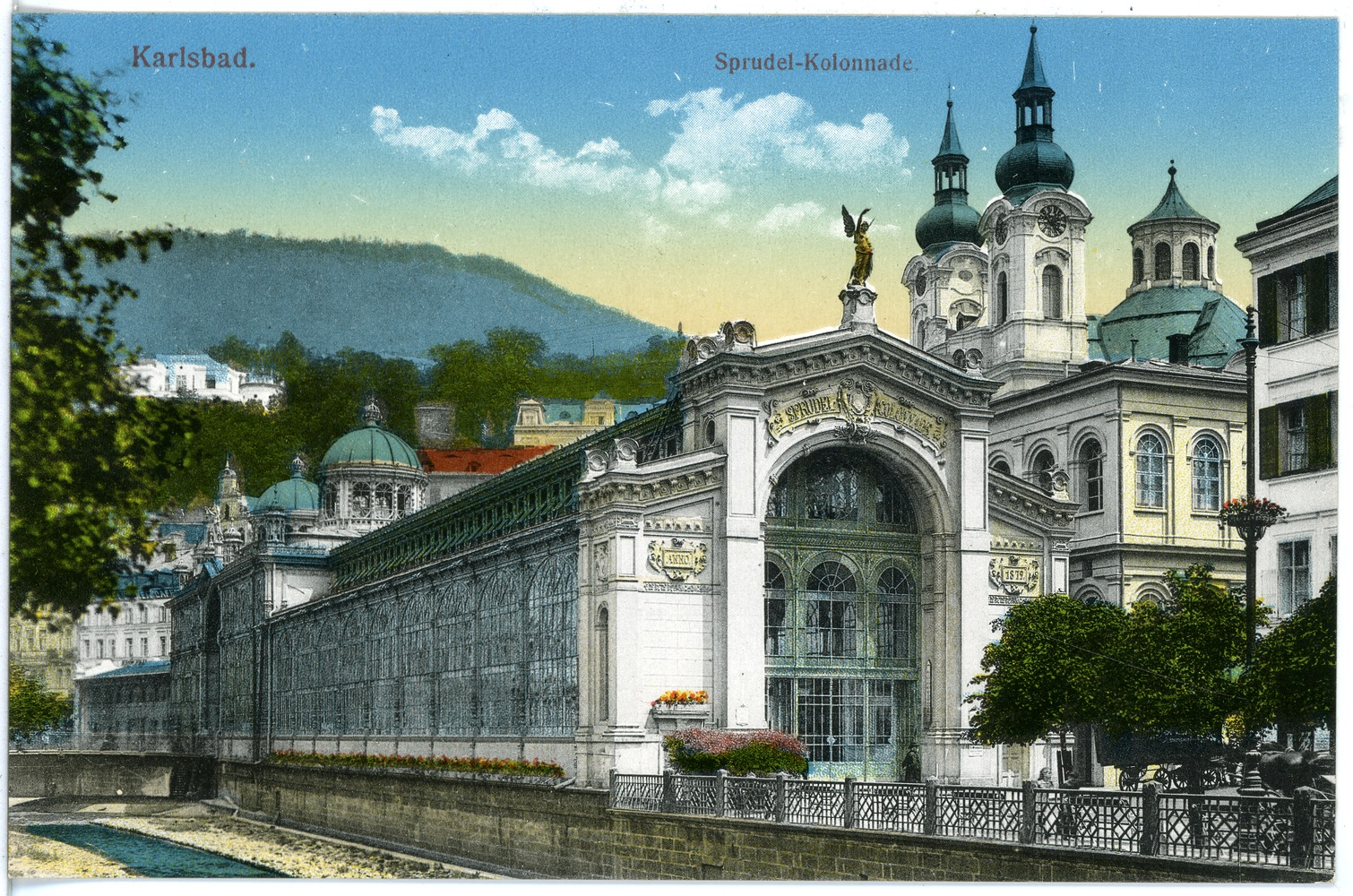
Vřídelní kolonáda v roce 1915. V pozadí je kostel sv. Máří Magdalény.

Rozvoj města zhatila první světová válka, po které se již na tak rozsáhlý růst nepodařilo navázat. Centrem významných událostí se stalo město s nástupem nacismu. Místní knihkupec K. H. Frank se stal vůdcem karlovarské Sudetoněmecké strany, později byl druhým nejmocnějším mužem ve straně. Dne 24. dubna 1938 bylo Konradem Henleinem ve městě představeno tzv. osm karlovarských požadavků předznamenávajících rozpad Československa. V říjnu téhož roku se Karlovy Vary staly součástí Třetí říše. Na konci druhé světové války bylo město (obzvlášť místní část Rybáře) postiženo bombardováním. Konec války doprovázelo také nucené vysídlení původního německého obyvatelstva. Během éry socialismu vzniklo v centru města několik významných staveb, jako např. Vřídelní kolonáda, hotel Thermal aj. Období po roce 1989 je charakteristické vstupem ruského kapitálu, který má vliv i na podobu města (např. narušením historického charakteru města stavebními záměry). Podle výzkumu ruského aktivisty Michaila Maglova, který se zabýval majetkovými poměry prostřednictvím analýzy místního katastru nemovitostí, vyplývá, že „až polovina“ místních nemovitostí je ve vlastnictví občanů Ruské federace a dalších zemí někdejšího Sovětského svazu.

## Obyvatelstvo
Podle sčítání roku 1921 zde žilo v 1 134 domech 19 480 obyvatel, z nichž bylo 10 726 žen. 862 obyvatel se hlásilo k československé národnosti, 17 173 k německé a 133 k židovské. Žilo zde 16 201 římských katolíků, 901 evangelíků, 65 příslušníků Církve československé husitské a 2 115 židů. Podle sčítání 1930 zde žilo v 1 498 domech 23 901 obyvatel. 1 446 obyvatel se hlásilo k československé národnosti a 20 856 k německé. Žilo zde 19 718 římských katolíků, 1 099 evangelíků, 141 příslušníků Církve československé husitské a 2 120 židů.
Německé obyvatelstvo, které tvořilo před druhou světovou válkou drtivou většinu města, bylo po válce vysídleno a jejich majetek byl na základě Benešových dekretů zkonfiskován.
Město mělo do vypuknutí druhé světové války jednu z kulturně a hospodářsky nejvýznamnějších židovských komunit v celém Československu. Například světoznámé sklárny Moser byly založeny židovským podnikatelem Ludwigem Moserem a až do druhé světové války vedeny jeho potomky. Místní synagoga, vypálená během tzv. Křišťálové noci, byla jednou z nejhonosnějších staveb svého druhu v Evropě. Naprostá většina karlovarských Židů zahynula během holocaustu.
K lednu 2014 od předešlého ledna klesl počet obyvatel o necelé čtyři tisíce obyvatel, pokles pod padesátitisícovou hranici pro město znamená ztrátu minimálně tří zastupitelů a také méně peněz z rozpočtového určení daní. Karlovy Vary se udržely počtem obyvatel nad 50 tisíc jen díky cizincům. Podíl cizinců k počtu obyvatel Karlovarského kraje byl v roce 2012 kolem sedmi procent, po Praze je to nejvyšší podíl v ČR. Nejpočetnější skupinou cizinců byli Vietnamci, následují Němci, Rusové a Ukrajinci.
| Rok            | 1869   | 1880   | 1890   | 1900   | 1910   | 1921   | 1930   | 1950   | 1961   | 1970   | 1980   | 1991   | 2001   | 2011   | 2021   |
| -------------- | ------ | ------ | ------ | ------ | ------ | ------ | ------ | ------ | ------ | ------ | ------ | ------ | ------ | ------ | ------ |
| Počet obyvatel | 14 185 | 22 318 | 28 629 | 42 653 | 52 808 | 53 112 | 63 506 | 41 136 | 50 034 | 52 310 | 56 992 | 56 054 | 53 358 | 48 639 | 44 323 |
| Počet domů     | 1 327  | 1 715  | 1 954  | 2 520  | 2 779  | 2 944  | 3 988  | 4 101  | 3 816  | 3 886  | 4 104  | 4 374  | 4 506  | 5 003  | 5 218  |

| Rok            | 1869  | 1880   | 1890   | 1900   | 1910   | 1921   | 1930   | 1950   | 1961   | 1970   | 1980   | 1991   | 2001   | 2011   | 2021   |
| -------------- | ----- | ------ | ------ | ------ | ------ | ------ | ------ | ------ | ------ | ------ | ------ | ------ | ------ | ------ | ------ |
| Počet obyvatel | 7 887 | 11 767 | 13 225 | 16 417 | 20 122 | 22 099 | 23 901 | 19 880 | 24 419 | 23 913 | 20 966 | 17 268 | 15 908 | 13 257 | 11 539 |
| Počet domů     | 757   | 911    | 986    | 1 178  | 1 220  | 1 273  | 1 498  | 1 496  | 2 798  | 1 380  | 1 295  | 1 334  | 1 181  | 1 253  | 1 204  |

Věková struktura obyvatel obce Karlovy Vary roku 2011
Rodinný stav obyvatel obce Karlovy Vary roku 2011
Vzdělání obyvatel obce Karlovy Vary roku 2011

## Pamětihodnosti
Nejvyšší koncentrace památek se nachází v lázeňském centru města, podél řeky Teplé. Velká část památek má specifický lázeňský charakter, jako například kolonády, budovy lázní nebo historické hotely. Nad lázeňským centrem se také nacházejí rozhledny a četné vyhlídky doplněné různými pamětihodnosti.

### Lázeňské památky

#### Historické lázeňské budovy
Historické lázeňské budovy byly po roce 1918 očíslovány. Z původně šesti balneoprovozů se do současnosti zachovaly pouze čtyři, z čehož pouze dva slouží stále svému původnímu účelu:
- Císařské lázně (Lázně I) byly postaveny na sklonku 19. století podle architektů Ferdinanda Fellnera a Hermanna Helmera. V budově Císařských lázních se nacházelo 120 koupelen a kabin a také císařská vana. Zanderův sál sloužící původně jako tělocvična se na rozhraní 80. a 90. let 20. století změnil na kasino. V roce 2010 se stala budova lázní národní kulturní památkou.
- Vřídelní lázně (Lázně II) byly situovány poblíž Vřídla a nabízely vřídelní a uhličité koupele. V roce 1940 byly lázně zrušeny a v roce 1947 zbourány.
- Kurhaus (Lázně III) byly postaveny mezi lety 1864–1866 a svému účelu slouží do současnosti. Původně byly v budově parní lázně s bazénem a vany pro uhličité koupele a rašelinové zábaly.
- Nové Lázně (Lázně IV) slouží v současnosti jako nákupní centrum. V minulosti zde ale také sídlil městský úřad. Budova byla postavena koncem 19. století.
- Alžbětiny lázně (Lázně V) nesou jméno císařovny Alžběty Bavorské (Sissi). Budova byla postavena začátkem 20. století. Během rekonstrukce na rozhraní 60. a 70. let 20. století se staly lázně největším balneoprovozem na území Československa. Při rekonstrukci byly lázně doplněny také o bazén. Další rekonstrukce proběhla v roce 2002.
- Sluneční lázně (Lázně VI) jsou nedochovanou památkou. Lázně byly nejmladšími karlovarskými lázněmi postavenými v roce 1927. Budova byla zbourána v roce 2006 ze statických důvodů. Na místě budovy byl vybudován Bytový dům Lázně VI.[18]

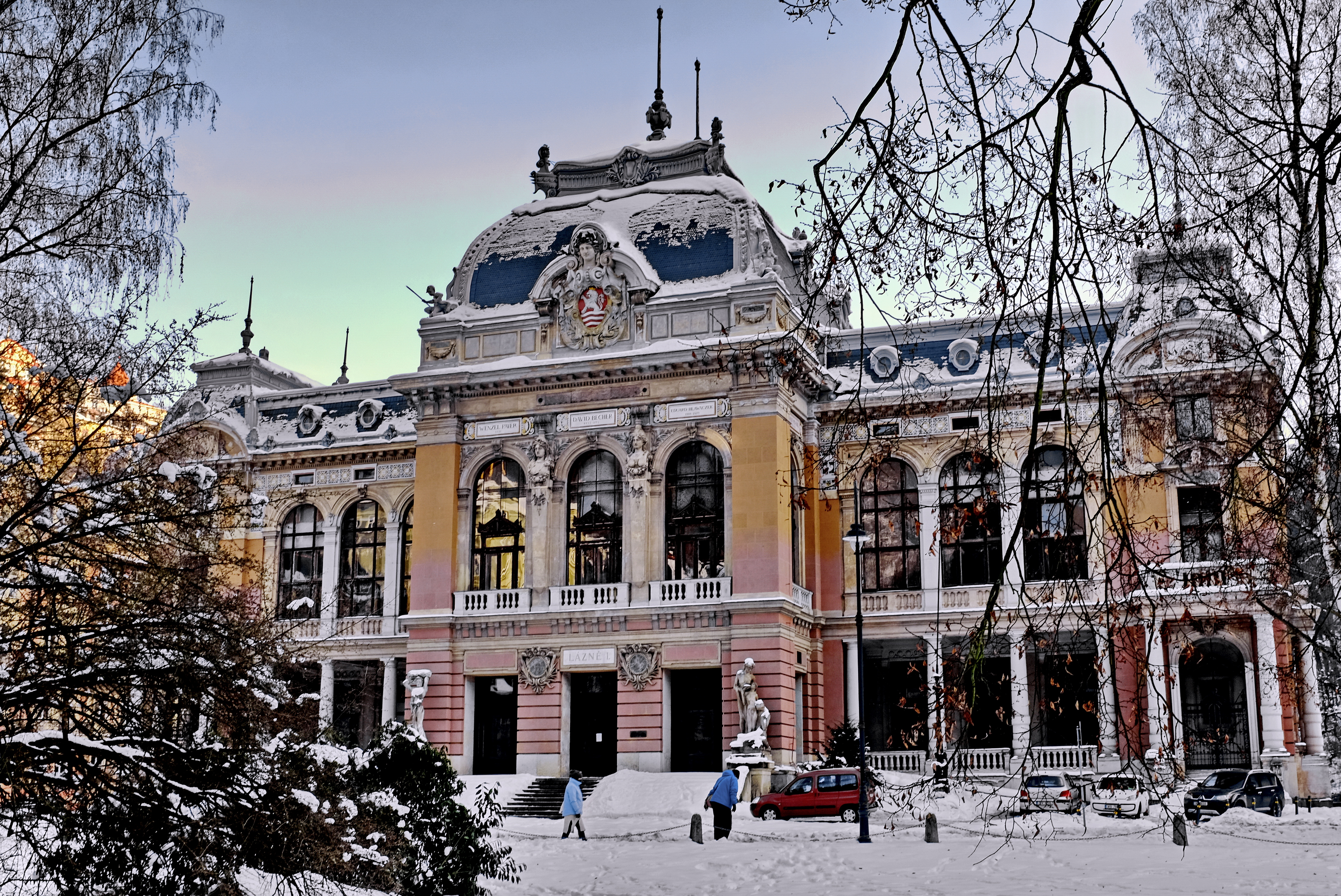
Císařské lázně
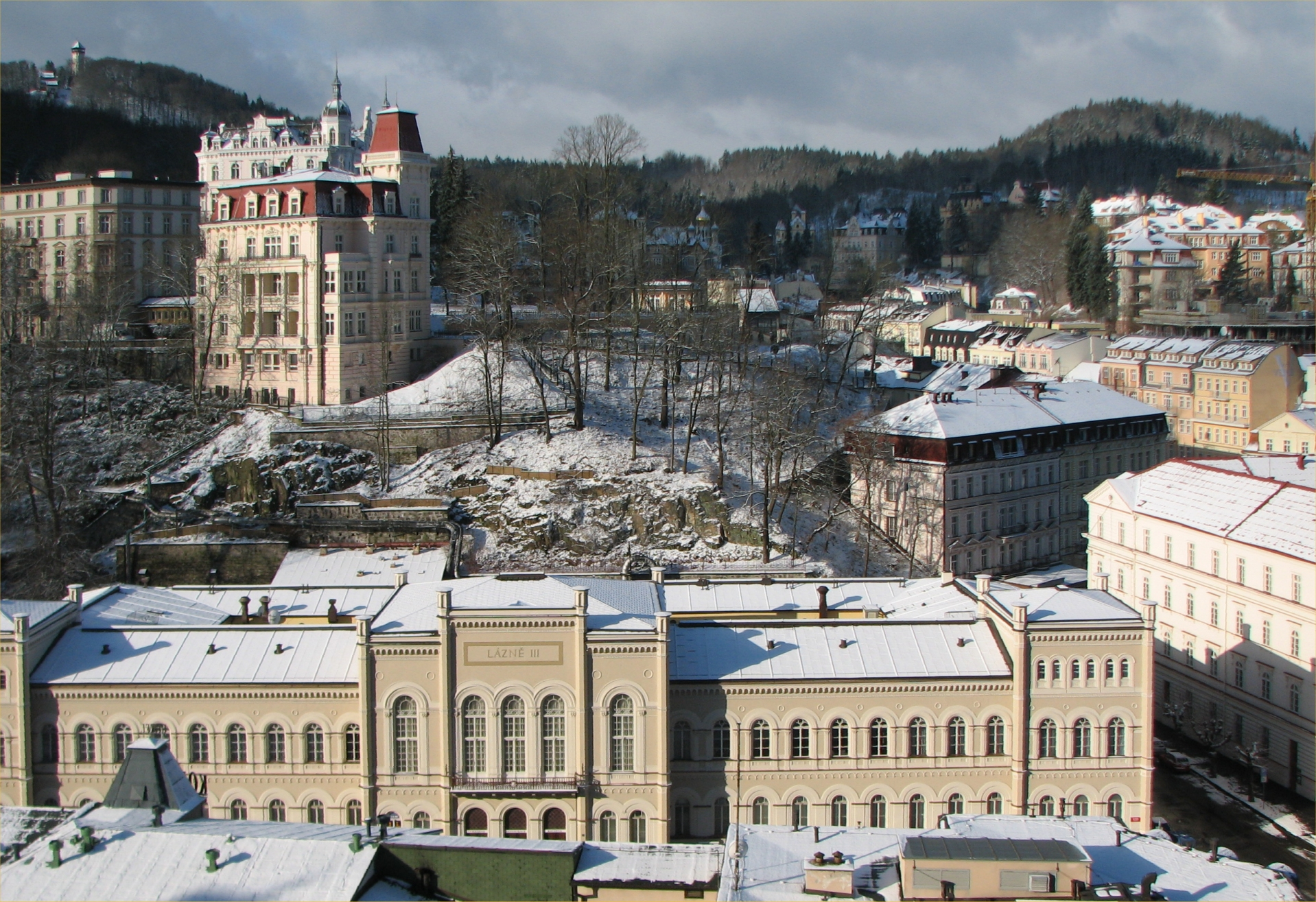
Lázně III
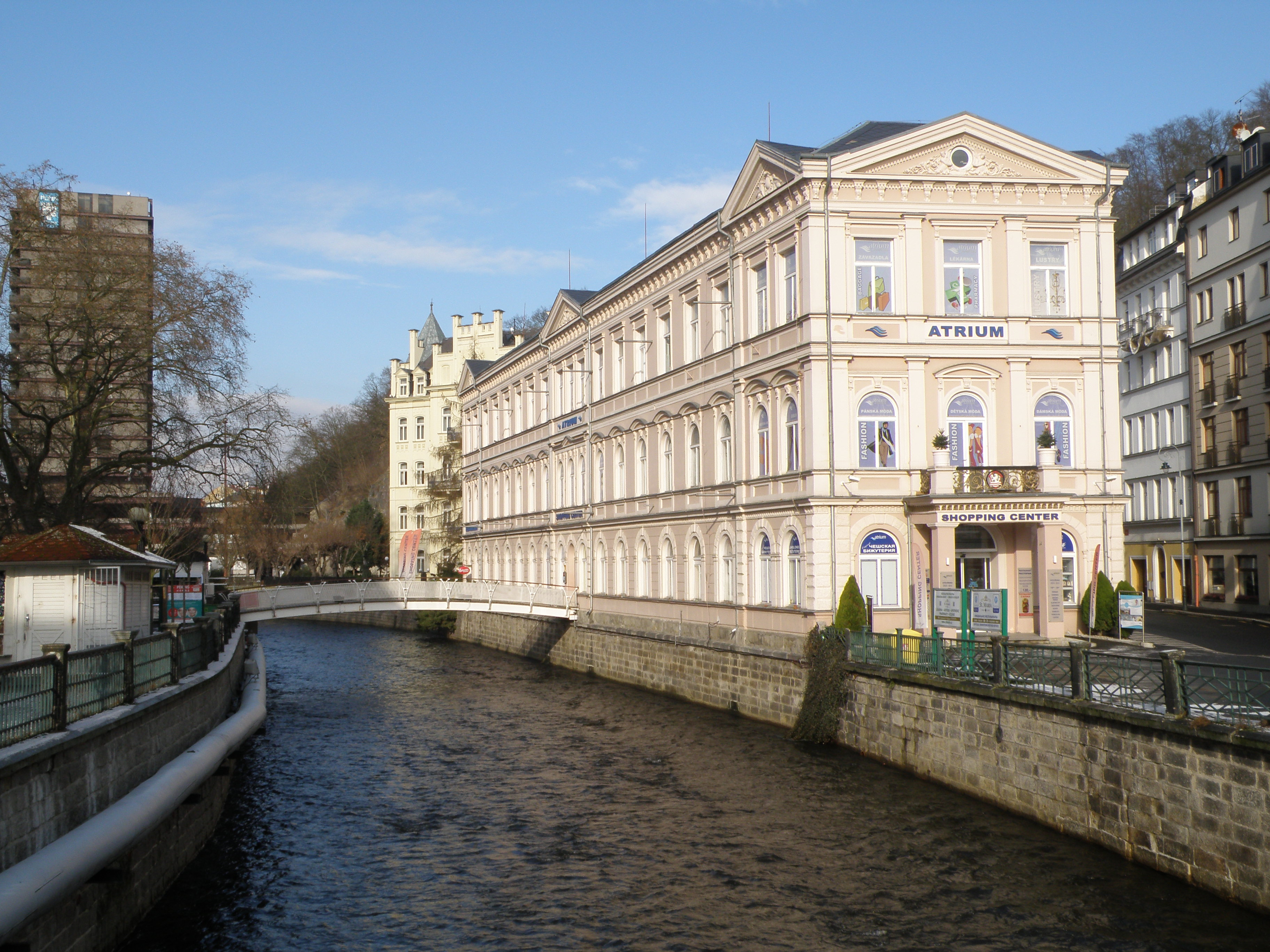
Lázně IV (Nové lázně)
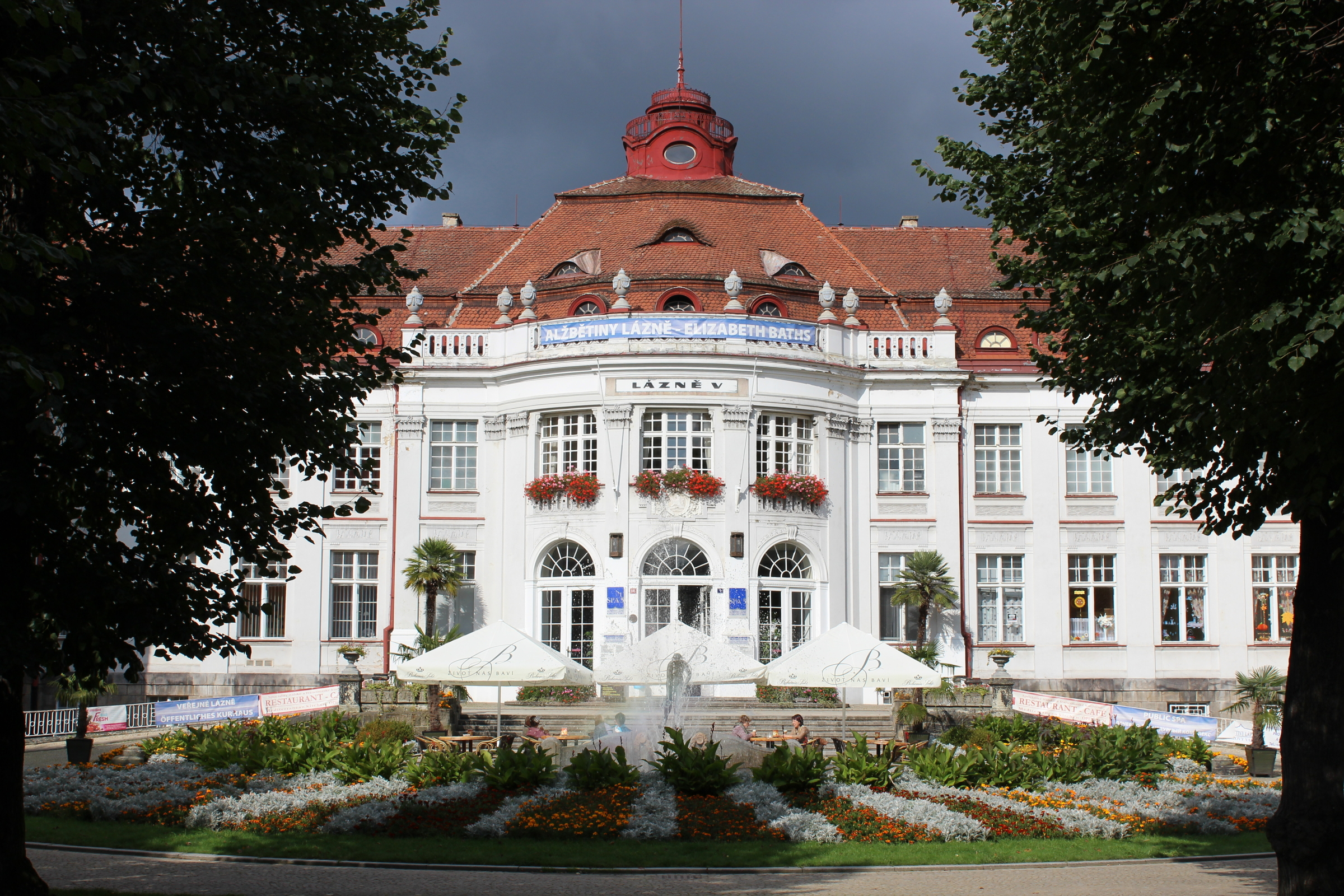
Alžbětiny lázně

#### Kolonády
Ze 79 karlovarských pramenů je 16 (včetně pramenů Dorotka a Štěpánka) zachyceno a 13 se používá pro pitné kúry.
Ve městě je celkem pět kolonád:
- Vřídelní kolonáda – Vřídlo je největší pramen termální vody ve městě
- Mlýnská kolonáda – Skalní pramen, pramen Libuše, pramen Kníže Václav I a II, Mlýnský pramen, pramen Rusalka
- Sadová kolonáda – Hadí pramen, Sadový pramen
- Pavilon u Mlýnské kolonády – pramen Svoboda
- Tržní kolonáda – Tržní pramen, pramen Zámecký dolní, pramen Karla IV.
- Zámecká kolonáda – pramen Zámecký horní

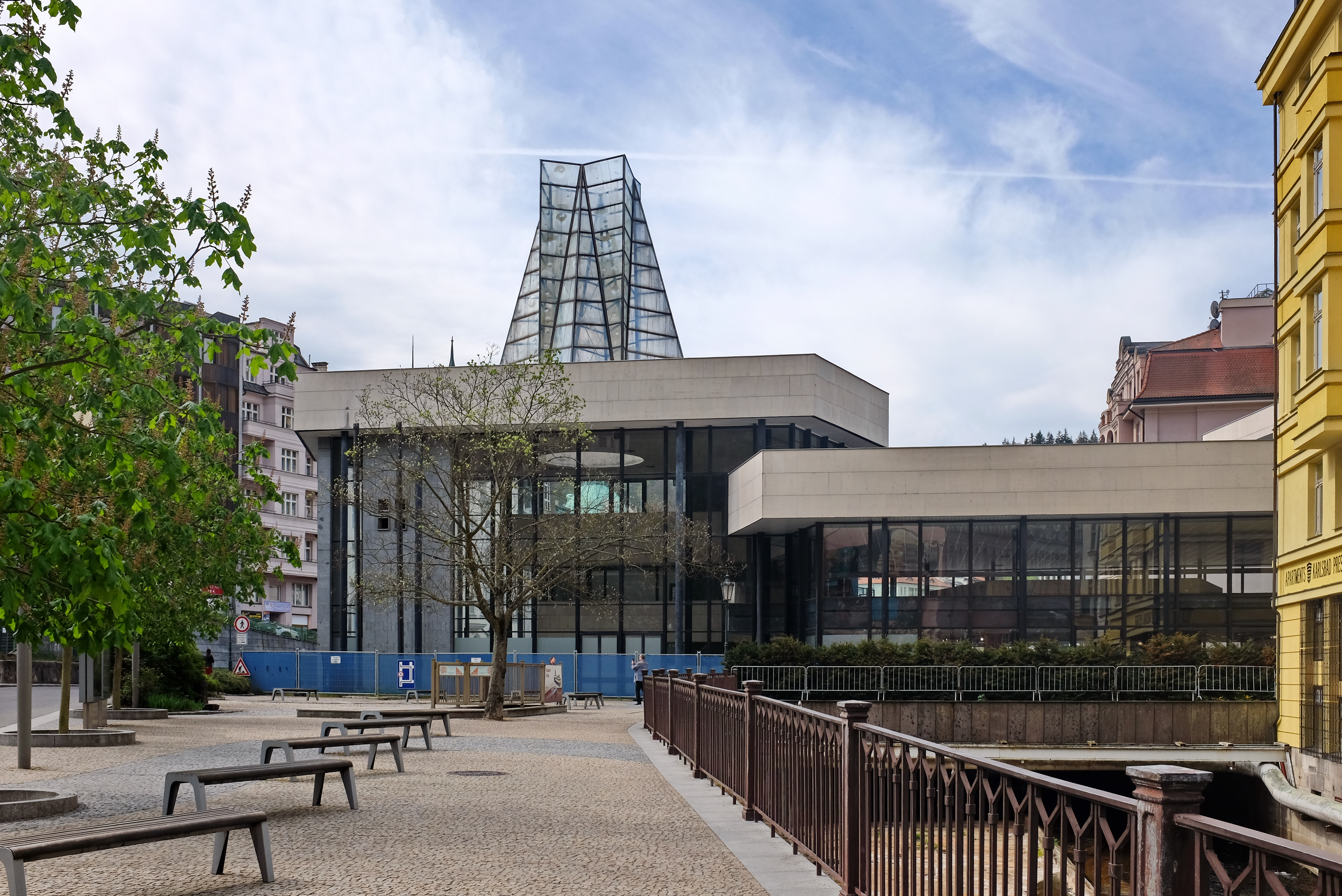
Vřídelní kolonáda
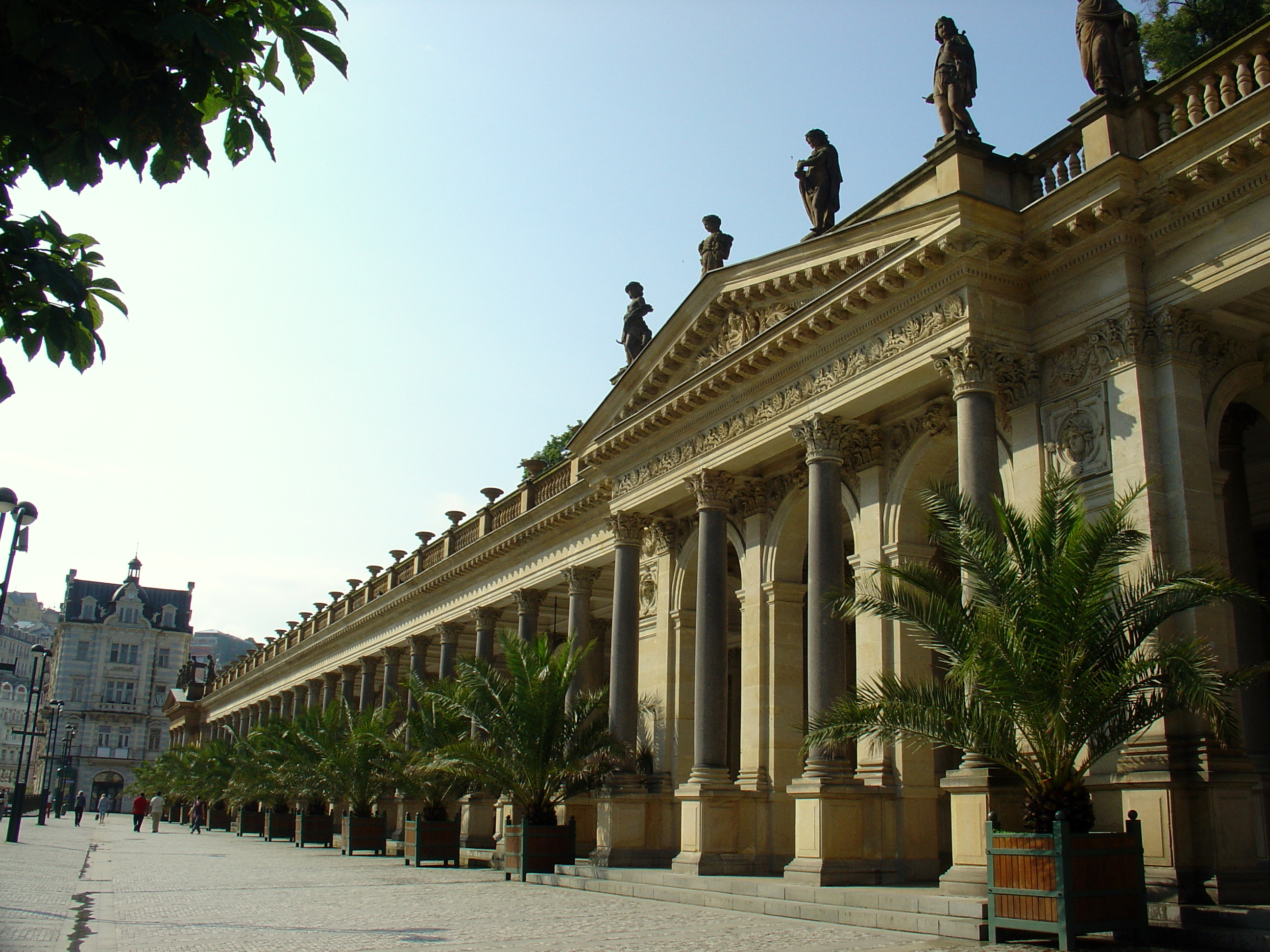
Mlýnská kolonáda
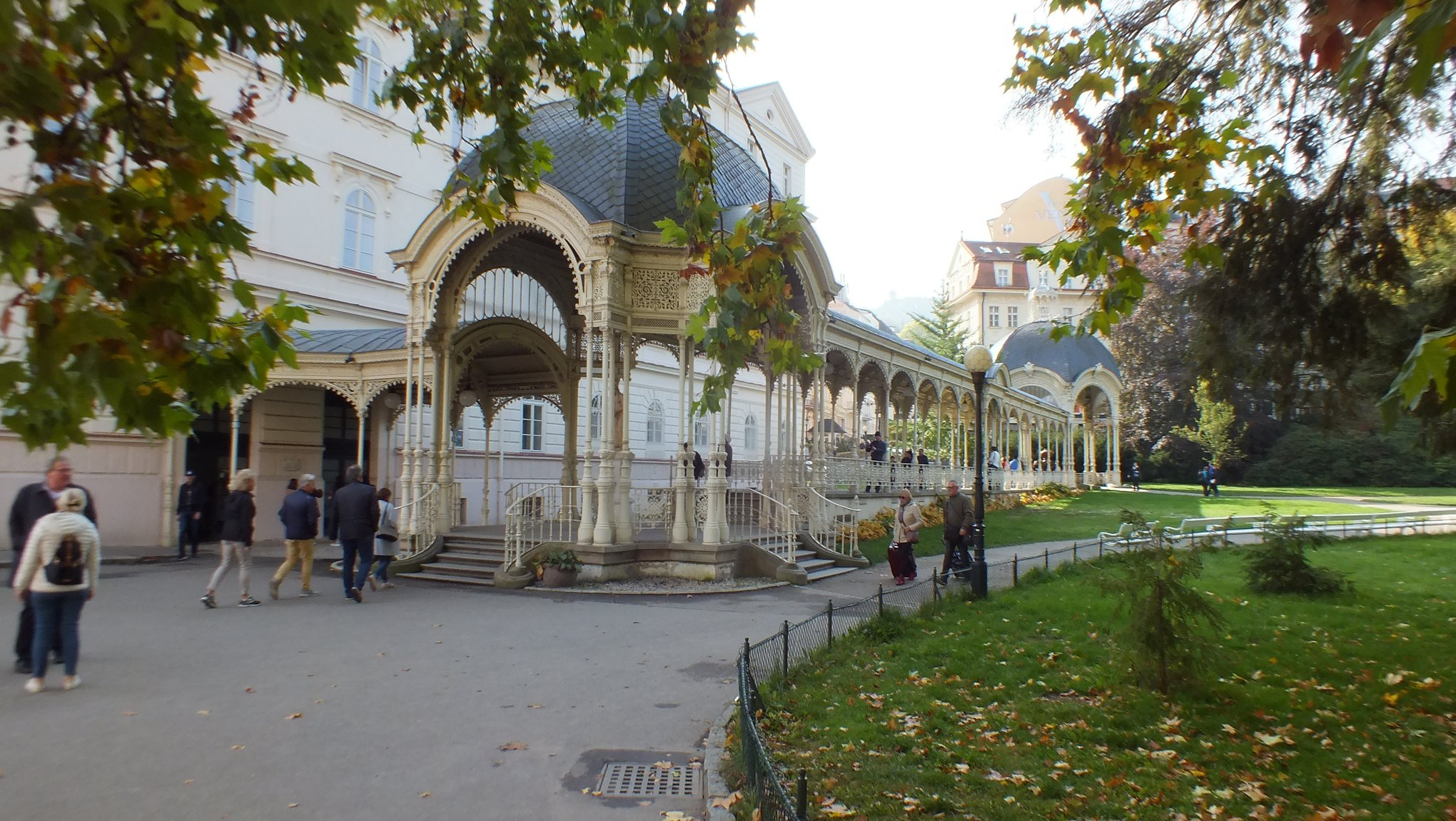
Sadová kolonáda
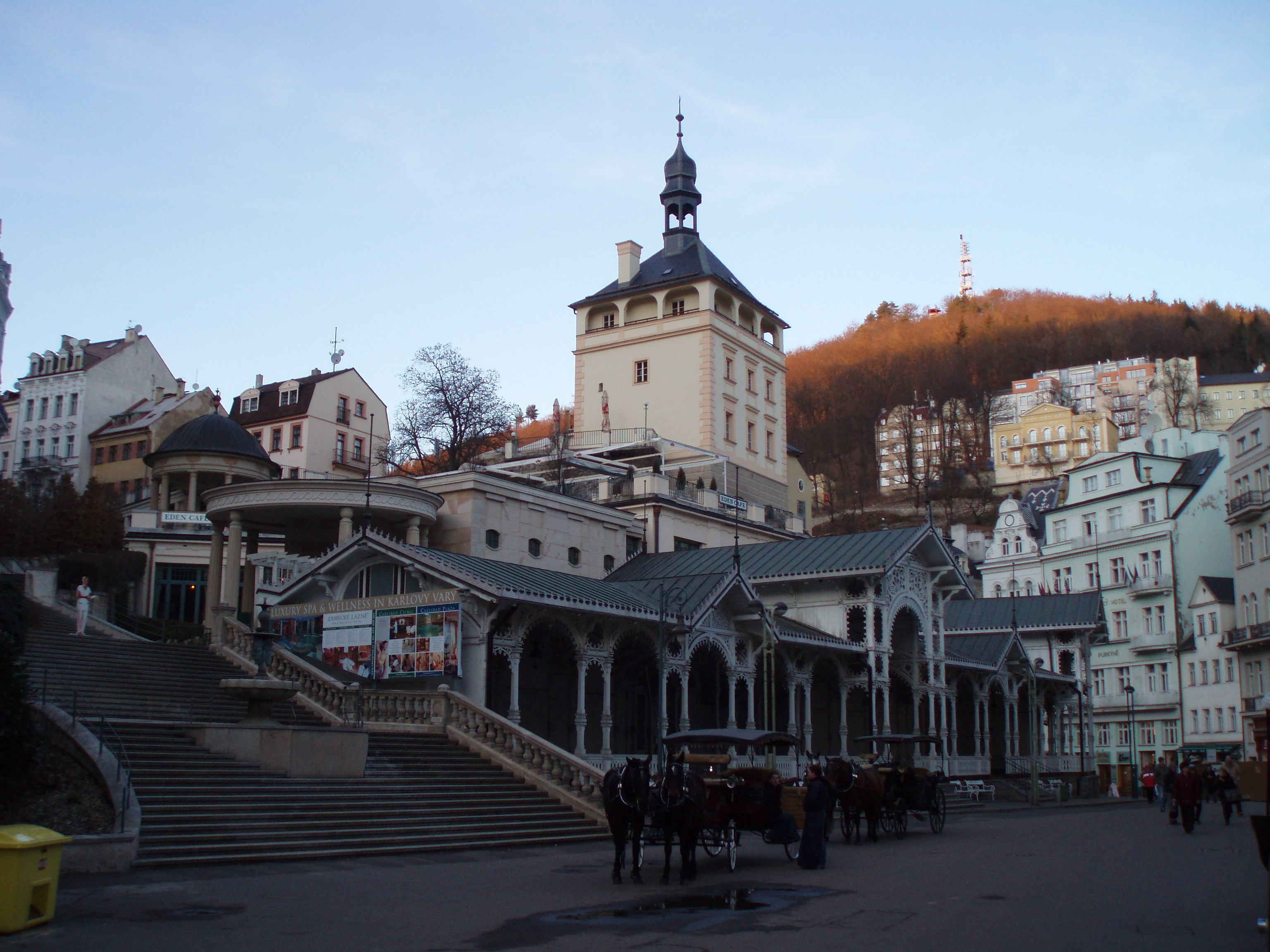
Zámecká (vlevo nahoře) a Tržní kolonáda (vpravo dole)
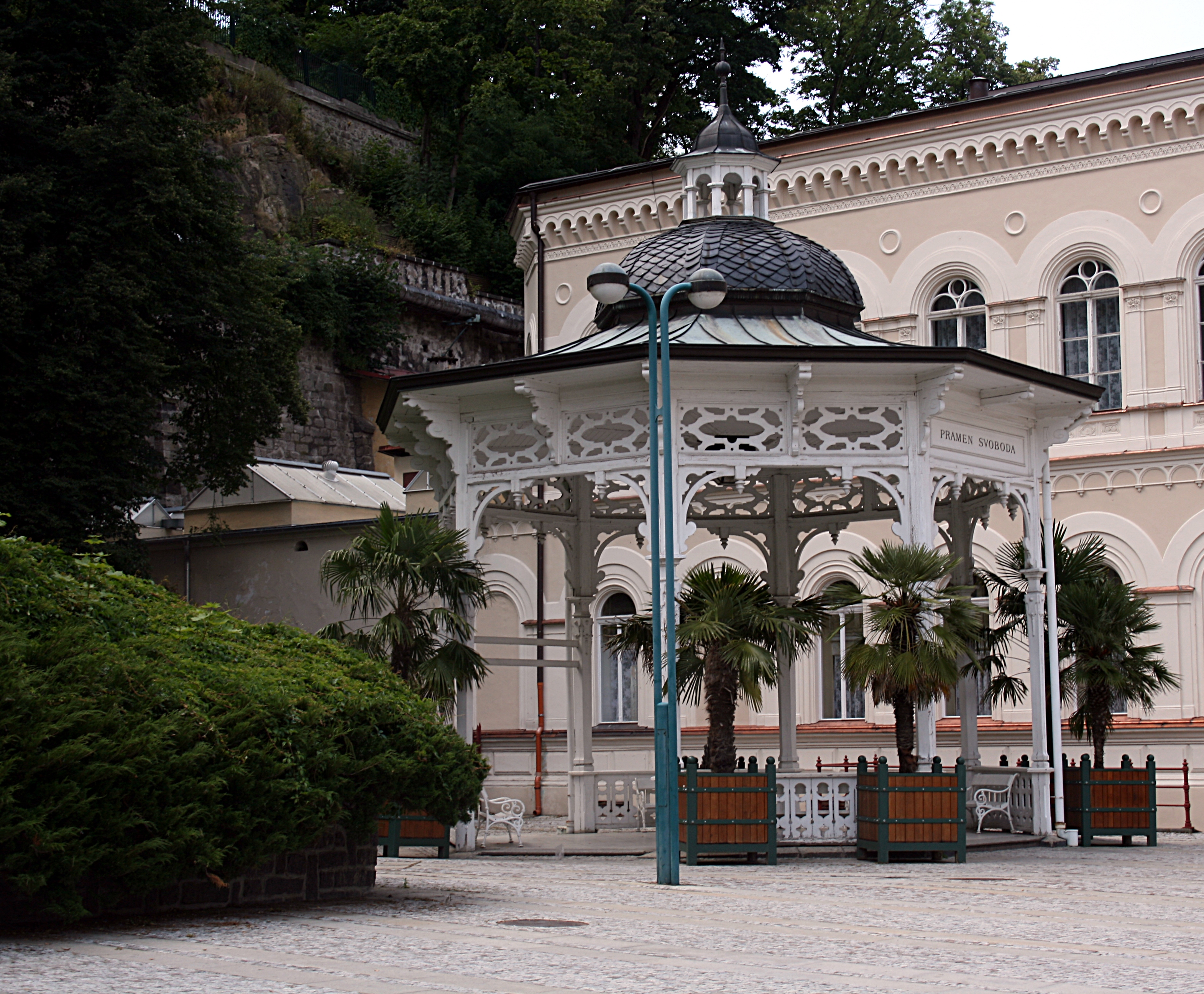
Pavilon u Mlýnské kolonády

#### Pomníky, sochy
- Pomník Ludwiga van Beethovena – na jižním okraji města při levém břehu řeky Teplé.
- Pomník Antonína Dvořáka – socha ve Dvořákových sadech.
- Duch pramenů – skalní reliéf na Zámecké kolonádě (znepřístupněn veřejnosti).
- Pomník Johanna Wolfganga Goetha – busta na Goethově stezce.
- Socha Hygie – ve Vřídelní kolonádě.
- Socha Hygie – v Sadové kolonádě.
- Památník Fryderyka Chopina – pamětní deska v lázeňských lesích.
- Jelen – plastika za hotelem Richmond.
- Jelení skok – socha kamzíka na skalním útesu nad Starou loukou v lázeňských lesích.
- Socha Karla IV. – na průčelí budovy Městské knihovny v ulici I. P. Pavlova.
- Socha Karla IV. – před Císařskými lázněmi (Lázně I) v sadech Karla IV.
- Socha T. G. Masaryka – v centru města na nároží ulic T. G. Masaryka a Dr. Davida Bechera.
- Busta Adama Mickiewicze – v parku nedaleko hotelu Richmond.
- Busta Petra Velikého – v lázeňských lesích na Petrově výšině.
- Pomník Friedricha Schillera – na jižním okraji města při Goethově stezce.
- Pomník Bedřicha Smetany – socha v jižní části města v sadech u Poštovního dvora.
- Lví hlava – plastika ve skále nad Slovenskou ulicí.
- Pomník obětem 1. a 2. světové války – socha zvaná Pieta, na prostranství u hotelu Thermal.
- Pomník vojákům Americké armády – na prostranství u hotelu Thermal.

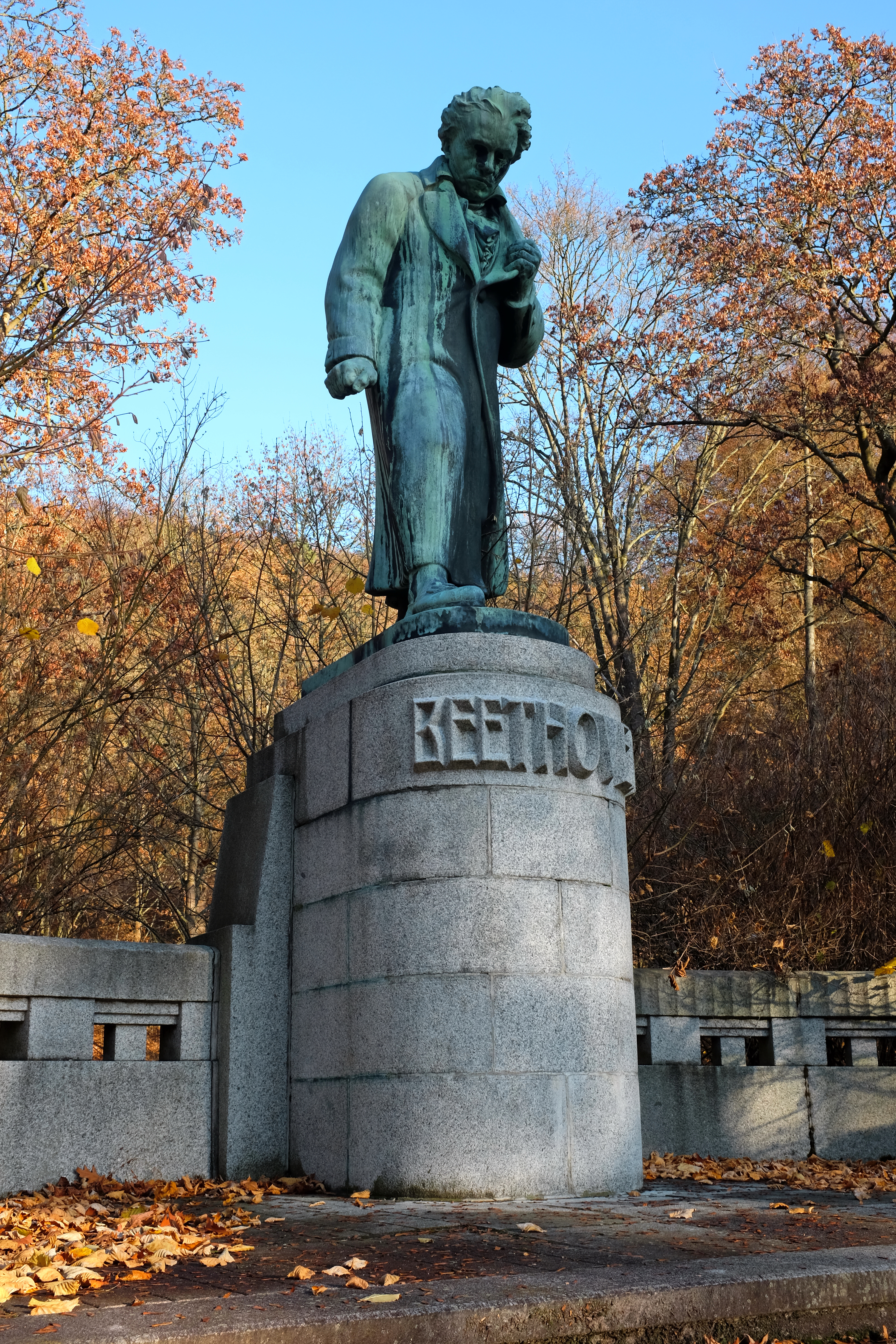
Pomník Ludwiga van Beethovena
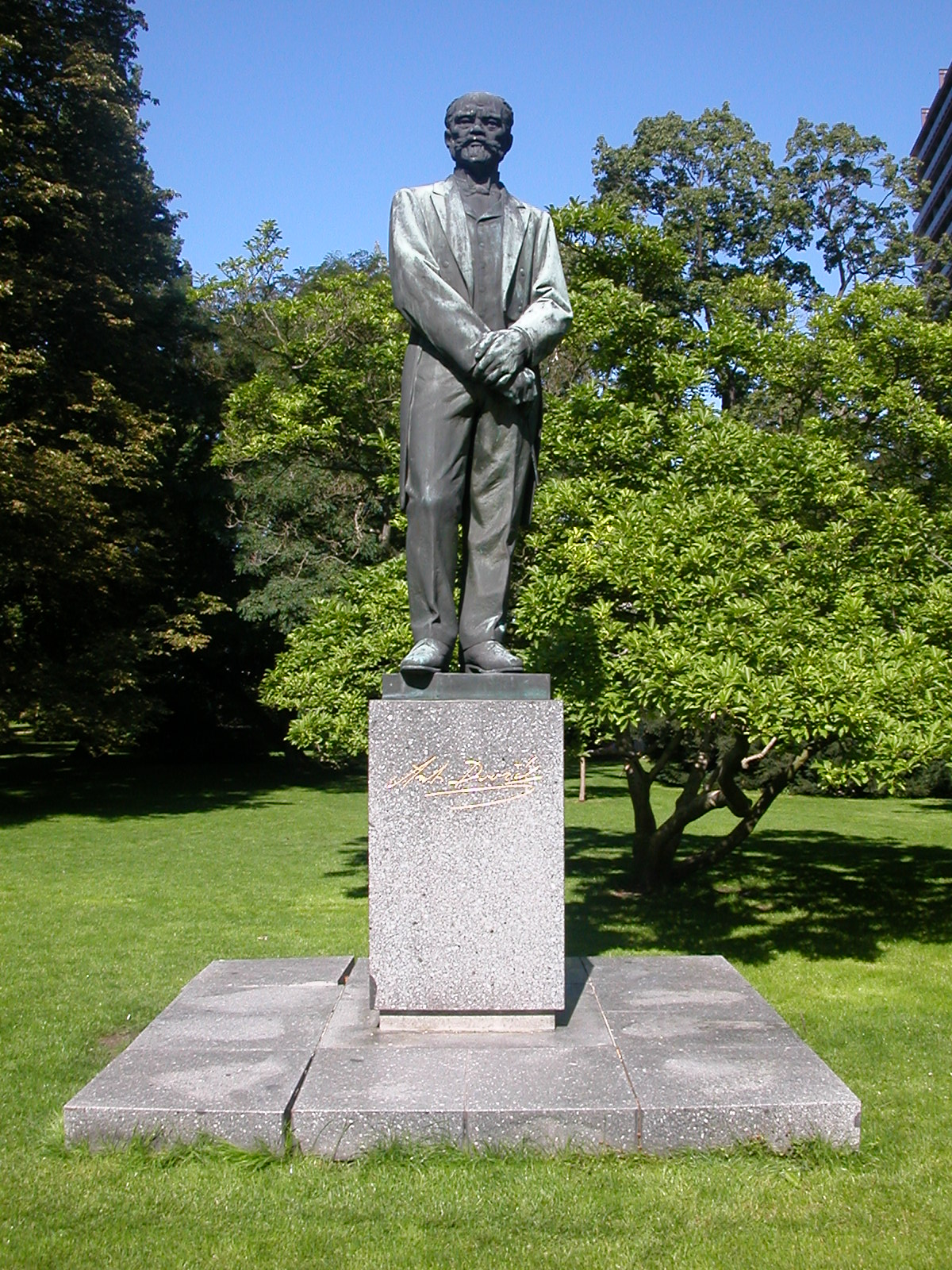
Pomník Antonína Dvořáka
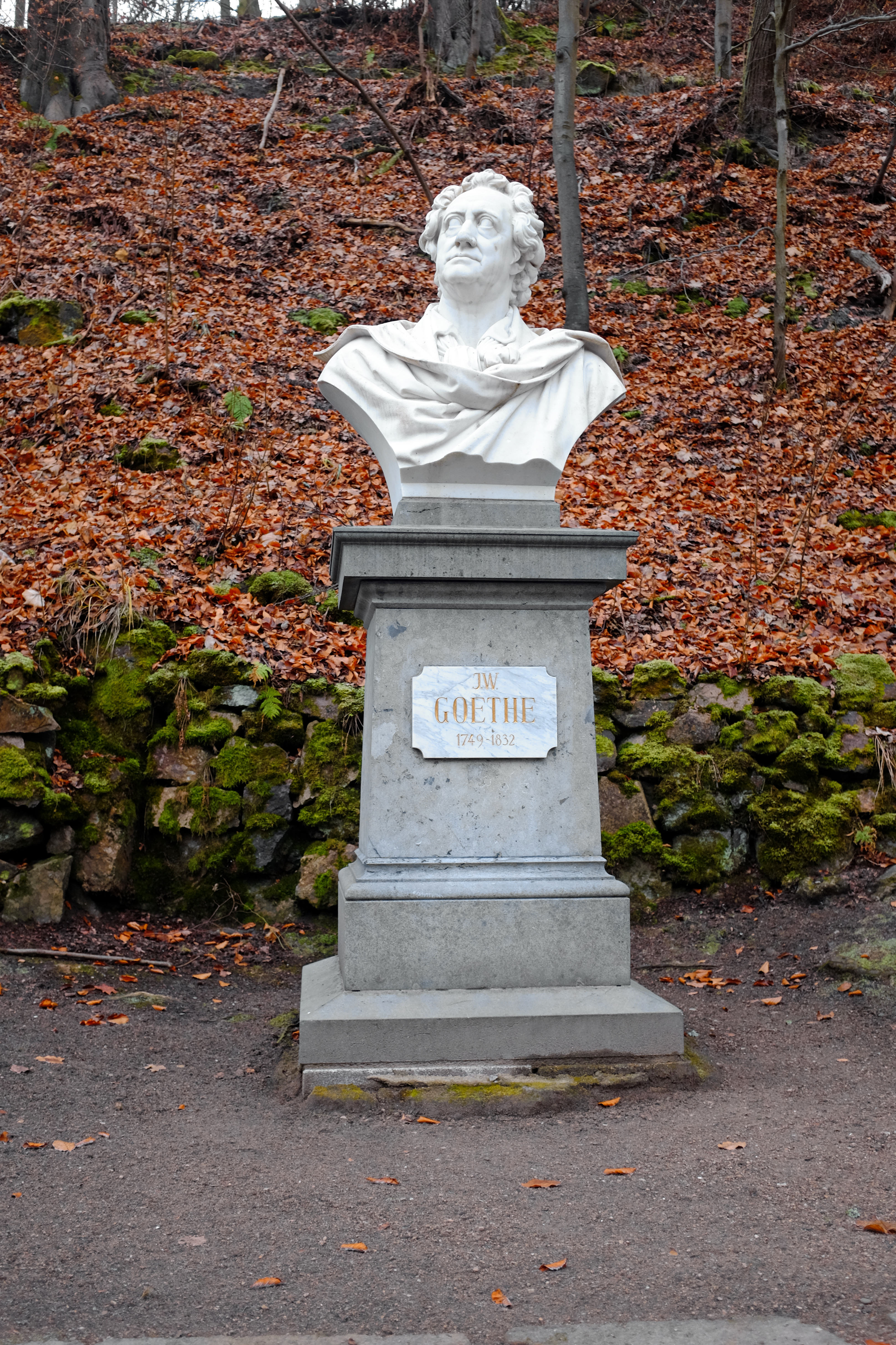
Busta Johanna Wolfganga Goetha
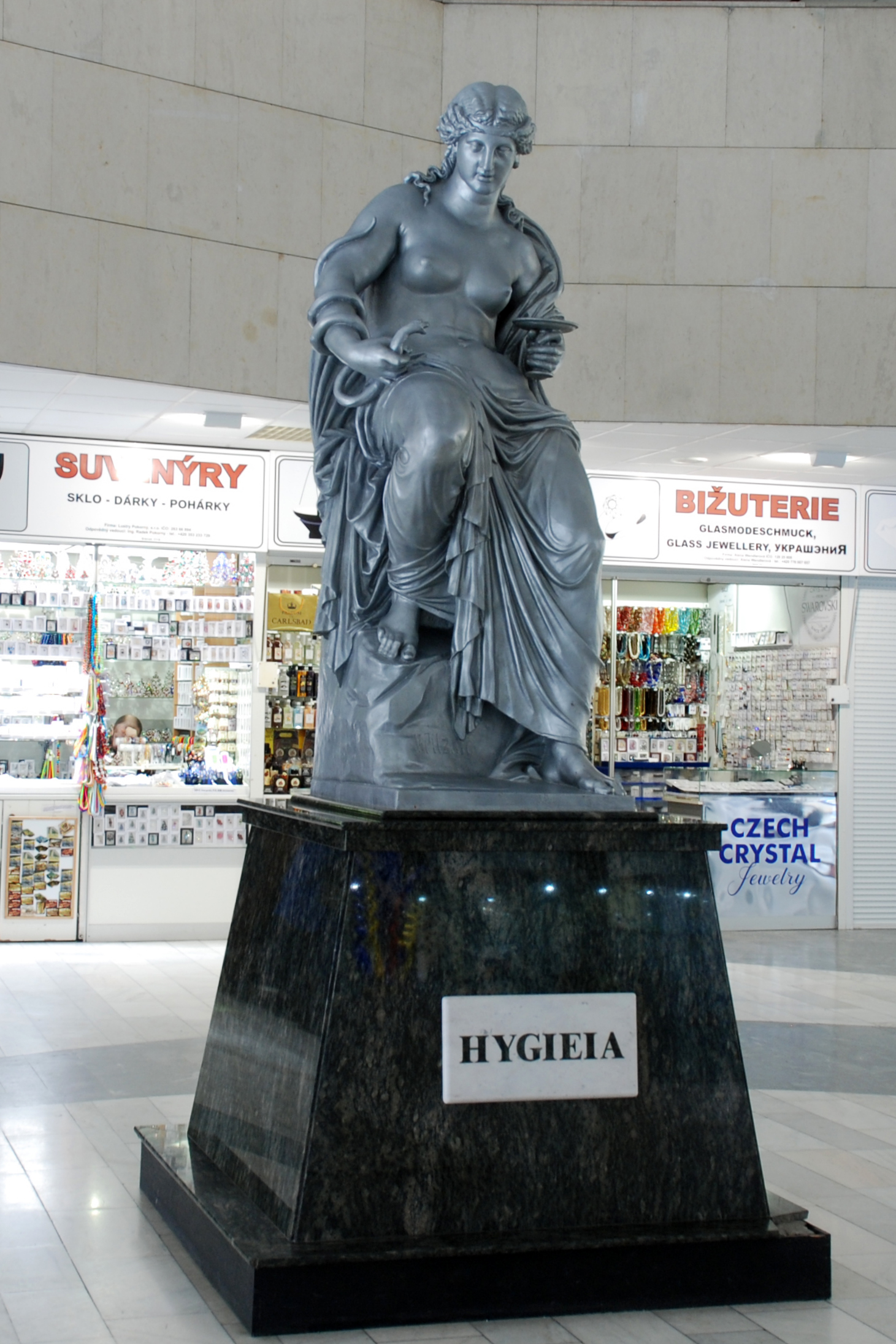
Socha Hygie - Vřídelní kolonáda
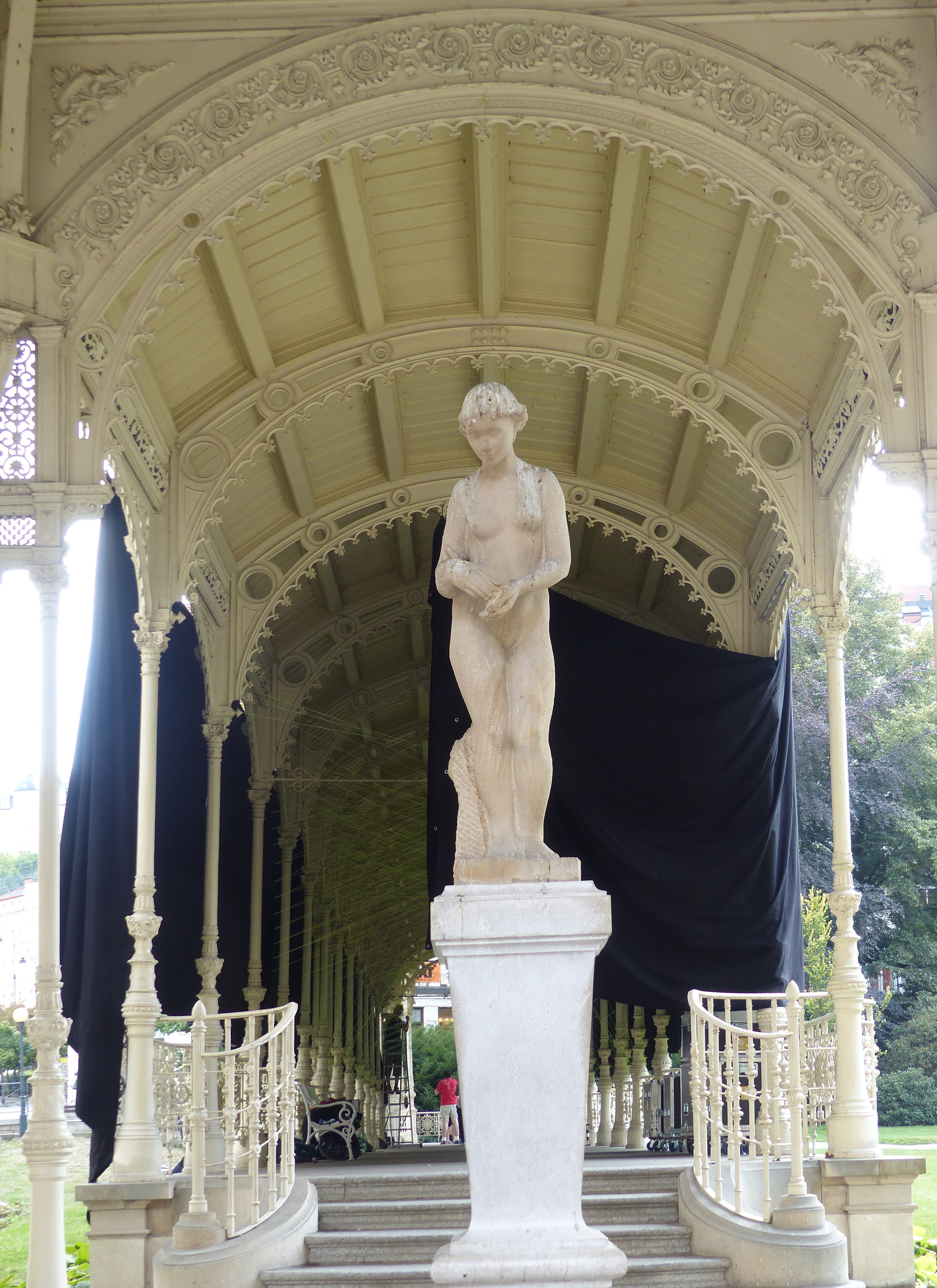
Socha Hygie - Sadová kolonáda
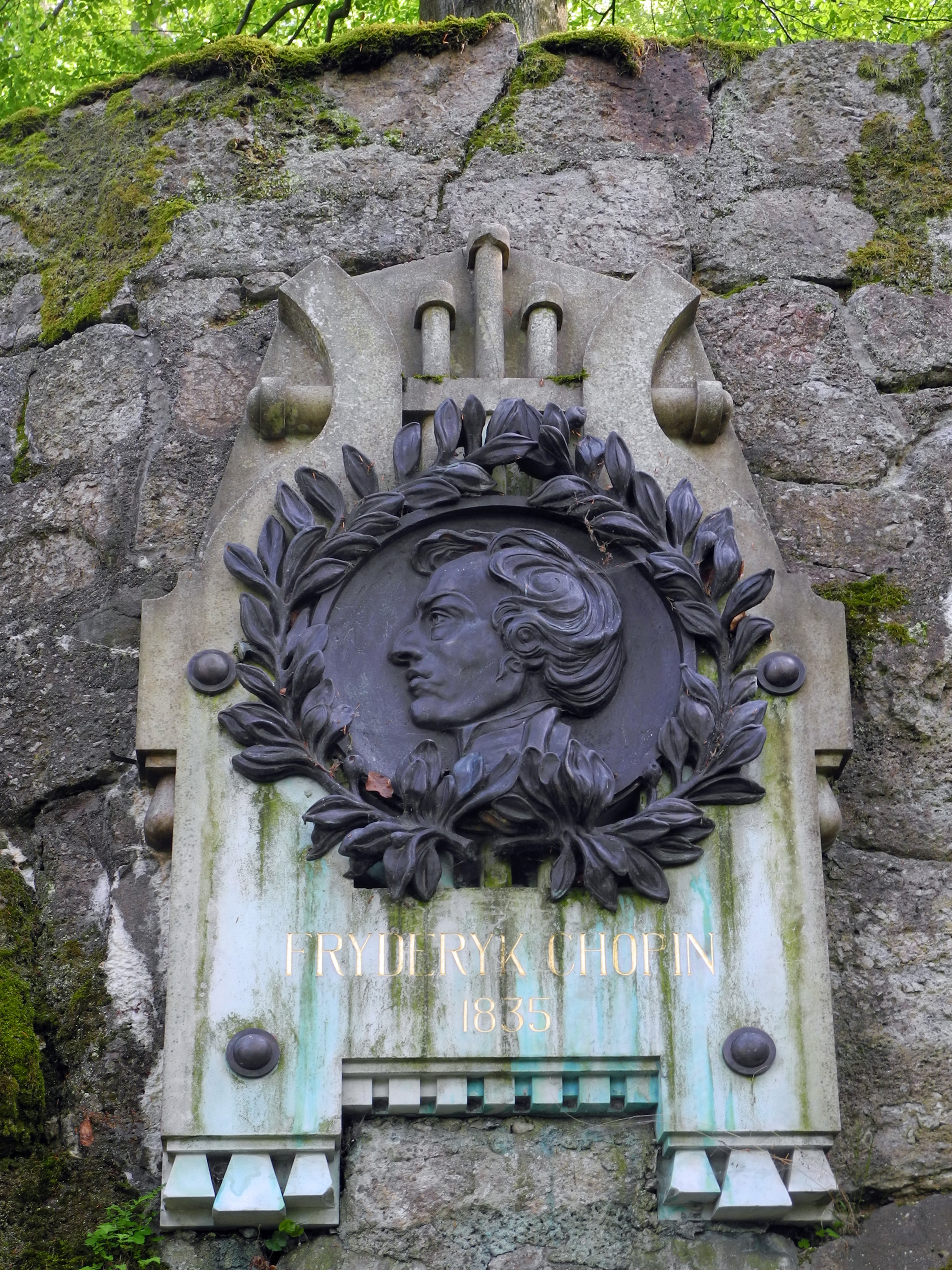
Památník Fryderyka Chopina
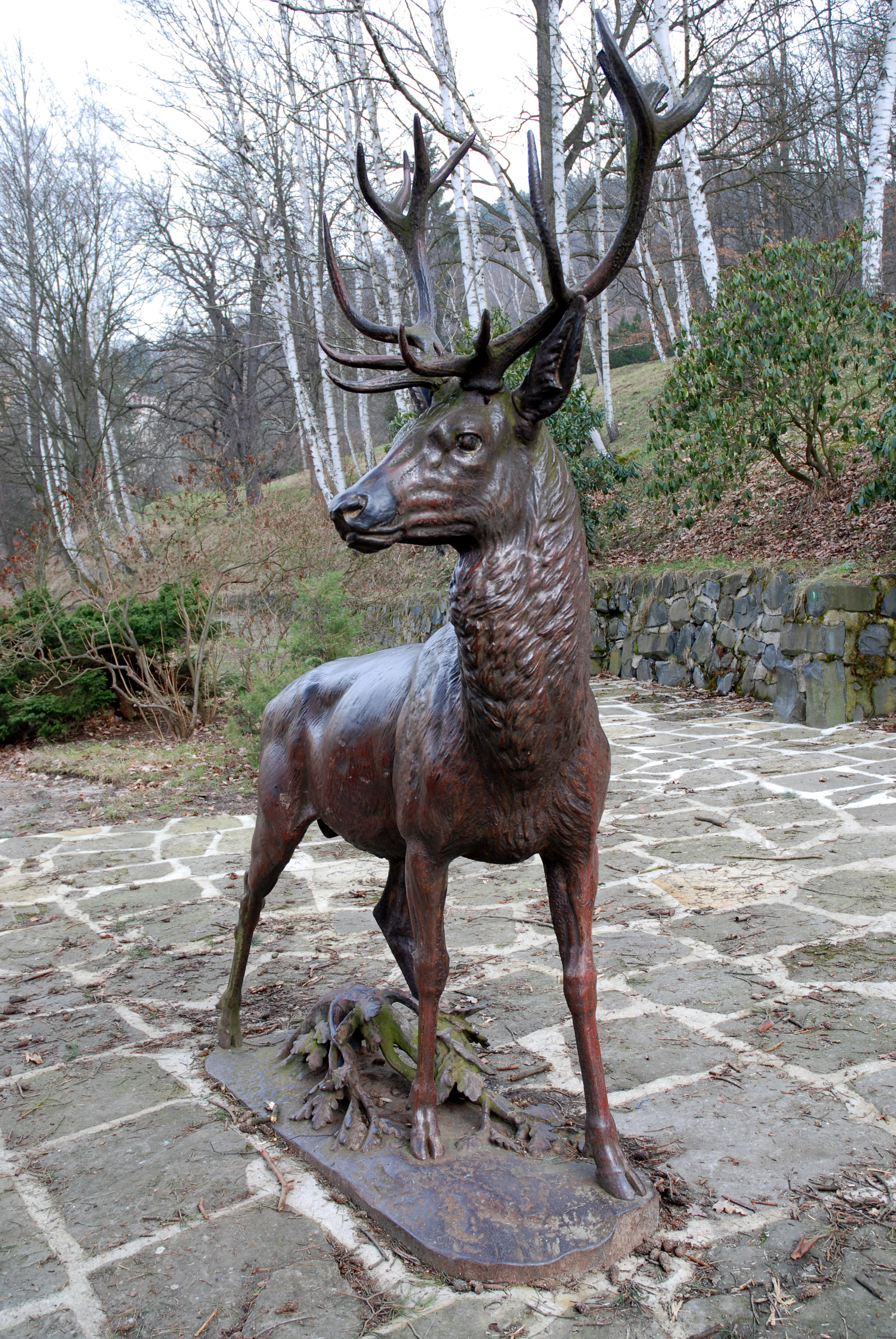
Jelen
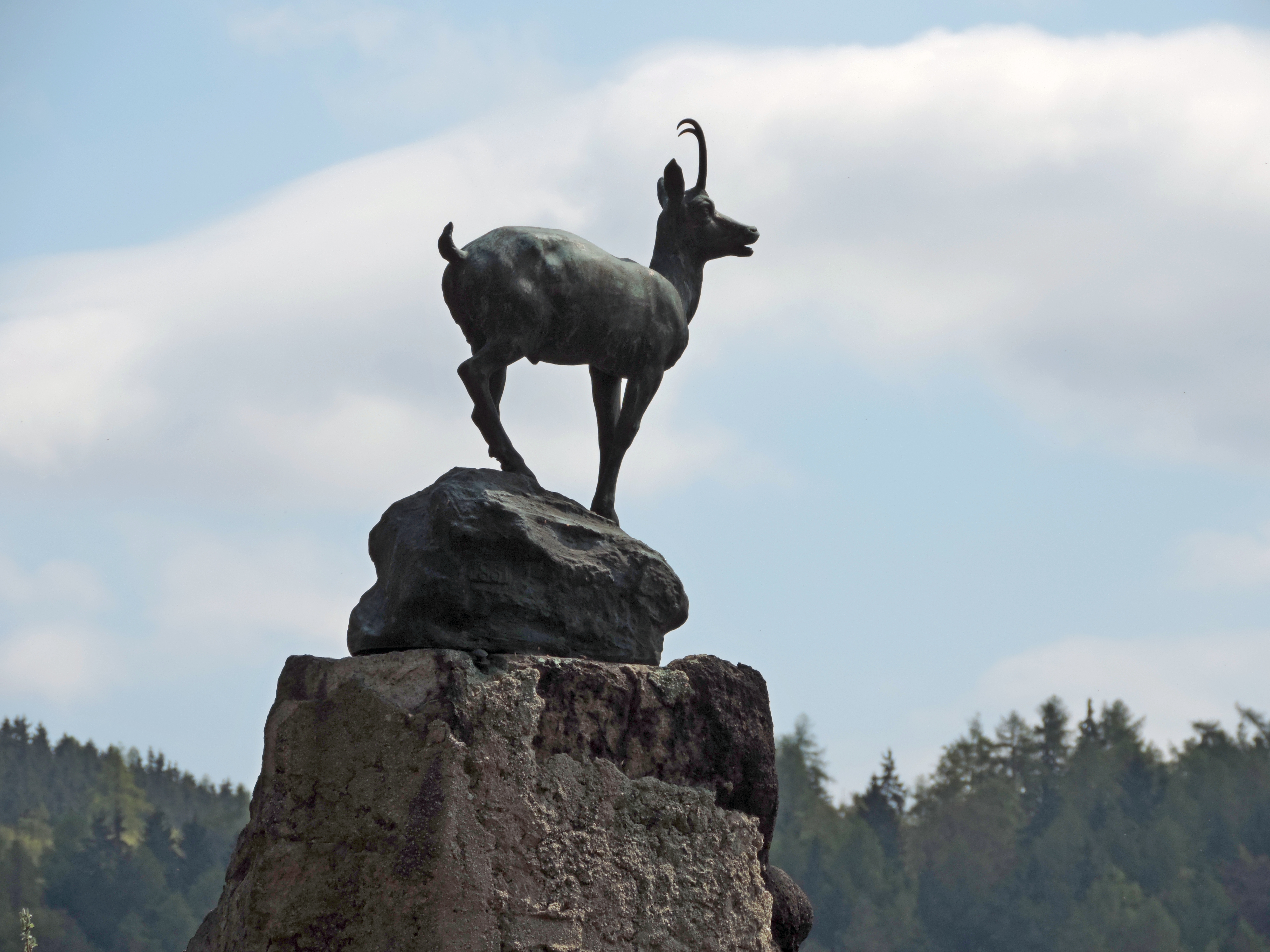
Jelení skok
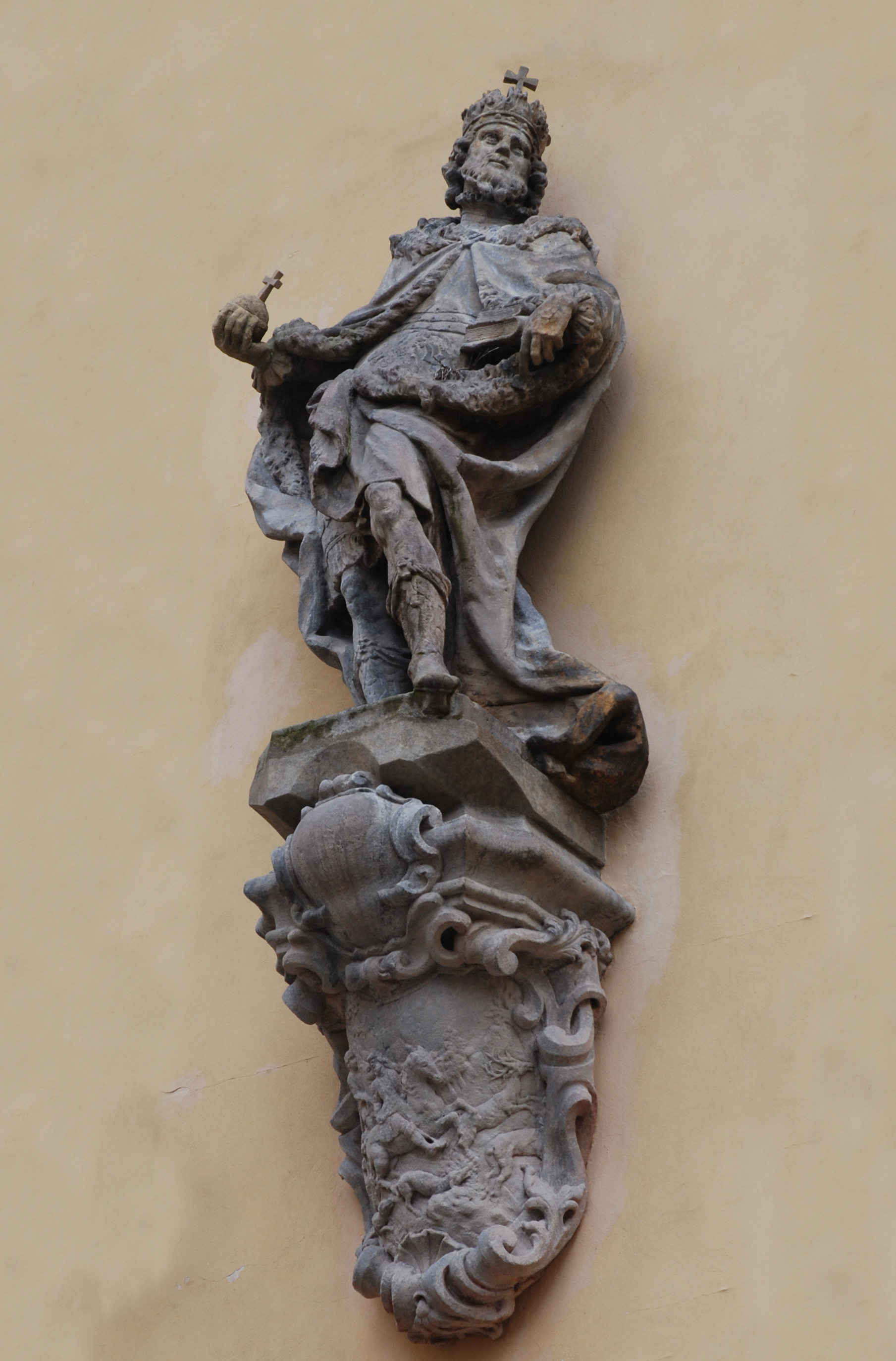
Socha Karla IV.
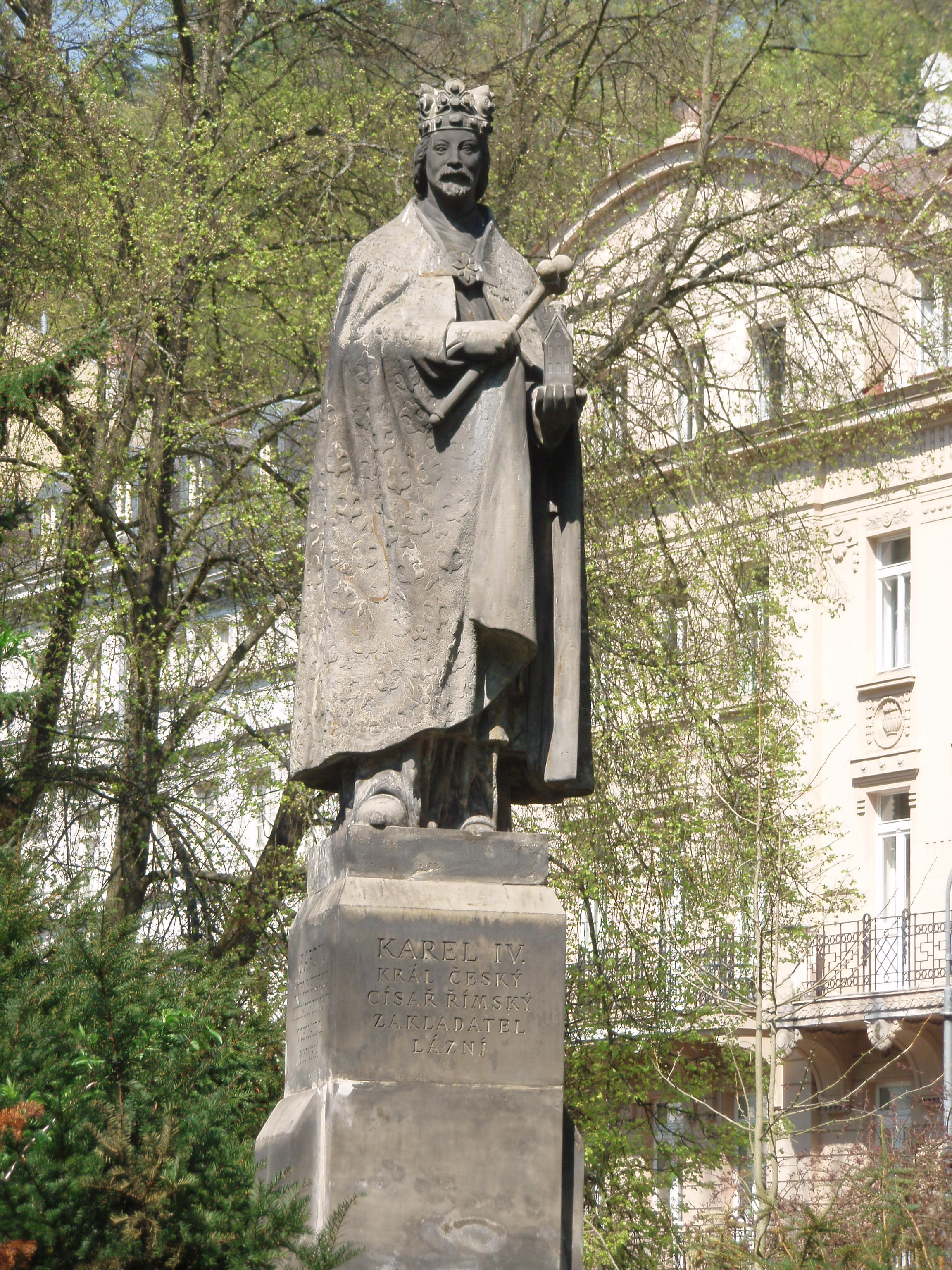
Socha Karla IV.
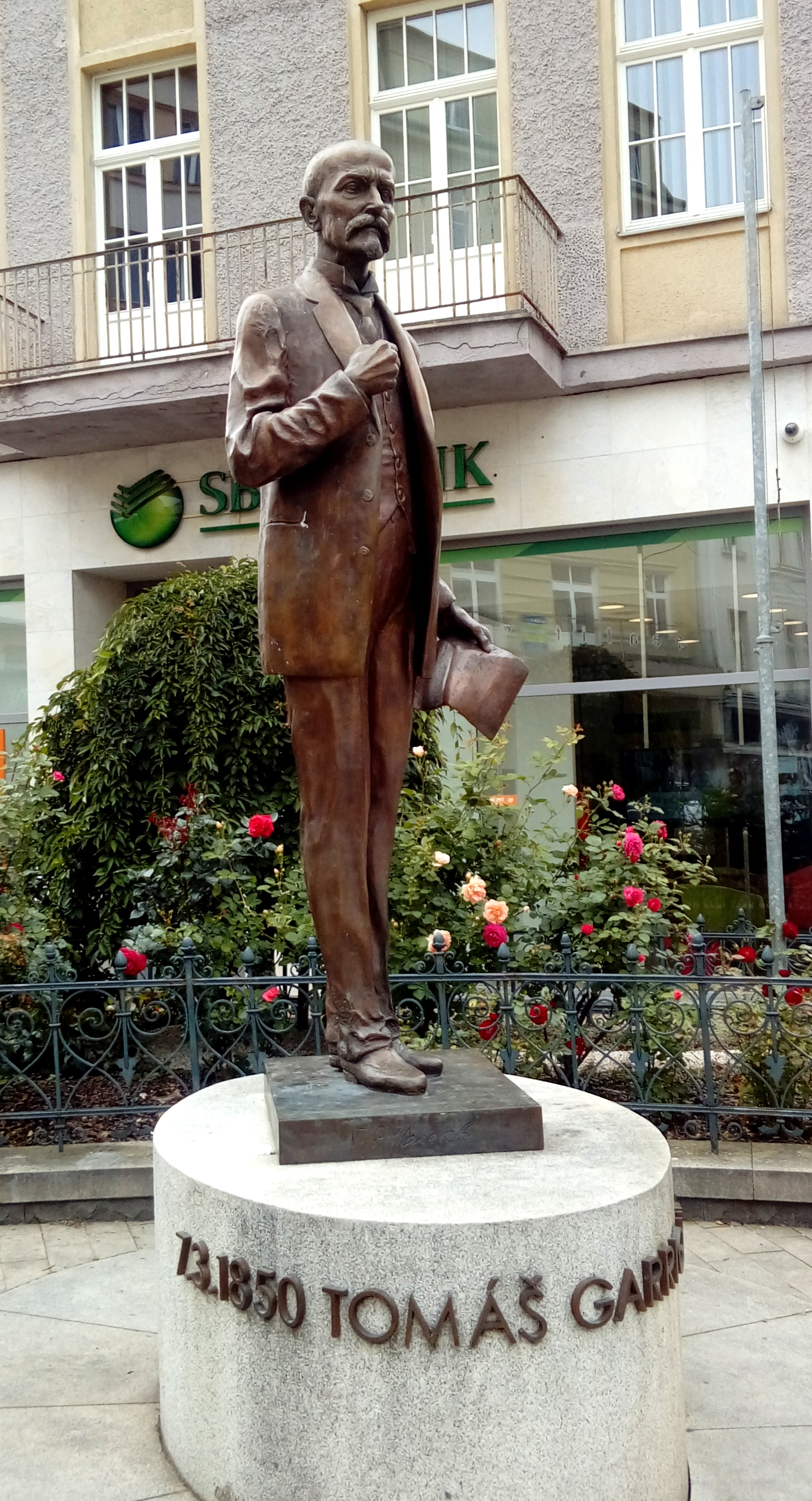
Socha T. G. Masaryka
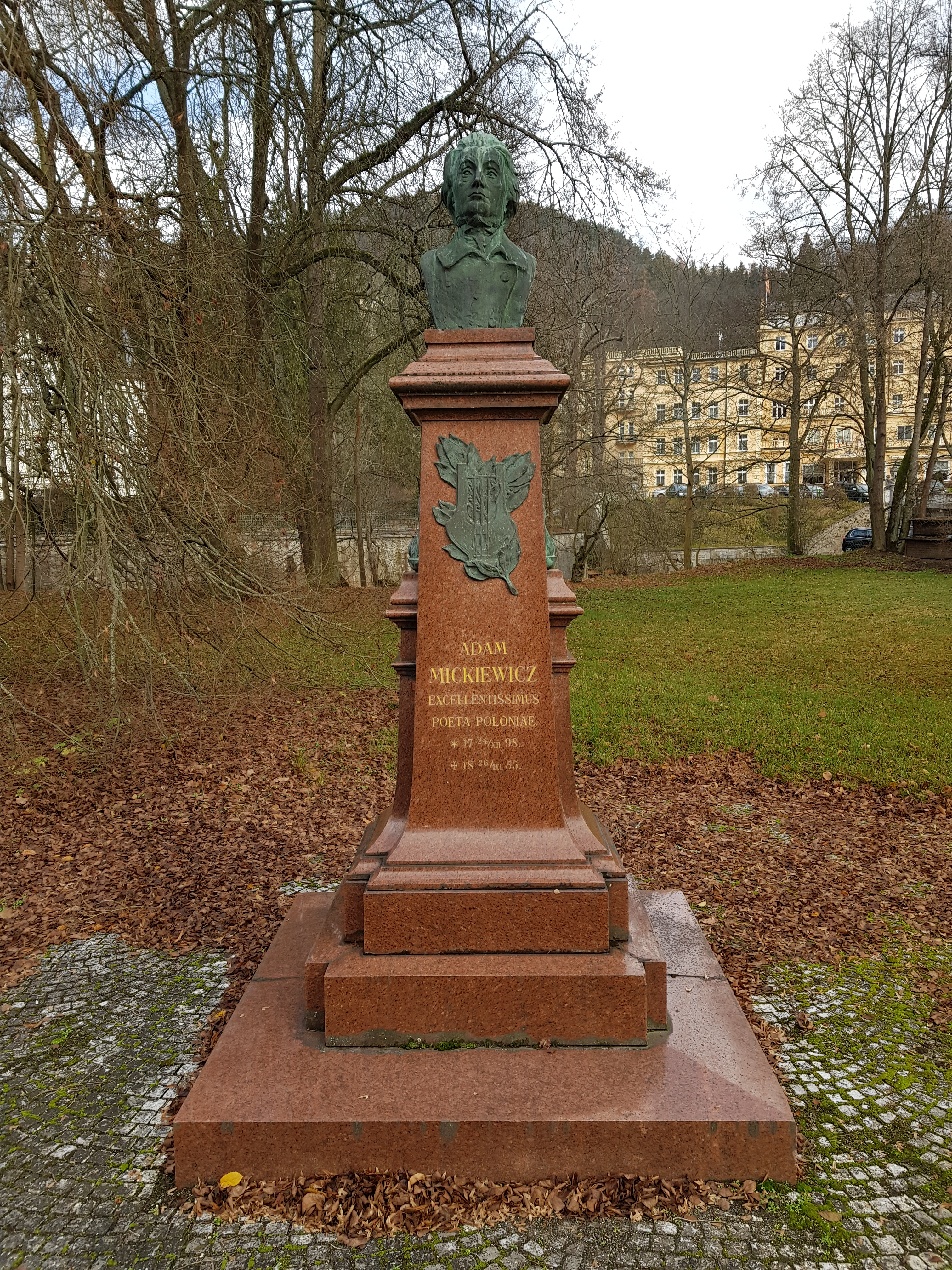
Busta Adama Mickiewicze
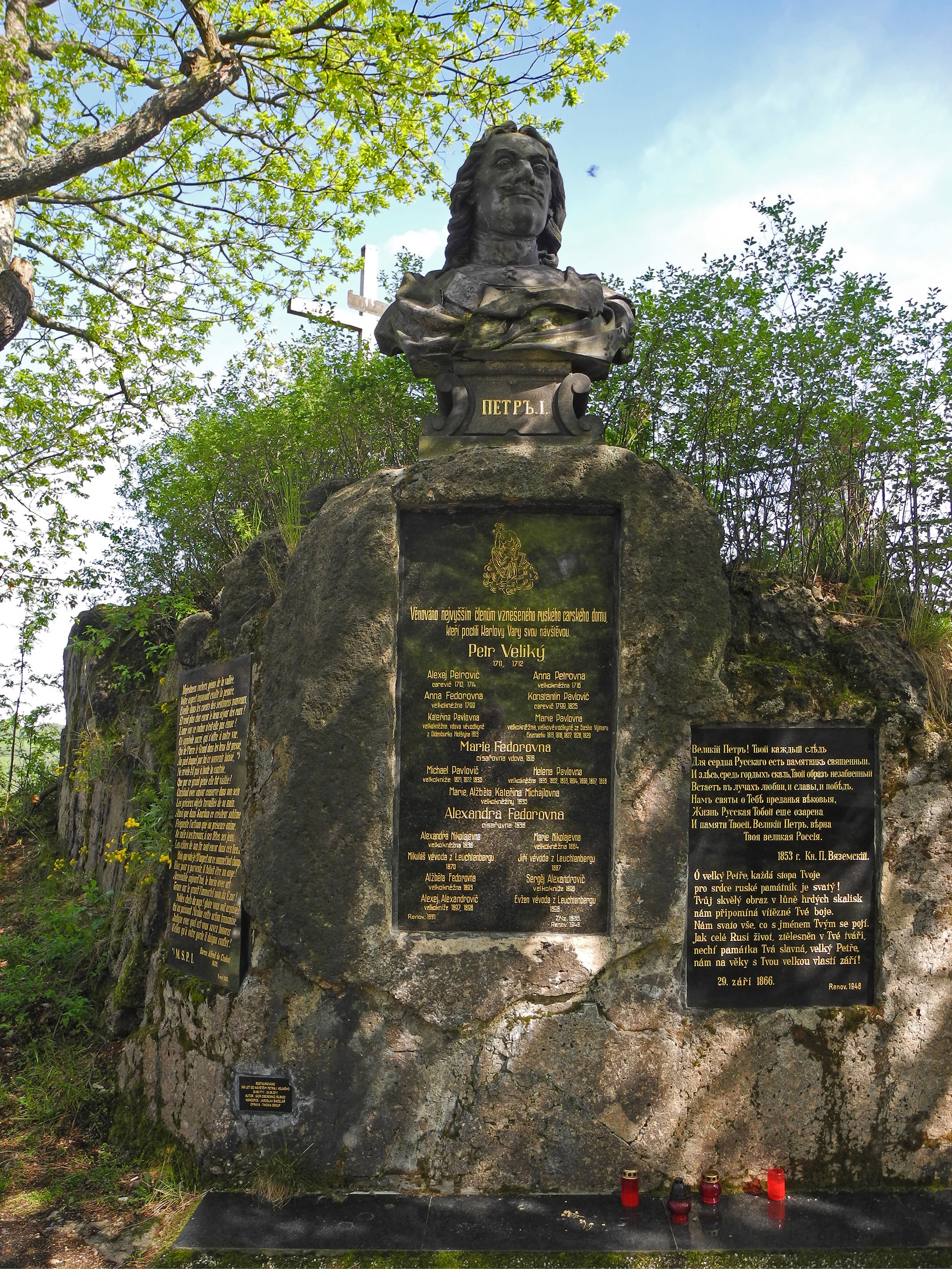
Busta Petra Velikého
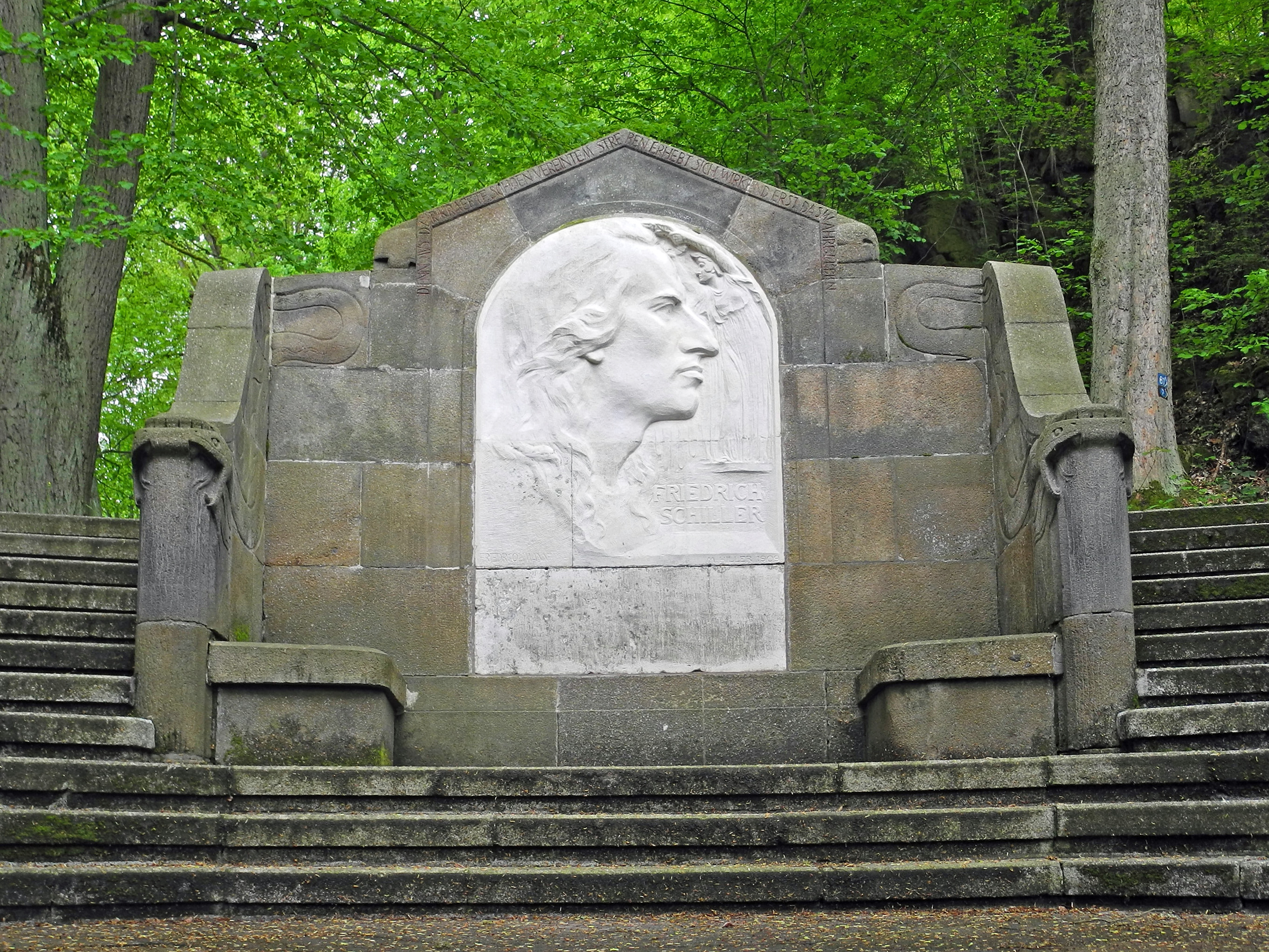
Pomník Friedricha Schillera
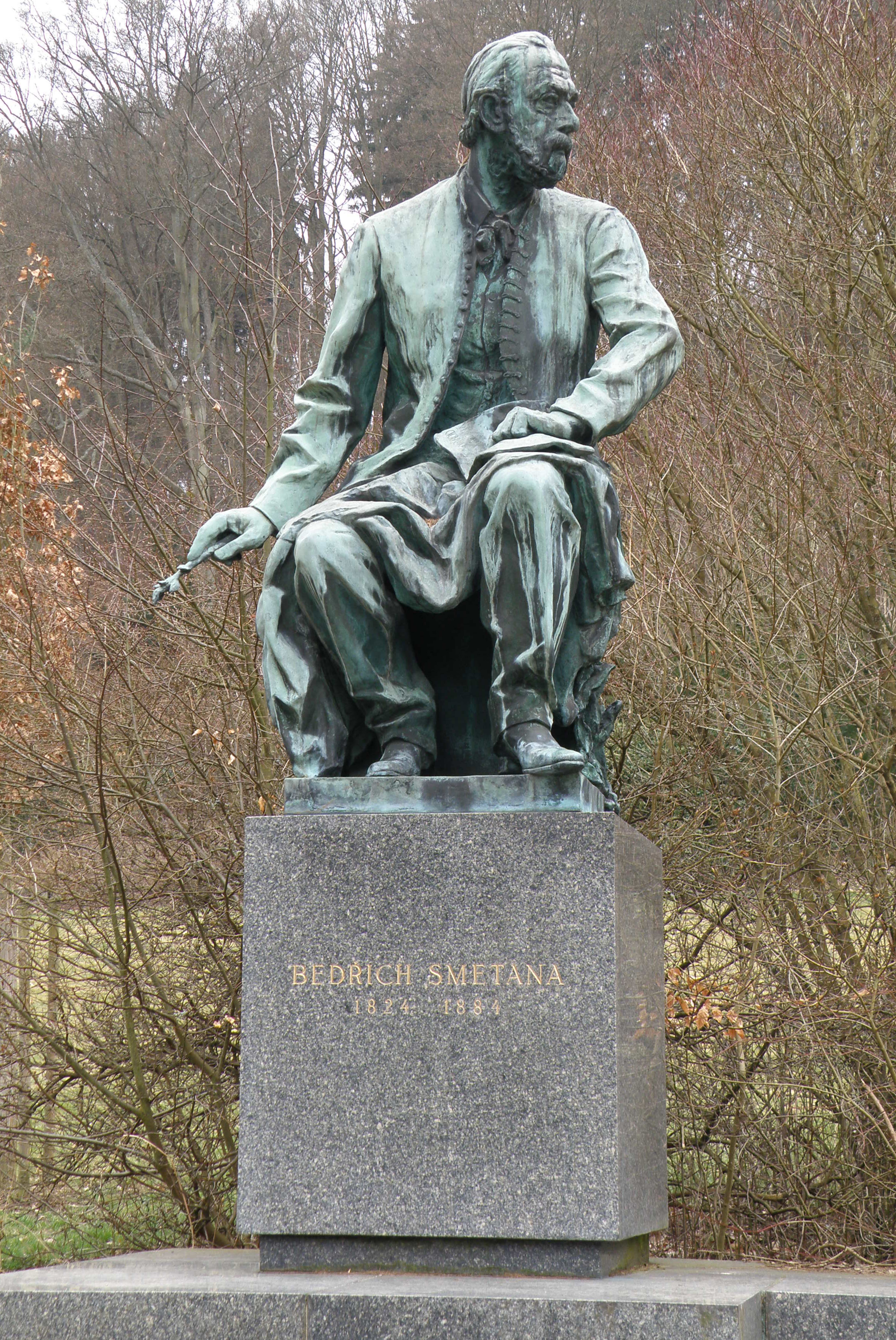
Pomník Bedřicha Smetany.jpg
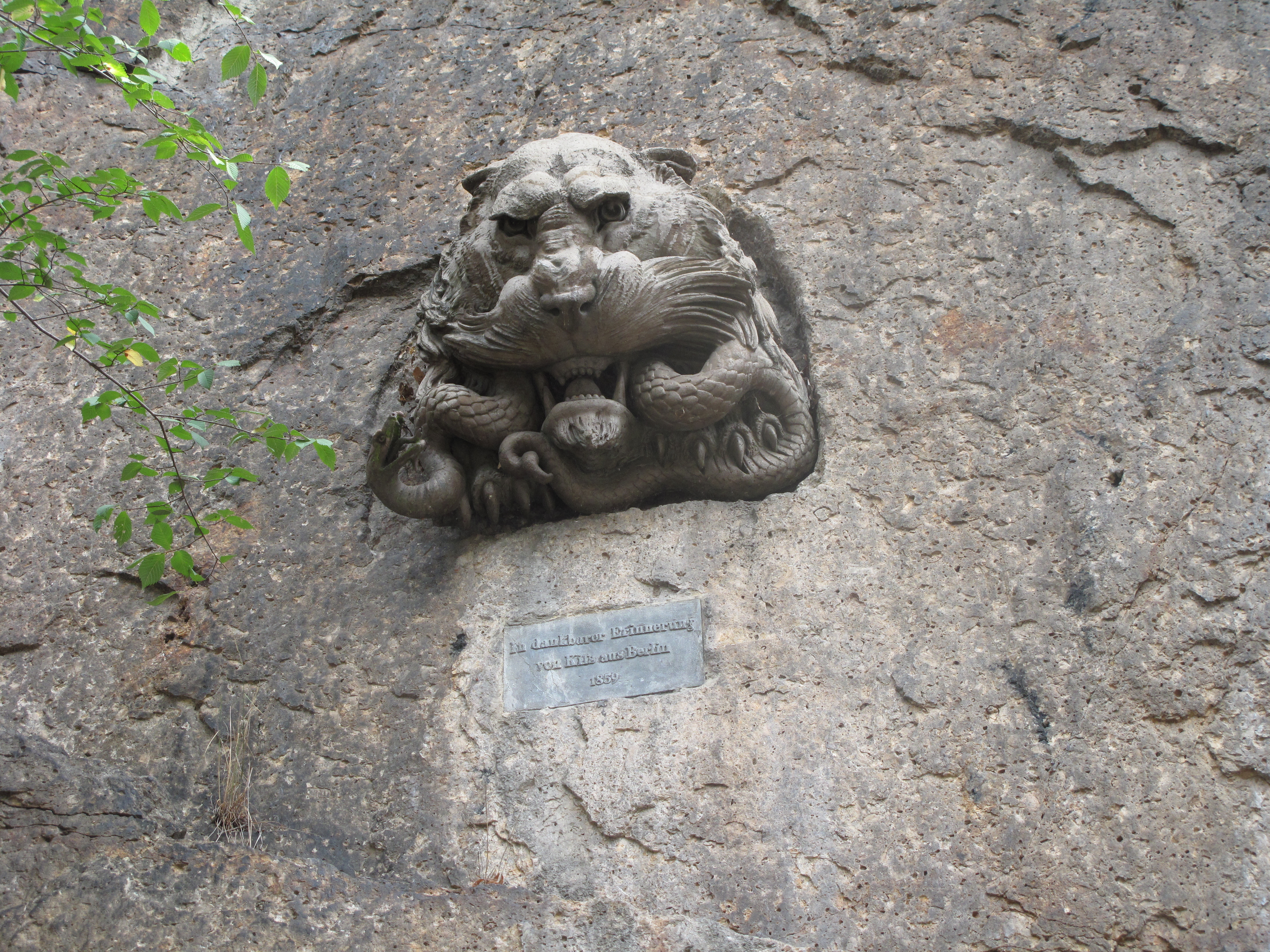
Lví hlava
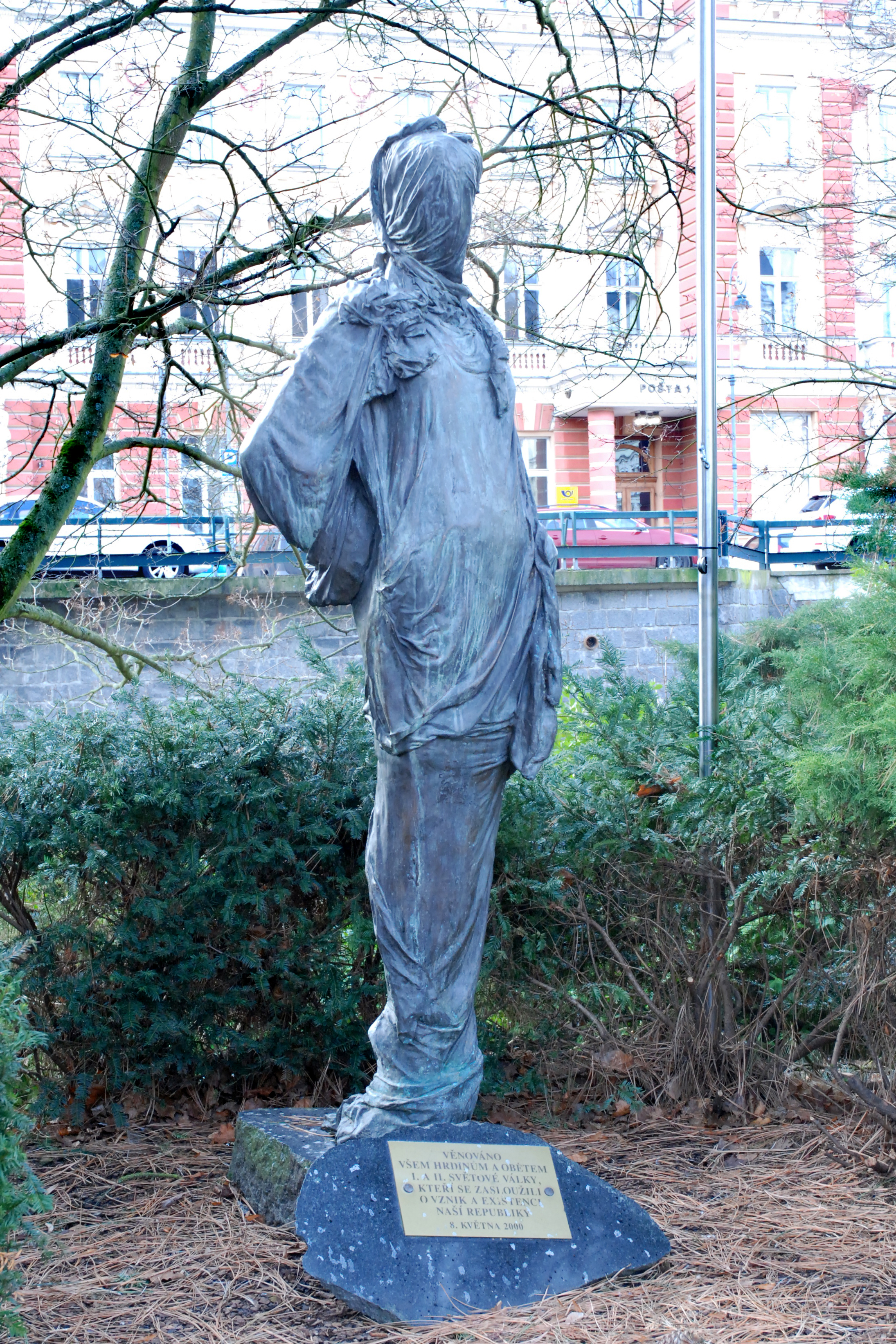
Pomník obětem 1. a 2. sv. války
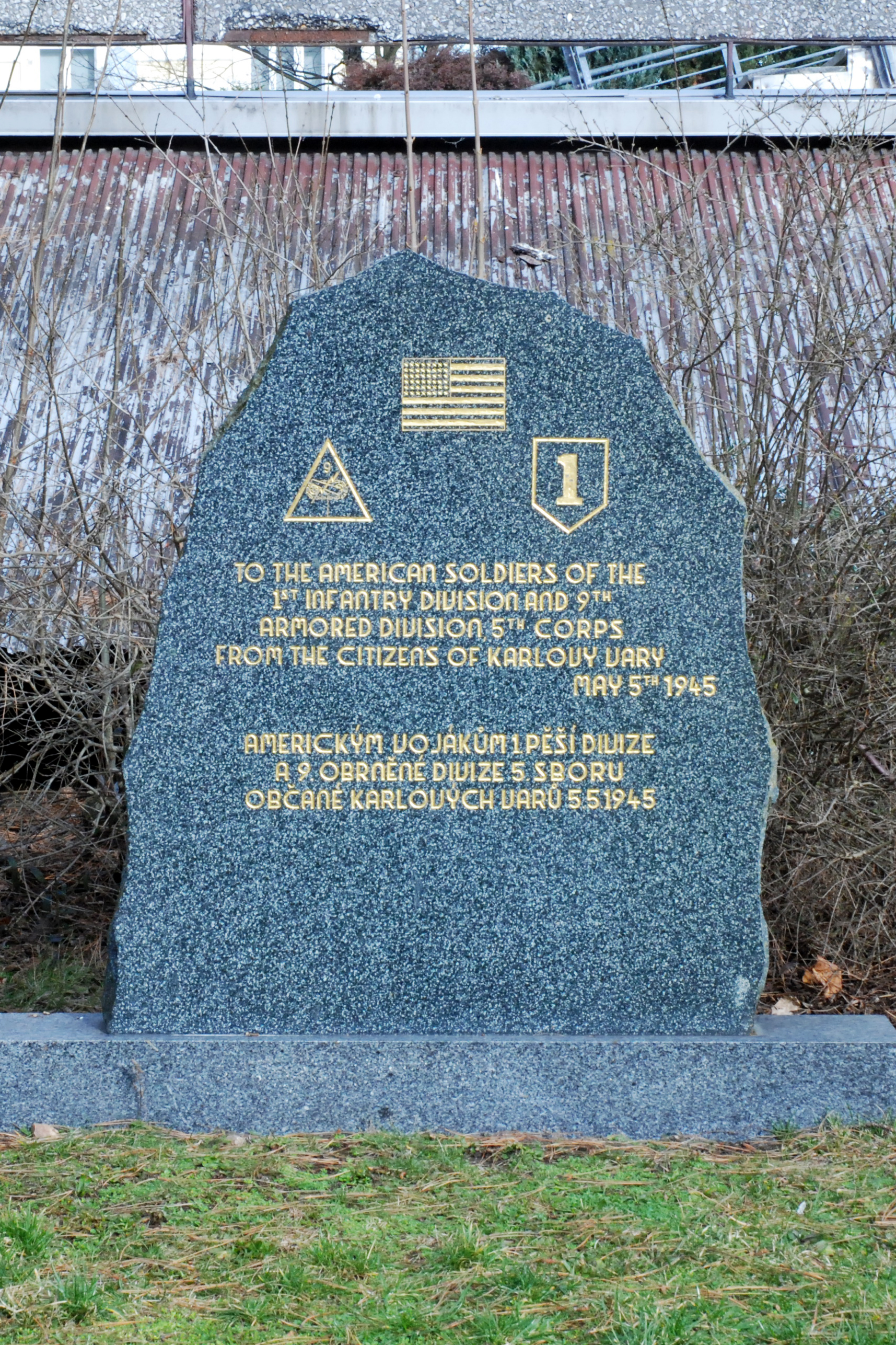
Pomník vojákům Americké armády
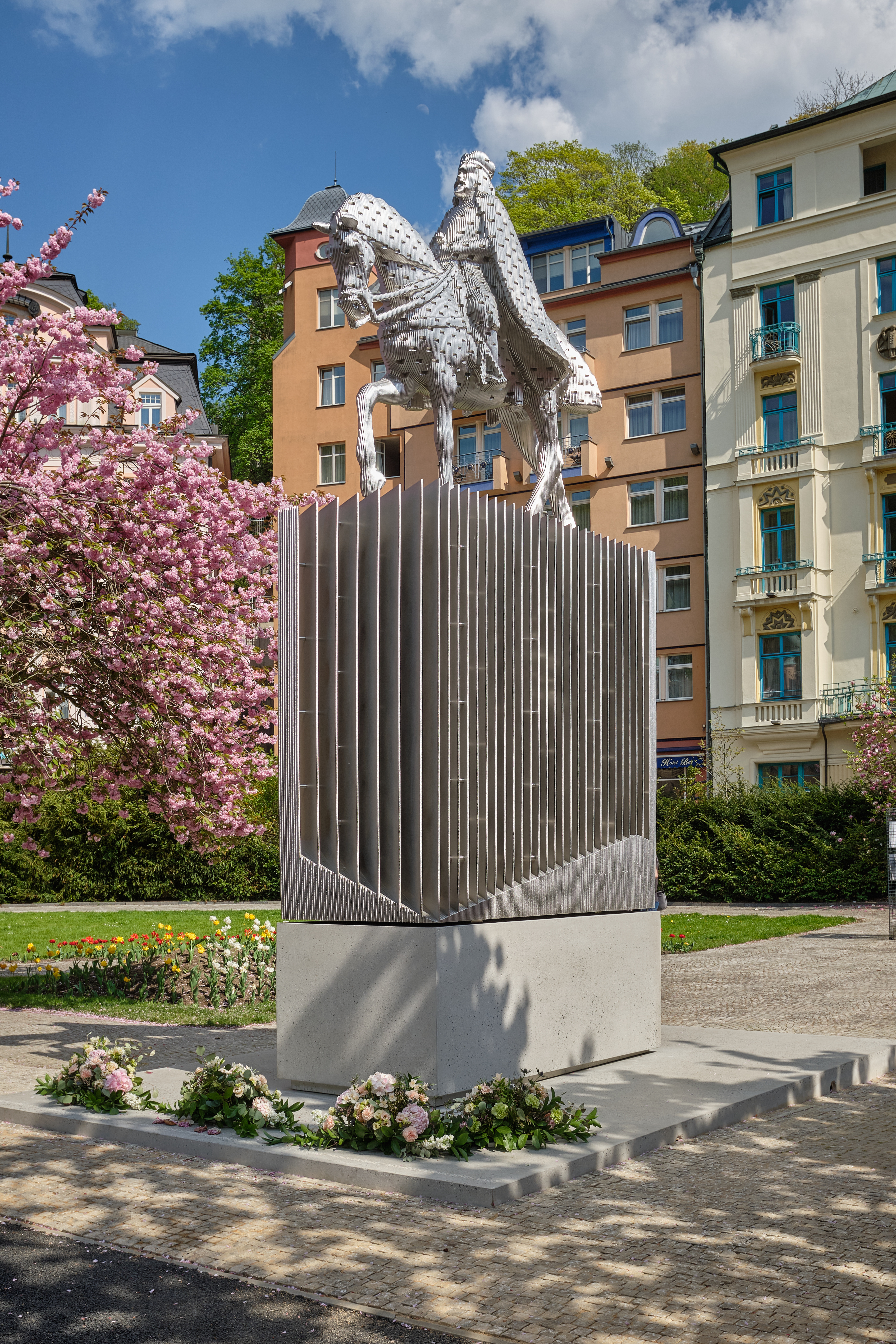
Jezdecká socha Karla IV.

#### Sloupy, obelisky
- Sloup vévodů cambridžských – u Mlýnské kolonády na Bernardově skále.
- Jubilejní sloup se sochou Karla IV. – též nazývána jubilejní sloup se sochou Karla IV., v sadech Jeana de Carro.
- Findlaterův obelisk – v lázeňských lesích v sedle pod Výšinou přátelství.
- Ottův sloup – v lázeňských lesích pod vrcholem Ottovy výšiny.
- Pamětní sloup Karlovarského Wandererklubu – v lázeňských lesích u odpolední cesty
- Pomník Karla Filipa Schwarzenberga – v parku za Poštovním dvorem na jižním okraji města.
- Sloup vděčných Maďarů – u silnice ve svahu pod hotelem Imperial.
- Tereziin obelisk – v lázeňských lesích v blízkosti lesní restaurace Jelení skok.

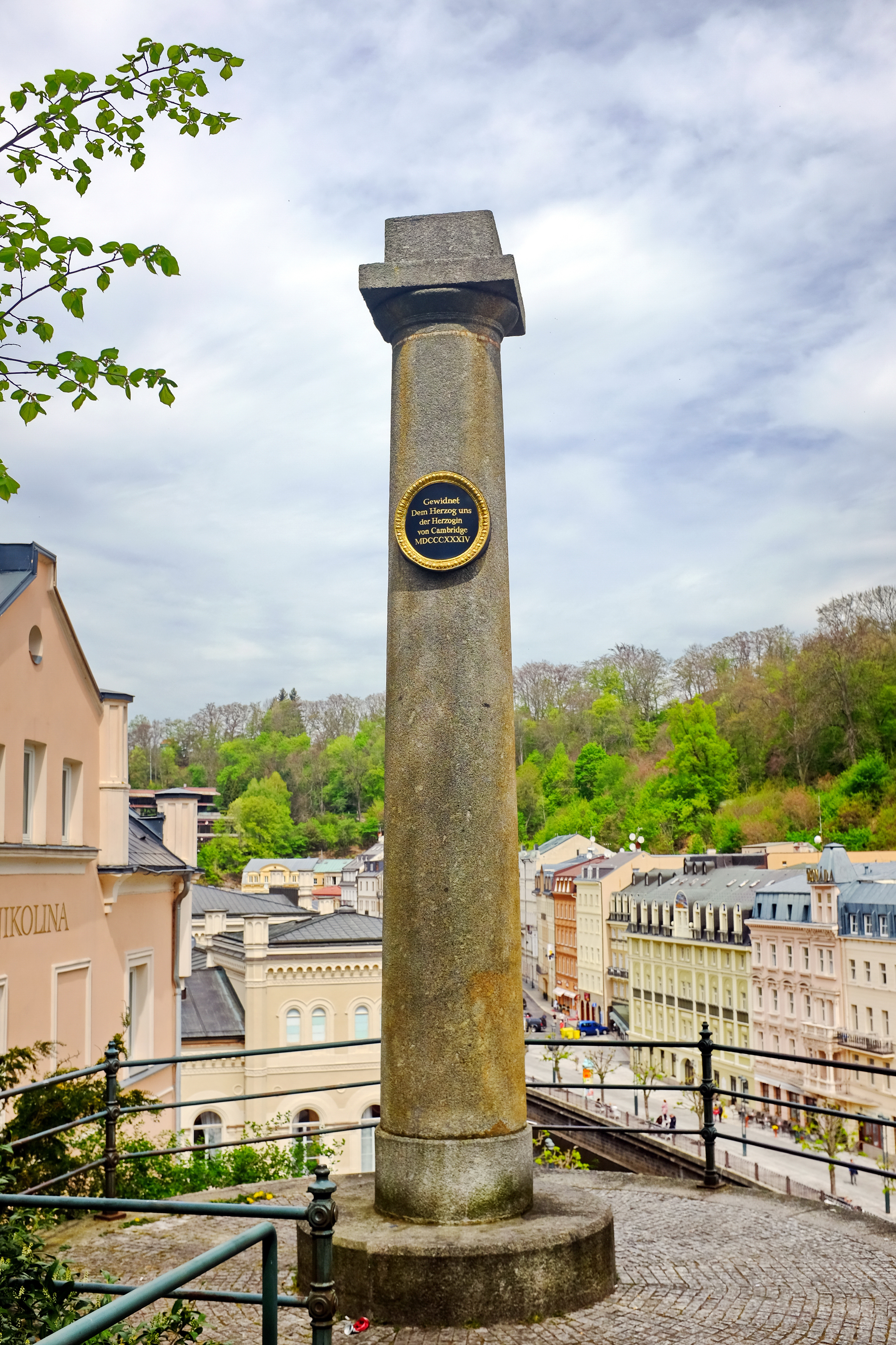
Sloup vévodů z Cambridge
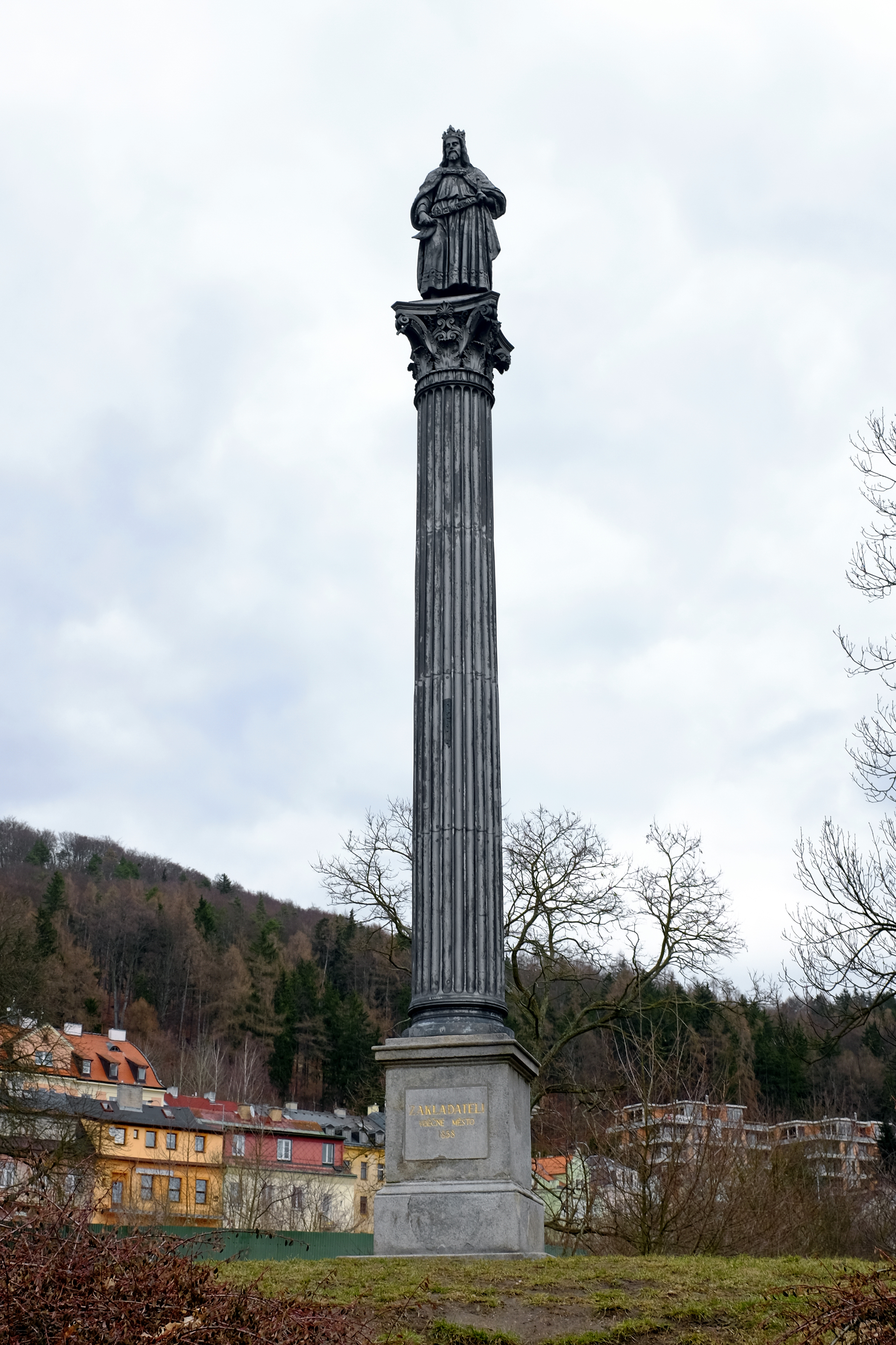
Jubilejní sloup se sochou Karla IV.
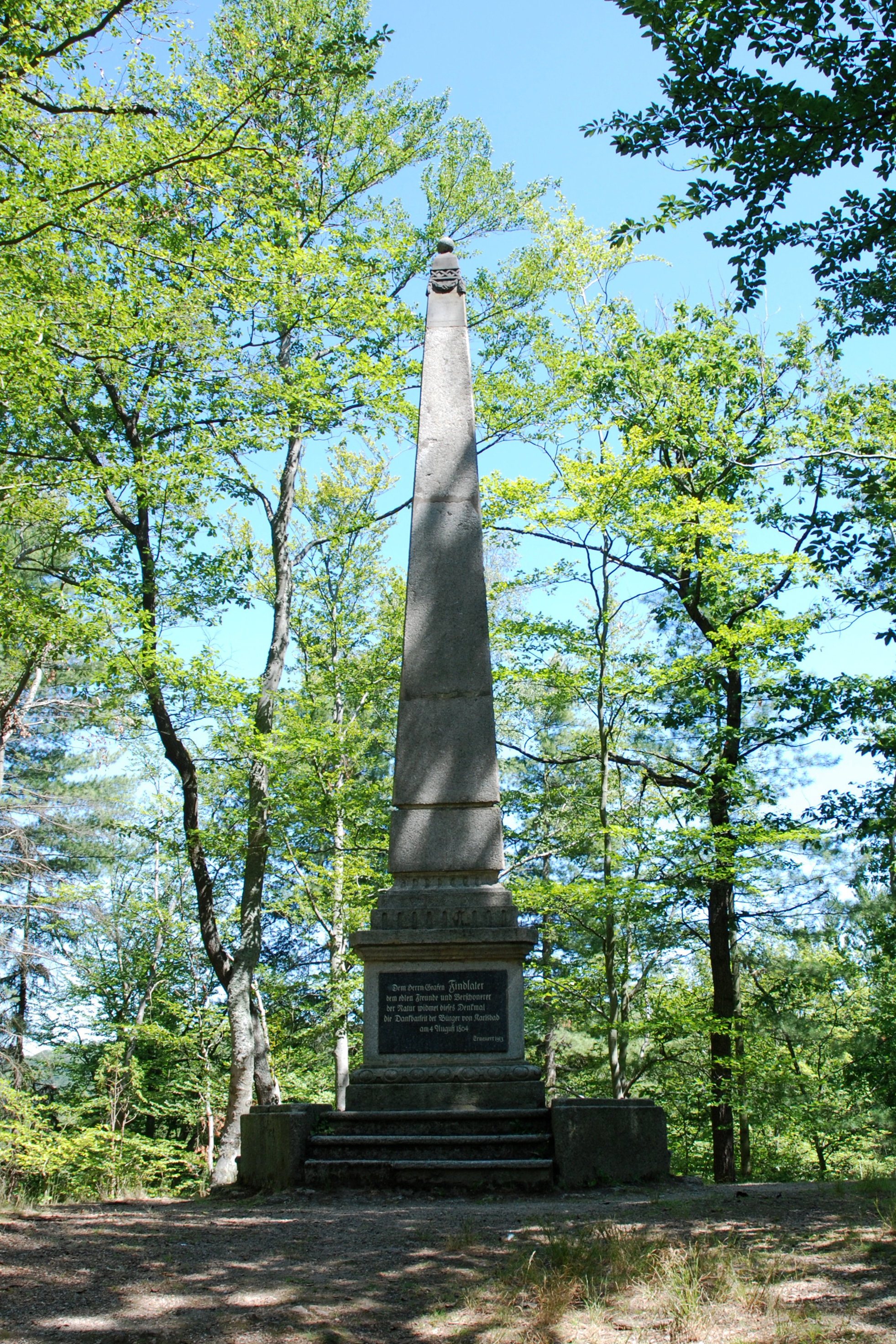
Findlaterův obelisk
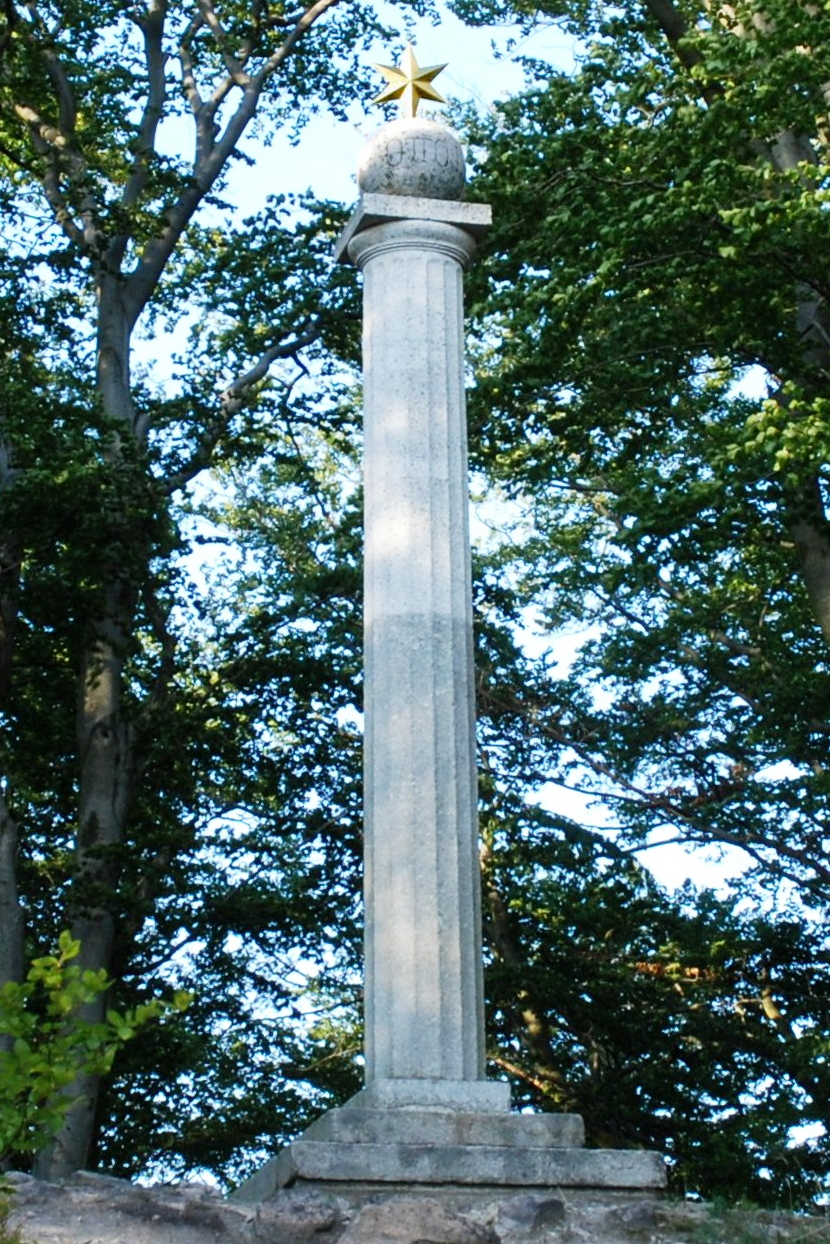
Ottův sloup
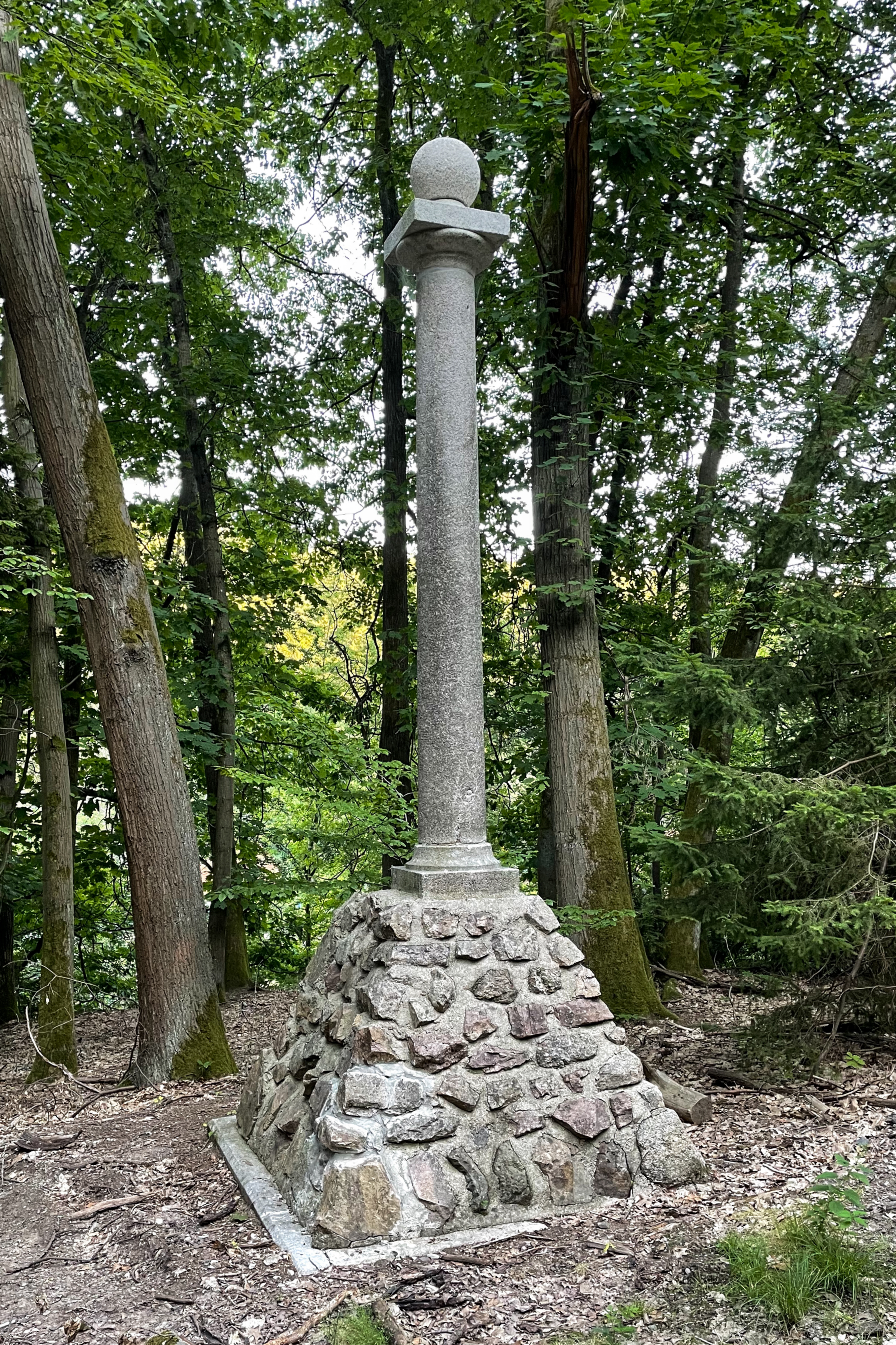
Pamětní sloup Karlovarského Wandererklubu
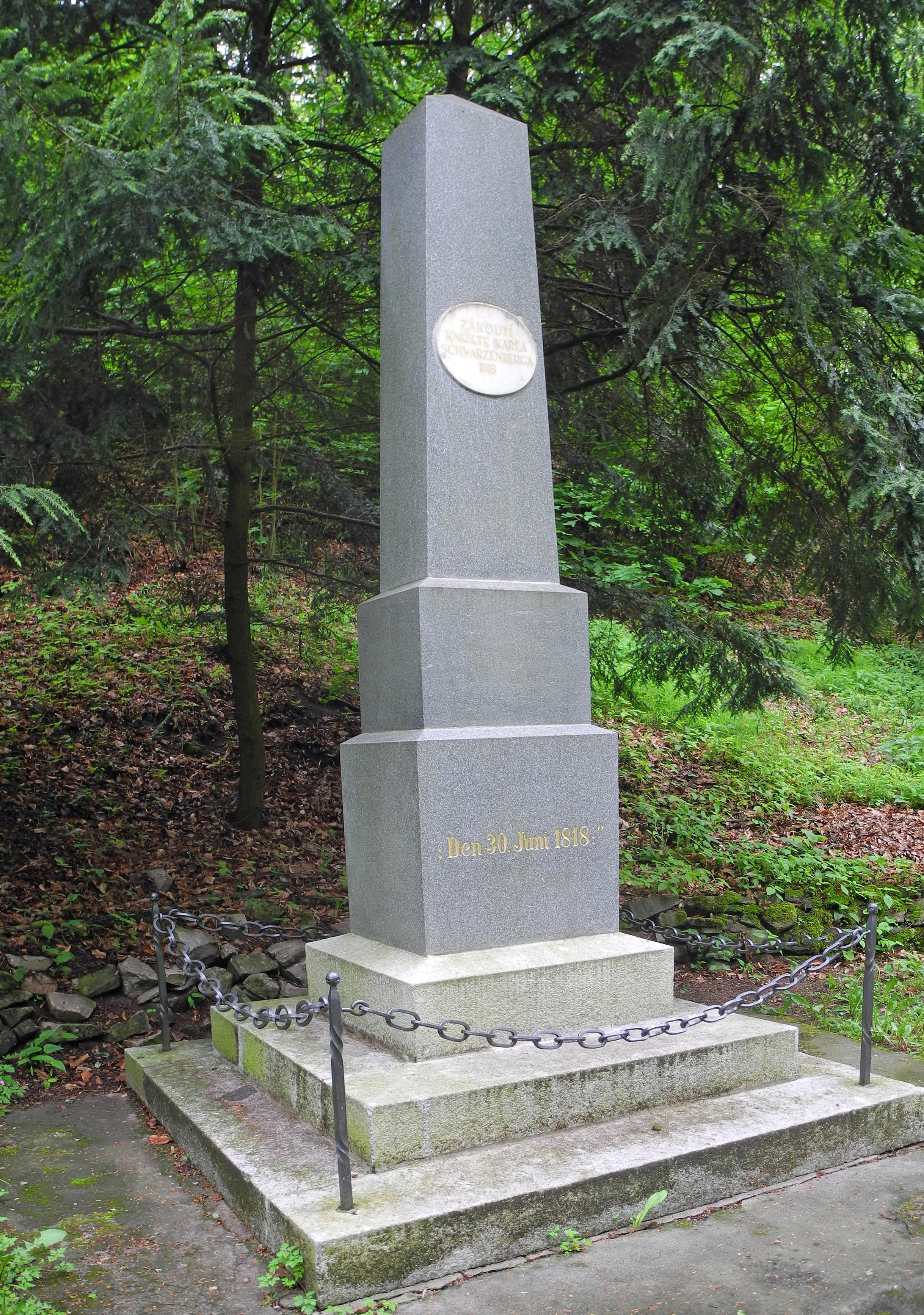
Pomník Karla Filipa Schwarzenberga
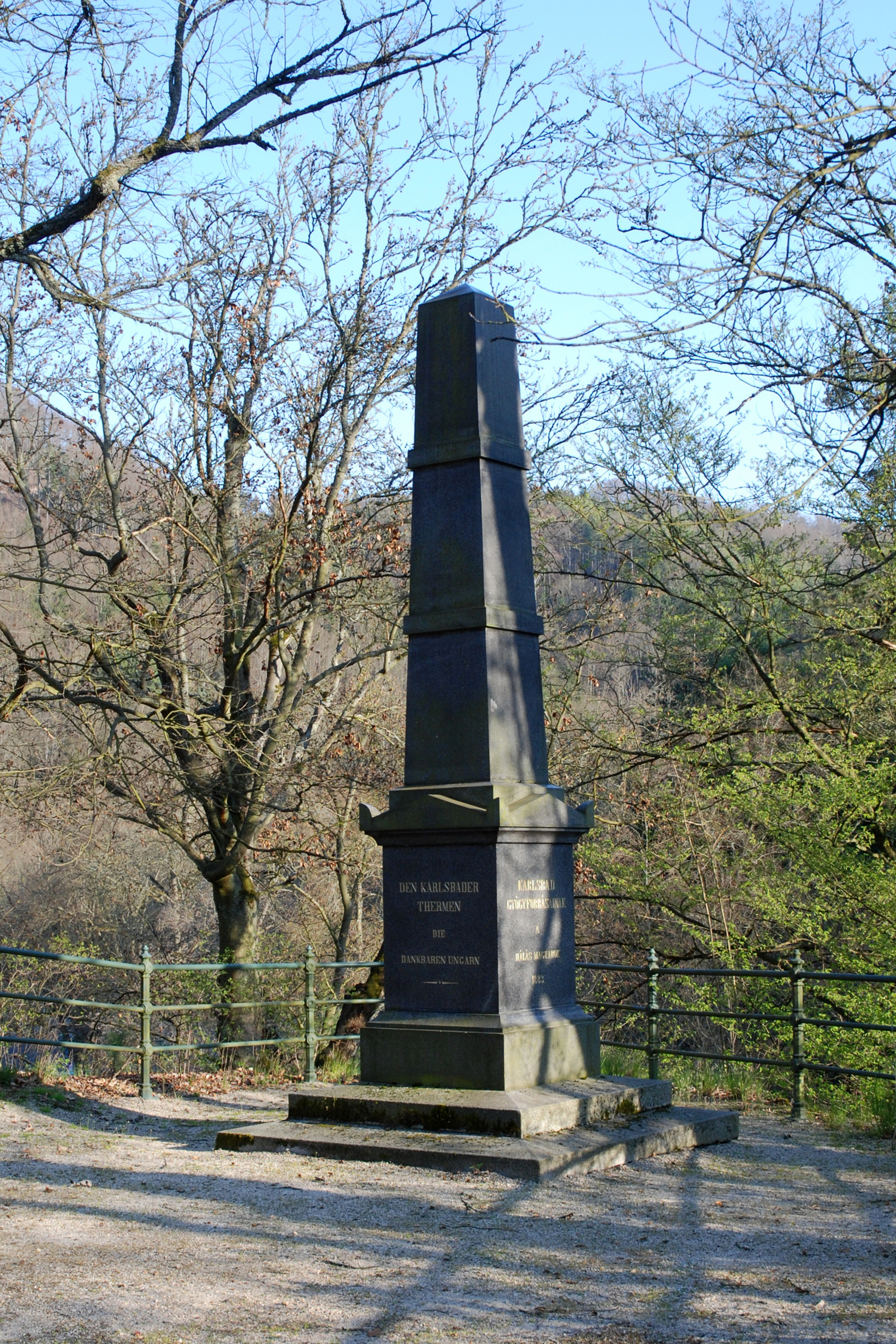
Sloup Vděčných Maďarů
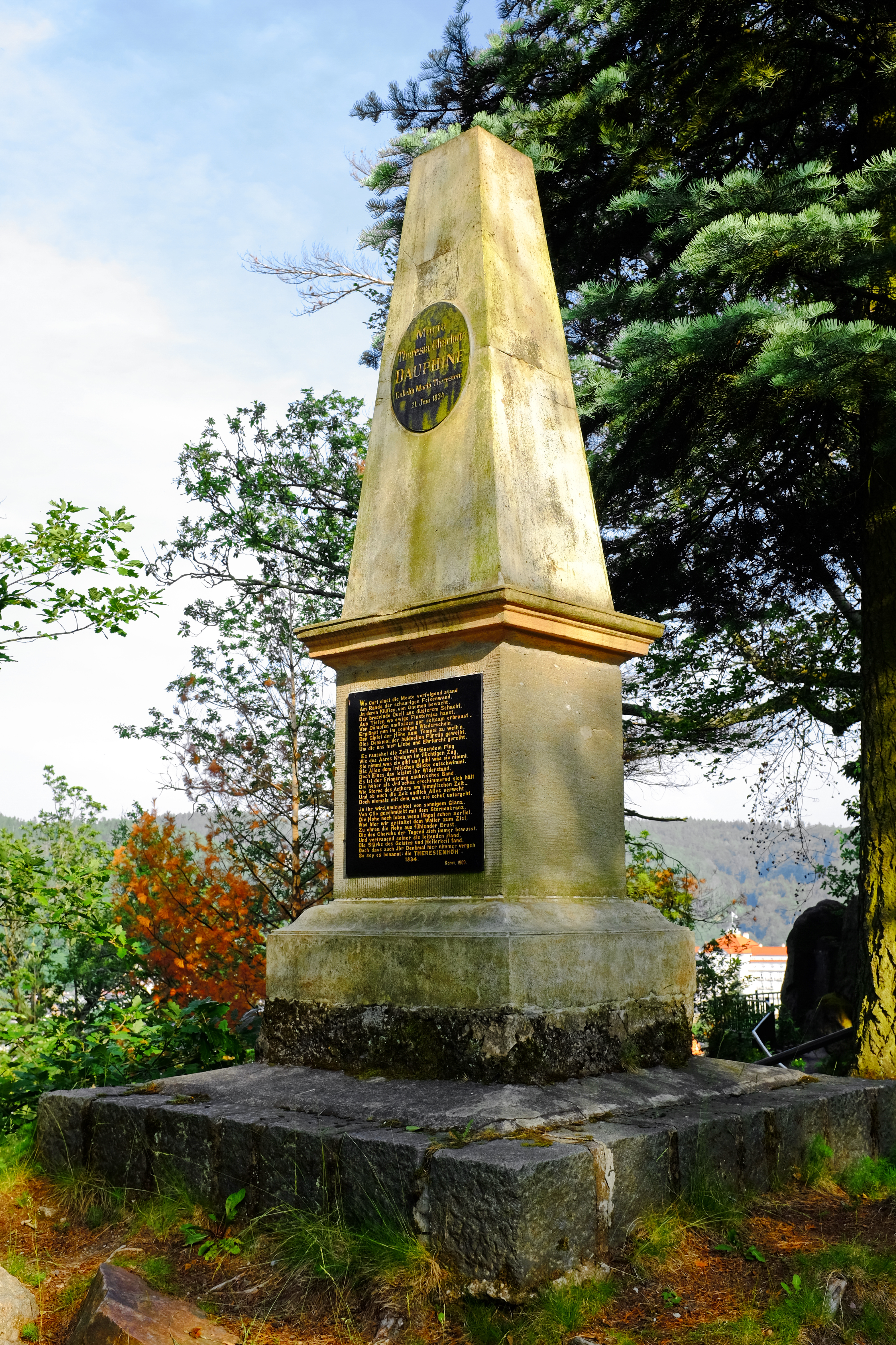
Pomník Marie Terezie Bourbonské

### Církevní památky

#### Kostely
- Kostel sv. Máří Magdaleny je jednolodní barokní stavba na Kostelním náměstí z let 1732–1736, postavená Kiliánem Ignácem Dientzenhoferem na půdorysu elipsy s výklenky pro kaple, s výrazně plasticky modelovanými římsami a kruchtou. V průčelí vystupuje dvouramenné schodiště a dvě věže s cibulovitými báněmi. Nástropní malby a oltářní obraz namaloval Eliáš Dollhopf, hlavní oltářní obraz od J. J. Madyho znázorňuje Krista při zjevení Marii Magdaléně, dvě gotické sochy madony, čtyři sochy na hlavním oltáři řezal Jakub Eberle a představují sv. Augustina, sv. Pavla, sv. Jeronýma a sv. Petra; pod podlahou je krypta.
- Pravoslavný chrám sv. Petra a Pavla v letech 1893–1897 navržený architektem Gustavem Wiedermannem, na tř. Krále Jiřího, je pětikopulovitá stavba dle vzoru byzantsko-staroruského kostela v Ostankinu u Moskvy. Byl postaven za přispění mecenášů z řad ruské aristokracie. Reliéf sochaře M. Hillera zpodobňuje cara Petra I. při stavbě domu U páva roku 1711.
- Kostel sv. Urbana (13. století) Rybáře, Horní Kamenná – přestavěn po roce 1500 s využitím původních prvků staršího kostela nebo kaple, je tak nejstarší zachovanou církevní stavbou města, vznikl patrně ve 2. polovině 13. století v rámci kolonizace.
- Kostel svatého Petra a Pavla z roku 1856, architekt J. Zeissig, sbor dr. Karla Farského, do roku 1946 Evangelický kostel sv. Petra, Mariánskolázeňská ul. Postaven v novorománském stylu. Roku 1864 přistavěna věž a zahájena stavba sousední fary. Vnitřní zařízení kostela tvoří zajímavý oltářní obraz Nanebevstoupení Krista. Dřevěná vyřezávaná kazatelna stojí na třech sloupcích. V lodi kostela jsou umístěny temperované dřevěné lavice a kovová křtitelnice. Varhany na kruchtě pocházejí od varhanáře Müllera z Chebu. Na stěnách v předsíni je pak umístěn rovněž mladší reliéf Petra Chelčického od Franty Anýže a reliéfní busta ThDr. Karla Farského.
- Poutní kostel sv. Anny v Sedlci postaven v letech 1739–1748, arch. V. Schmidt. Stojí v obci s historií sahající do 11. století. Barokní oltář, starobylá socha sv. Anny s Marií a děťátkem.
- Řeckokatolický hřbitovní kostel sv. Ondřeje ze 16. století, Ondřejská ul., nejstarší karlovarský kostel, původně gotický, několikrát stavebně upravován. Přilehlý hřbitov zrušen roku 1911, změněn na Mozartovy sady.
- Anglikánský kostel sv. Lukáše z roku 1877, architekt dr. Mothes, na Zámeckém vrchu. Postaven v novogotickém stylu za finanční podpory mecenášů z řad anglických lázeňských hostů.
- Ruiny románského kostelíku sv. Linharta ze 13. století leží poblíž lesní kavárny Linhart. Nejstarší stavební památka Karlových Varů, prvá zmínka z roku 1246. Byl zde prováděn archeologický průzkum financovaný Karlovarským Muzeem.
- Kostel Nanebevstoupení Páně ve Staré Roli z roku 1909, na místě starší kaple z roku 1823.
- Kostel Povýšení sv. Kříže v Rybářích nedaleko kostela sv. Urbana.

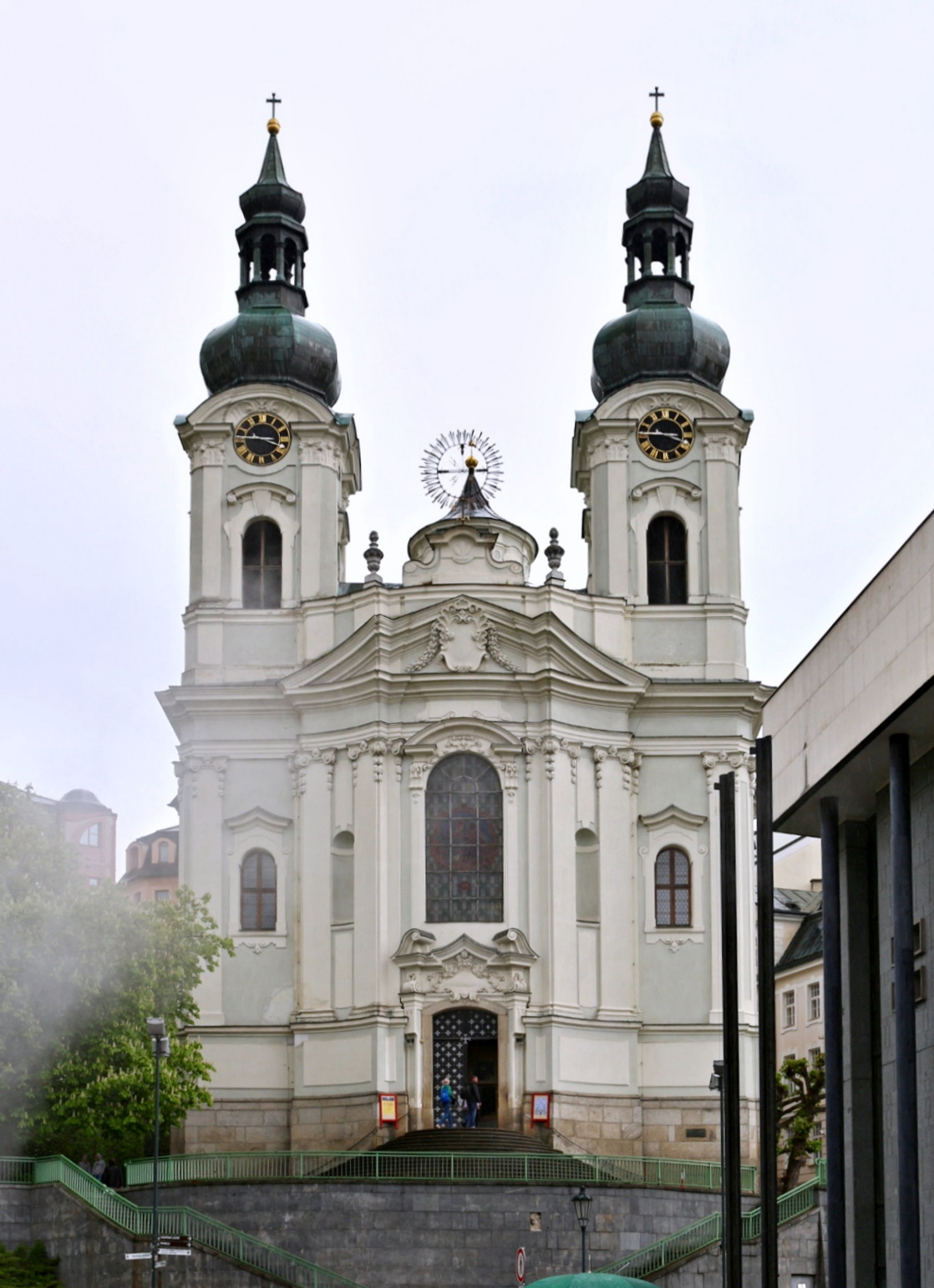
Barokní kostel sv. Máří Magdaleny
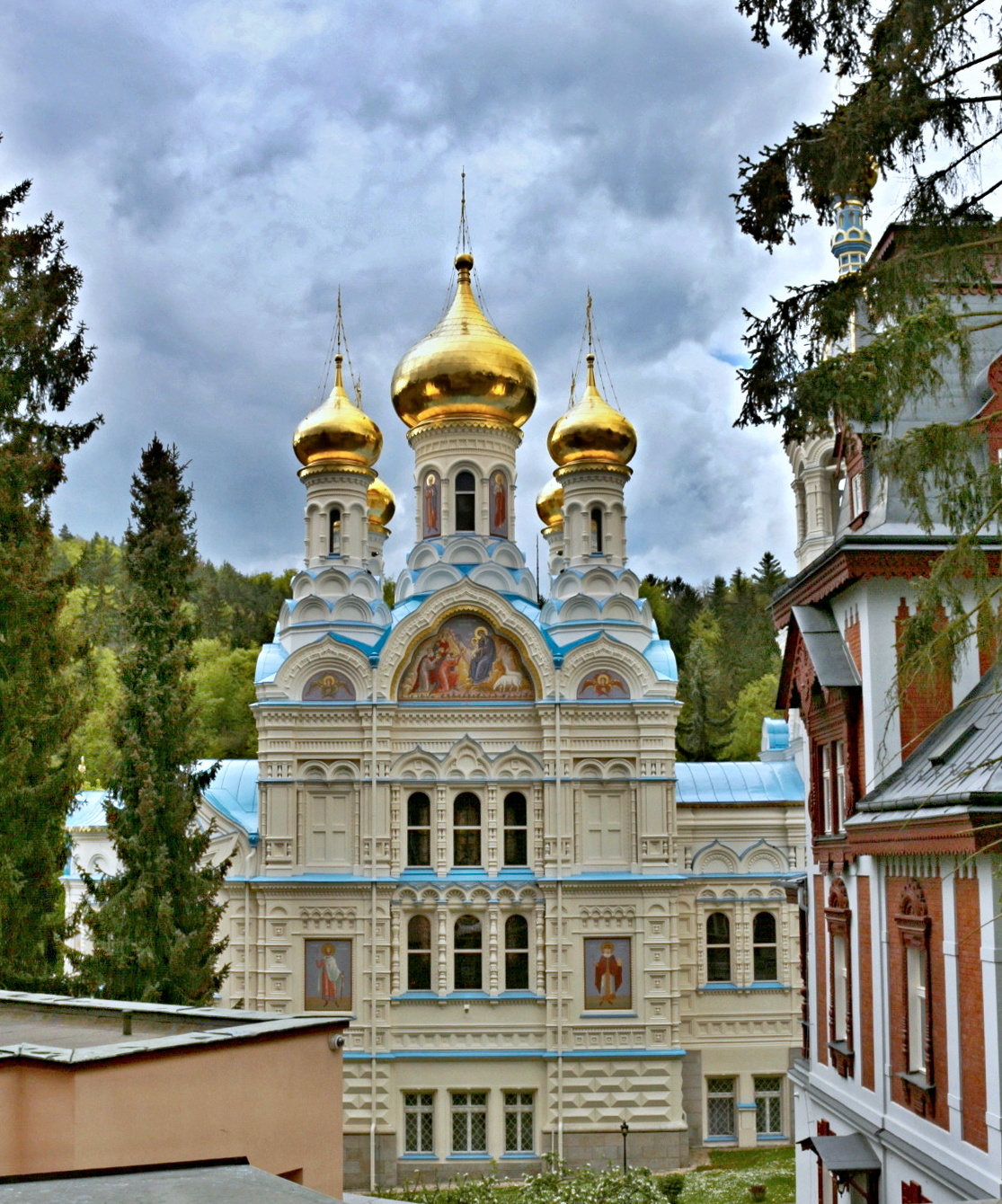
Chrám sv. Petra a Pavla
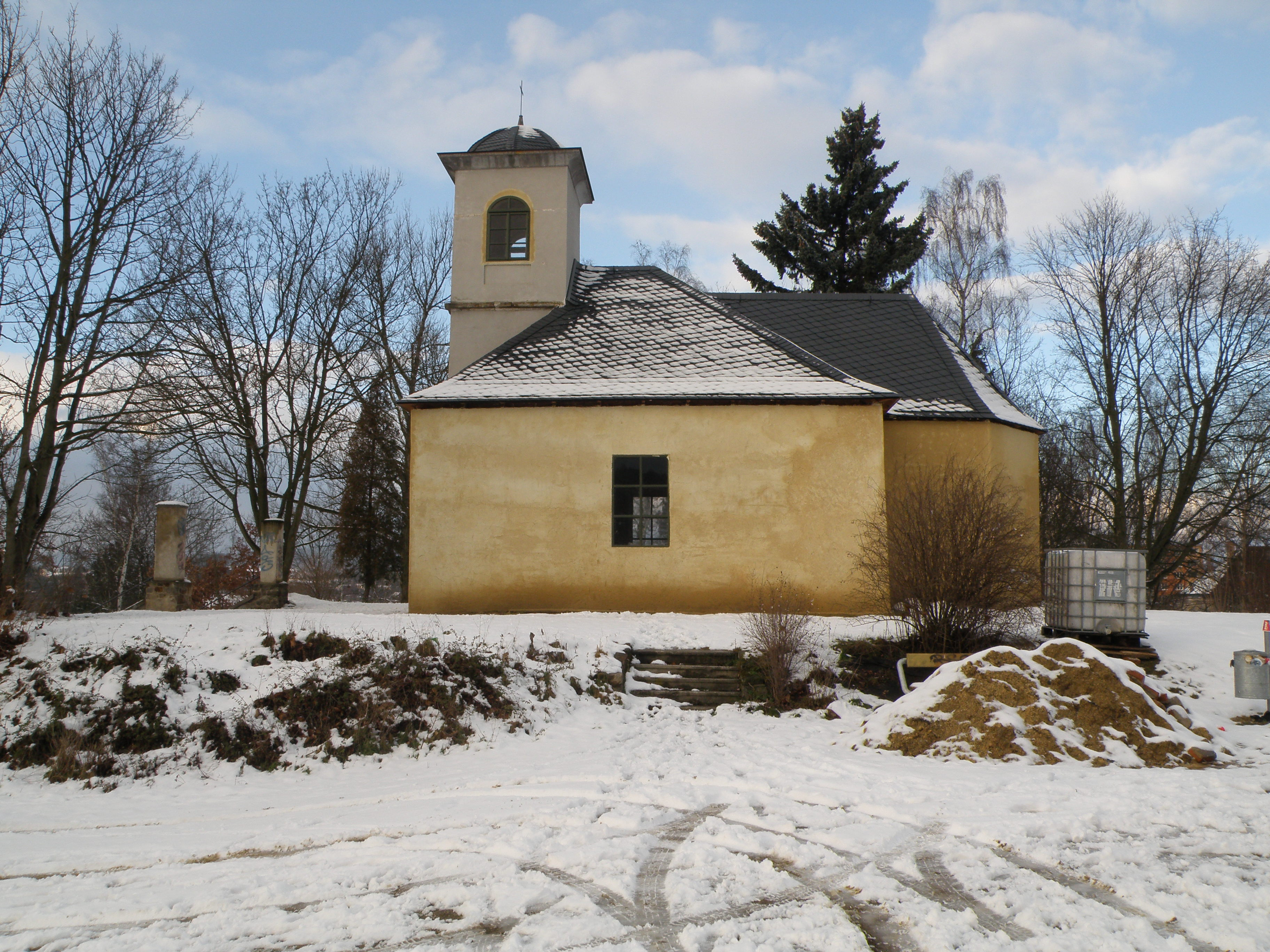
Kostel sv. Urbana
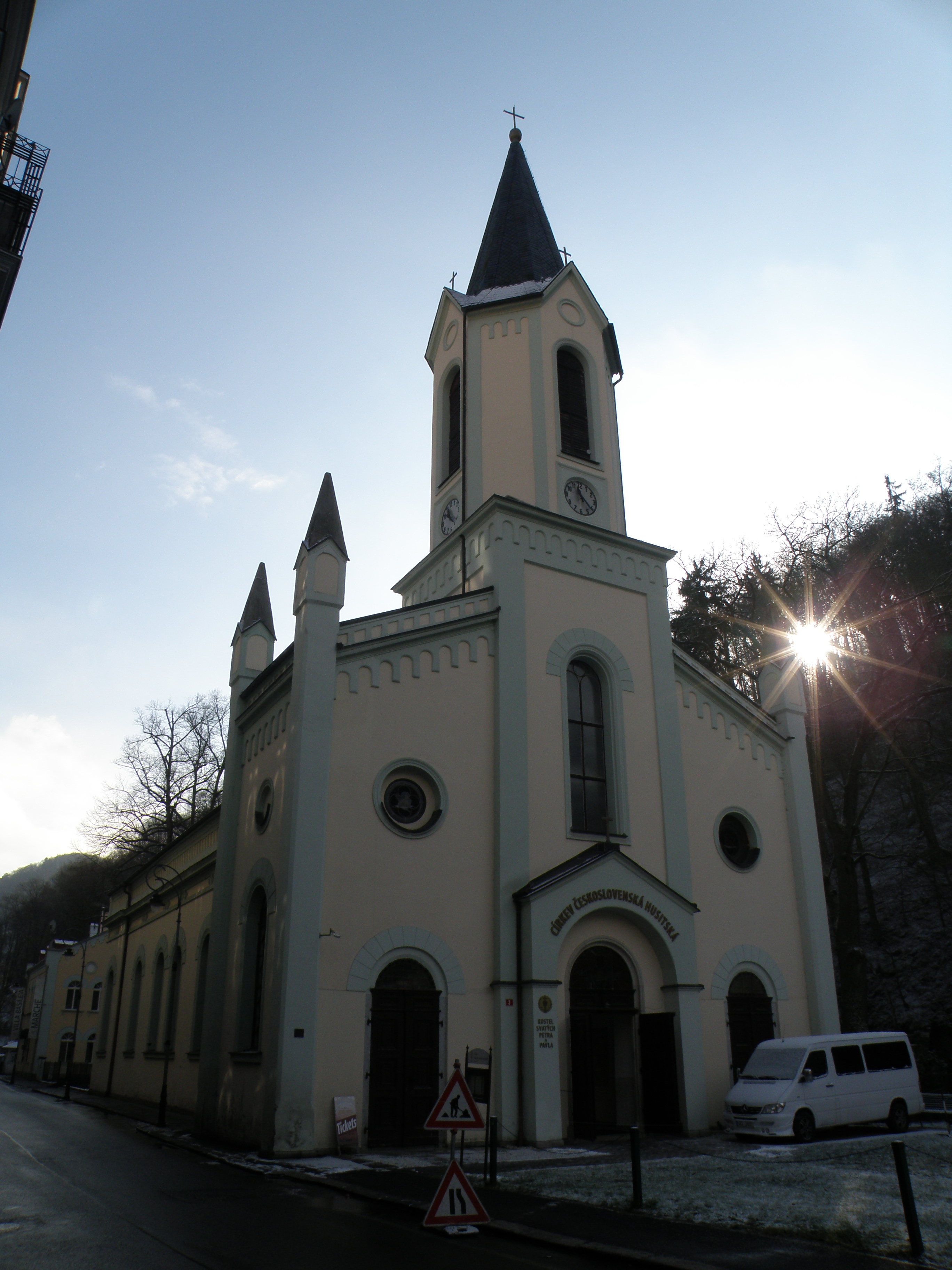
Evangelický kostel sv. Petra a Pavla
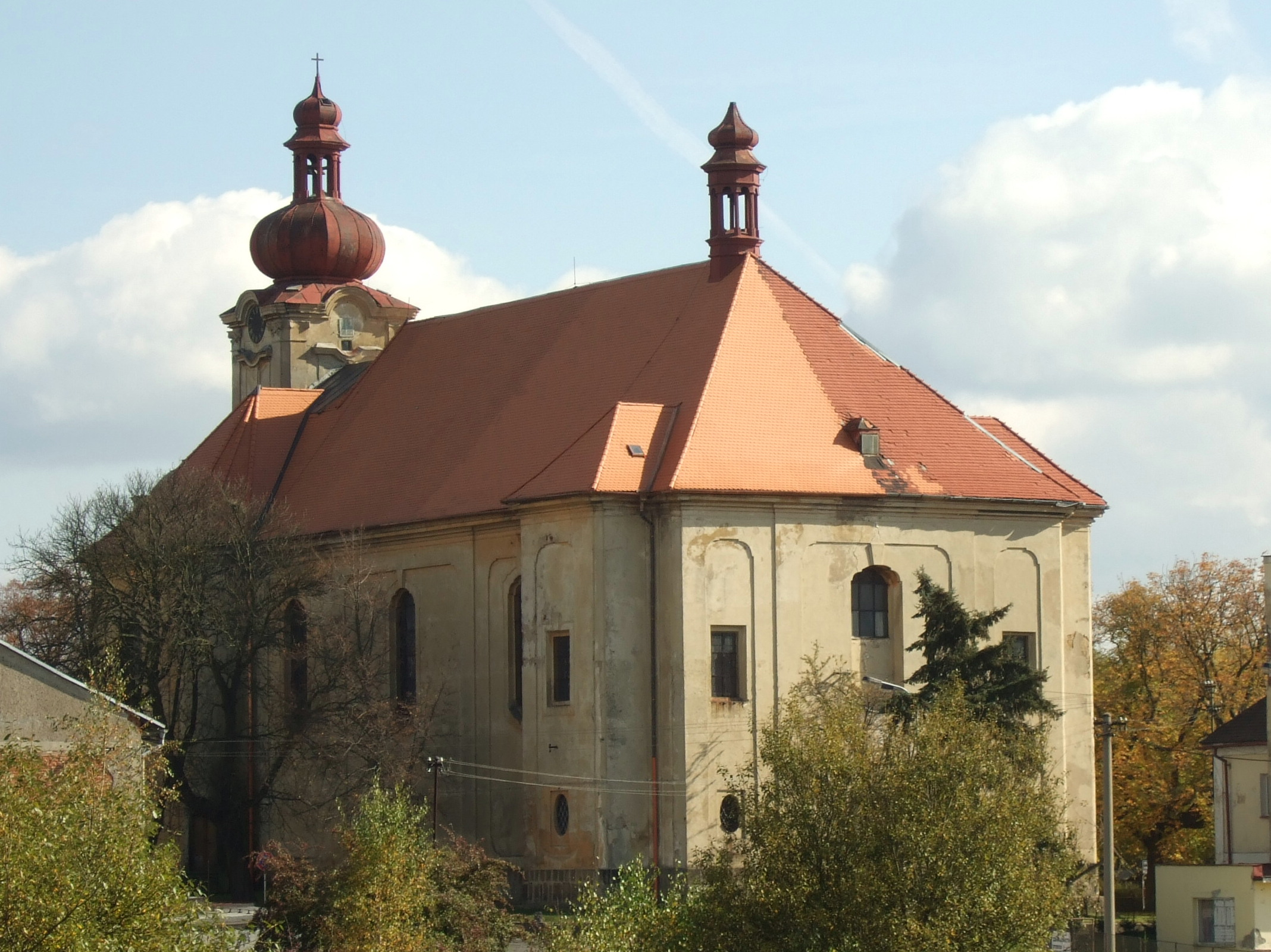
kostel sv. Anny v Sedlci
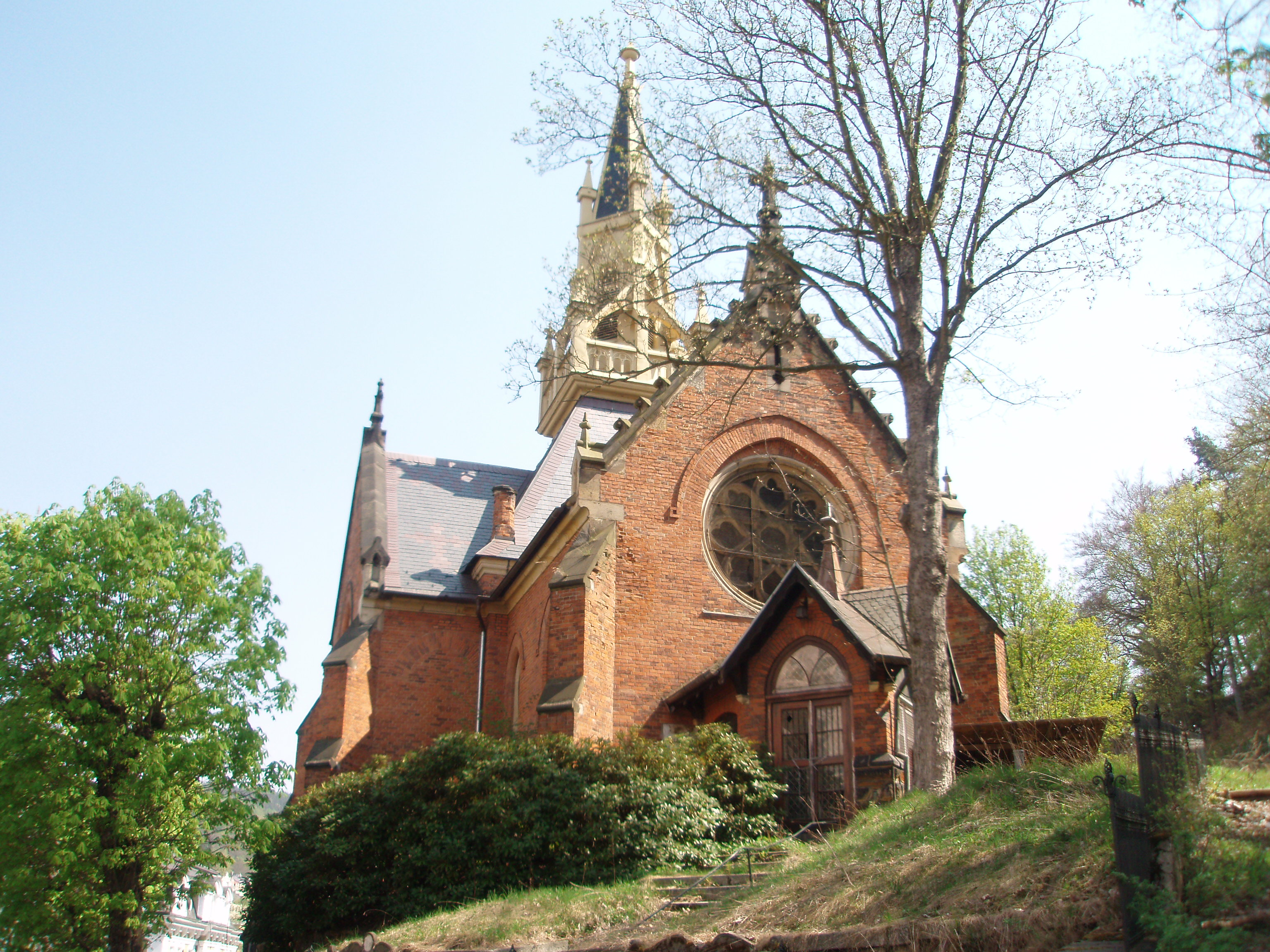
Anglikánský kostel sv. Lukáše
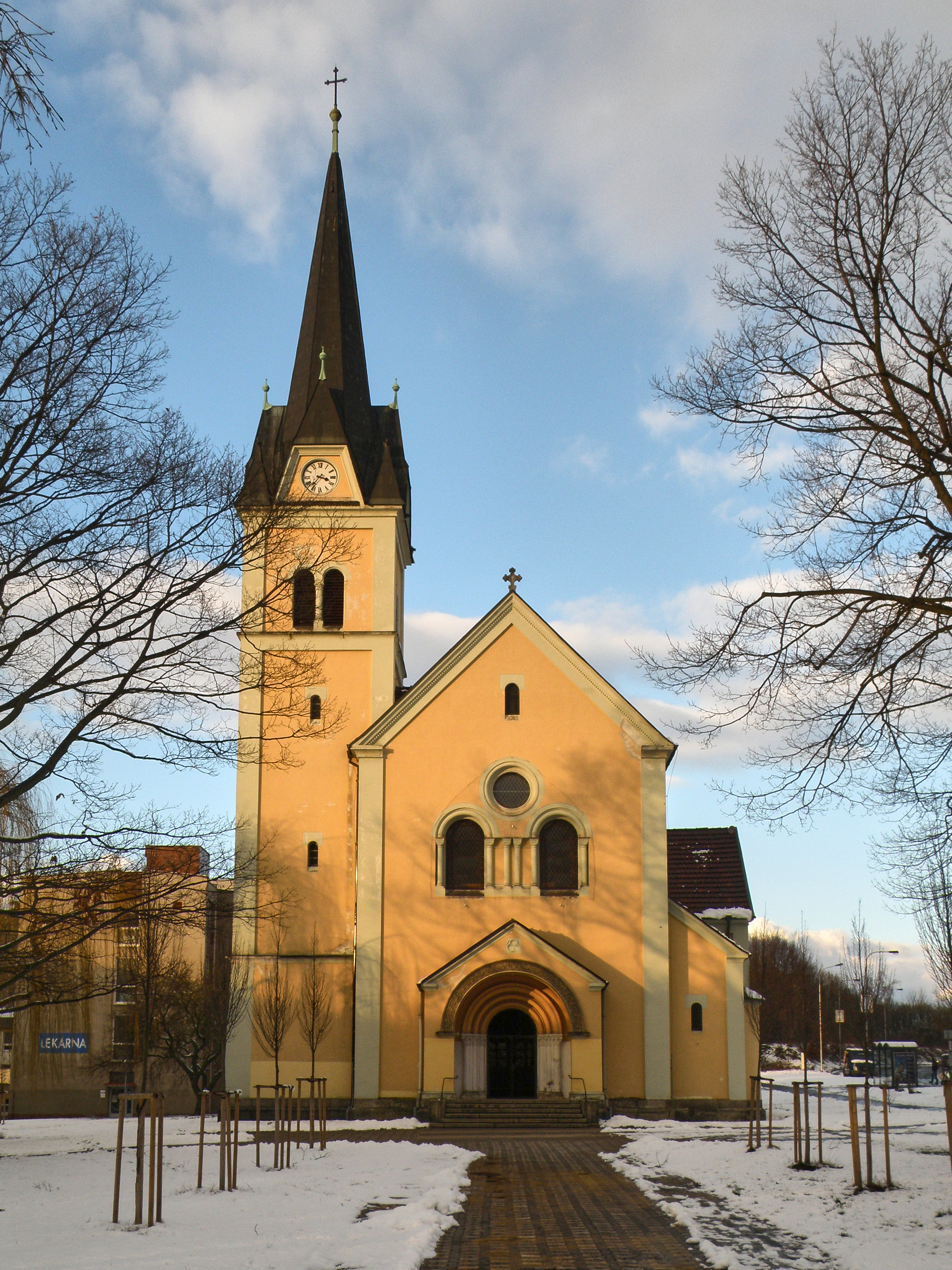
Kostel Povýšení sv. Kříže v místní čtvrti Rybáře

#### Kaple
- Kaple svatého Vavřince – z roku 1897 upravena roku 1991, u školy Jana Palacha.
- Kaple Ecce homo – z roku 1900, pod rozhlednou Diana. Pískovcová socha ukřižovaného Krista od J. Parchalka, kterou věnovala hraběnka Coudenhove, zmizela.
- Kaple sv. Linharta – z roku 1838; Sovova stezka, postavena z podnětu lady W. Russelové, v 80. letech 19. století postavena znovu v novogotickém stylu.
- Kaple Panny Marie – z roku 1700, Mariánská ulička, postavena z podnětu hraběte Šternberka. 1879 přestavěna v novogotickém stylu, 1993 restaurována.
- Zaniklá kaple Panny Marie Krásenské – z roku 1800.
- Schwarzova kaple, též kaple sv. Anny – v ulici Petra Velikého, pozdně barokní kaple, často se objevuje na Goethových kresbách.
- Kaple sv. Vavřince – z 18. století, u křižovatky ulic Libušina, Nebozízek a Tylova.

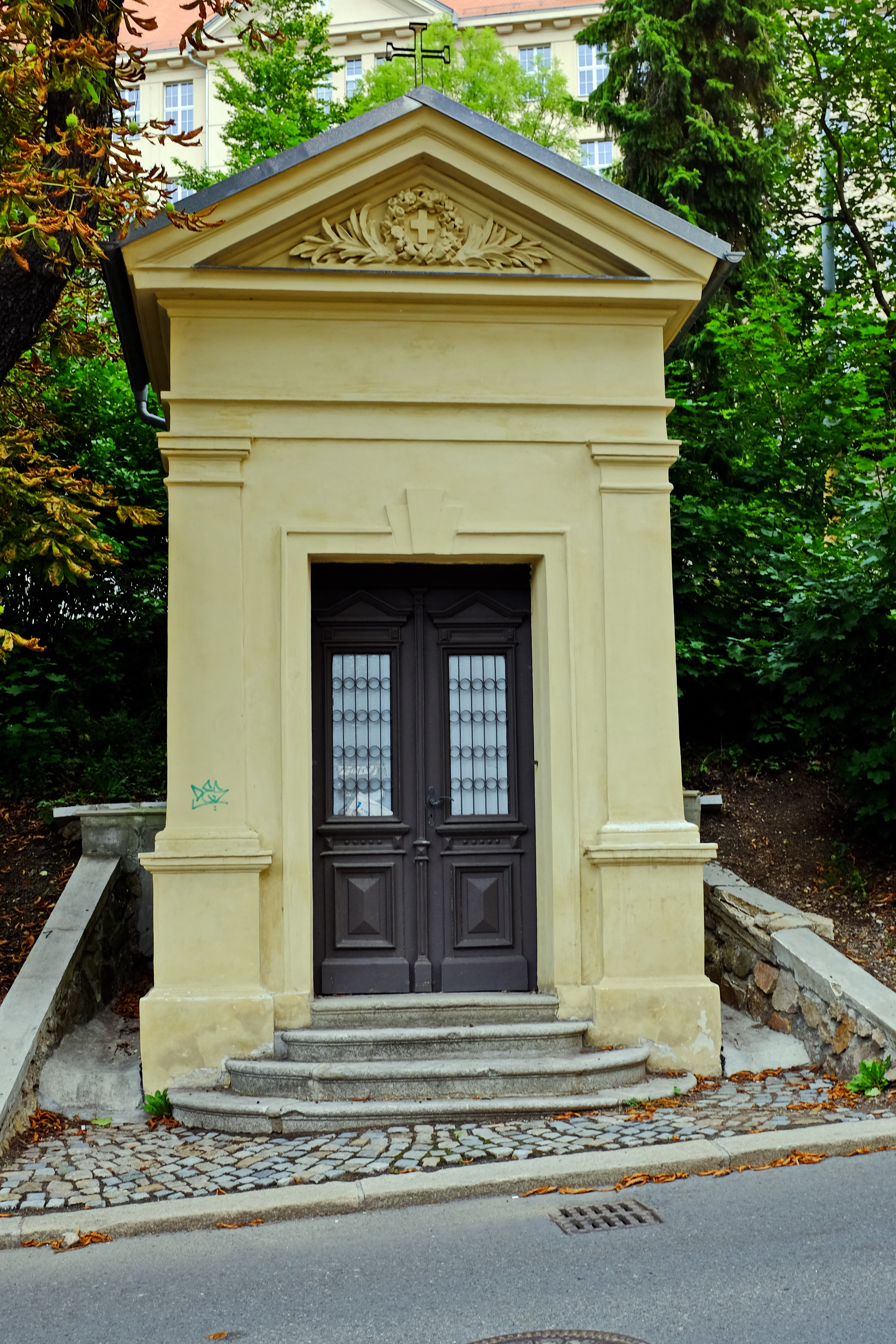
Kaple sv. Vavřince
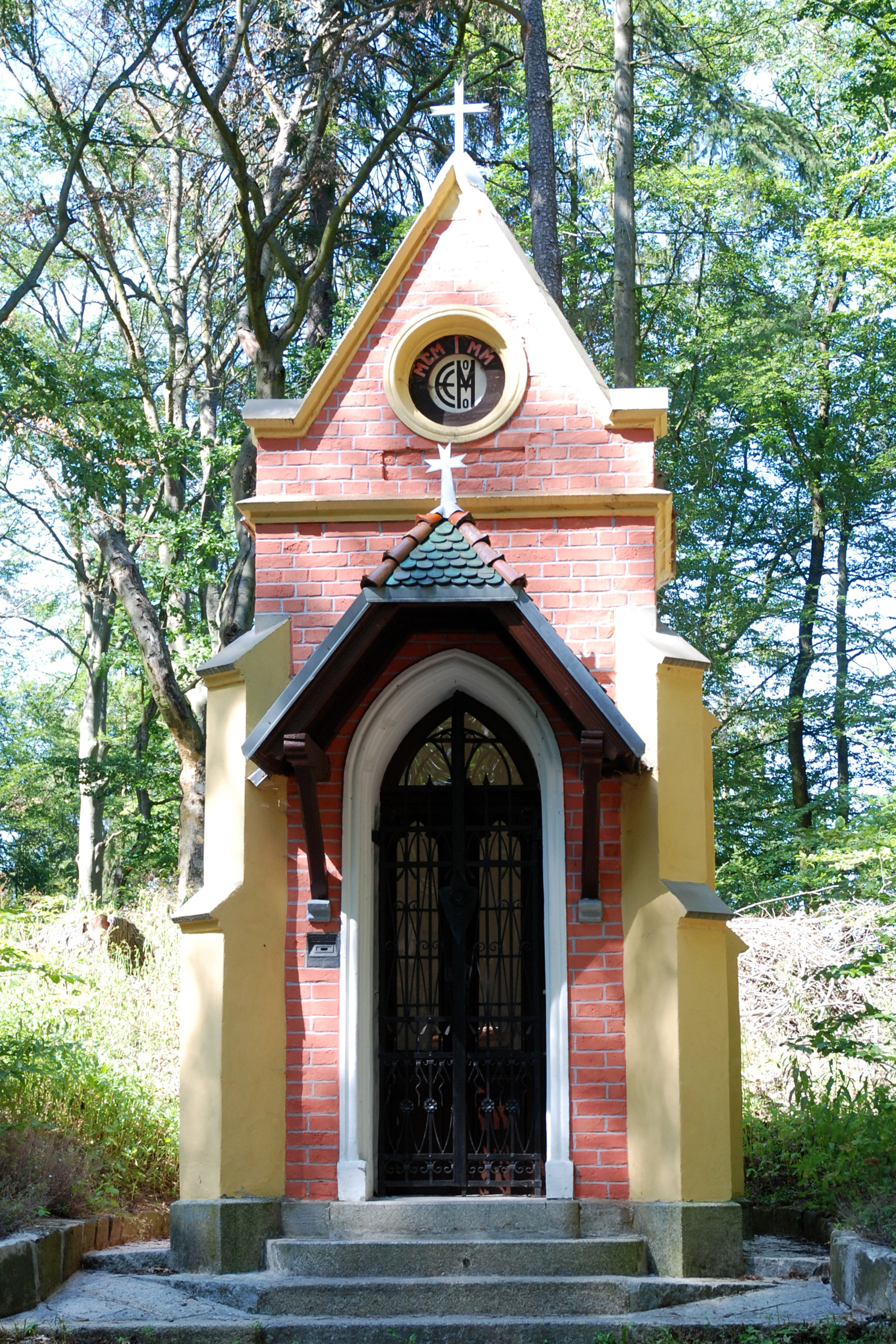
kaple Ecce homo
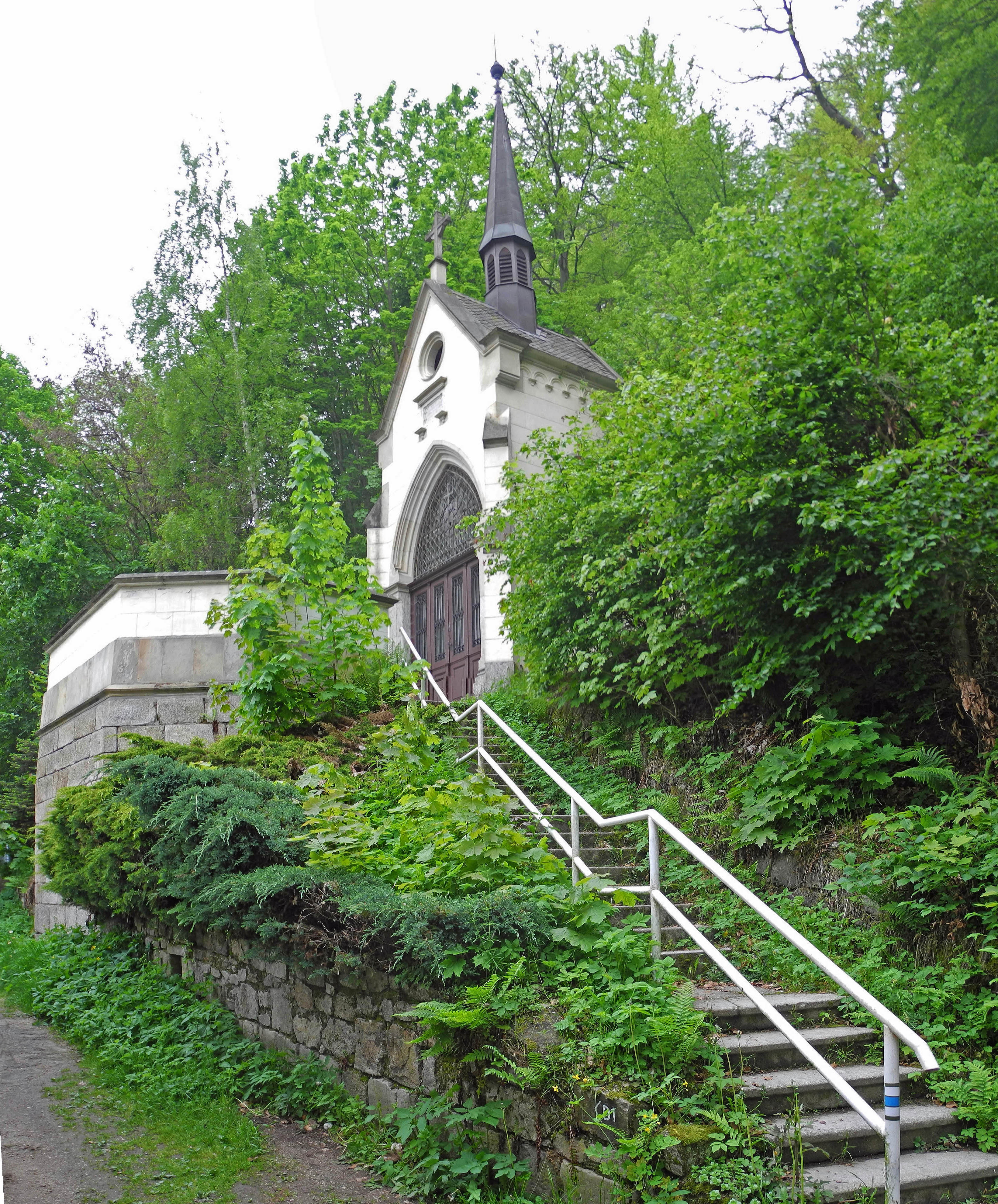
Kaple Panny Marie Bolestné
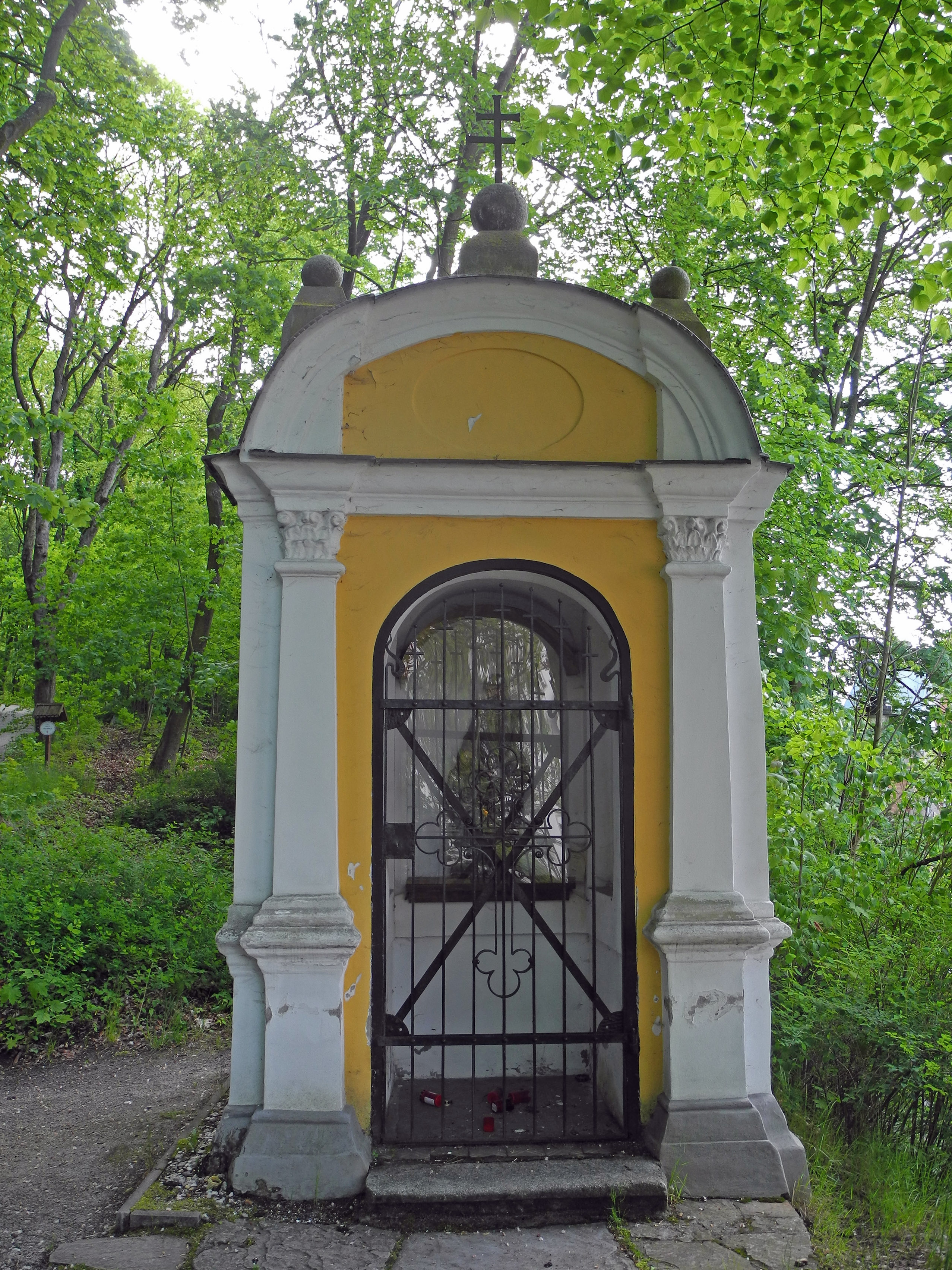
Kaple svaté Anny
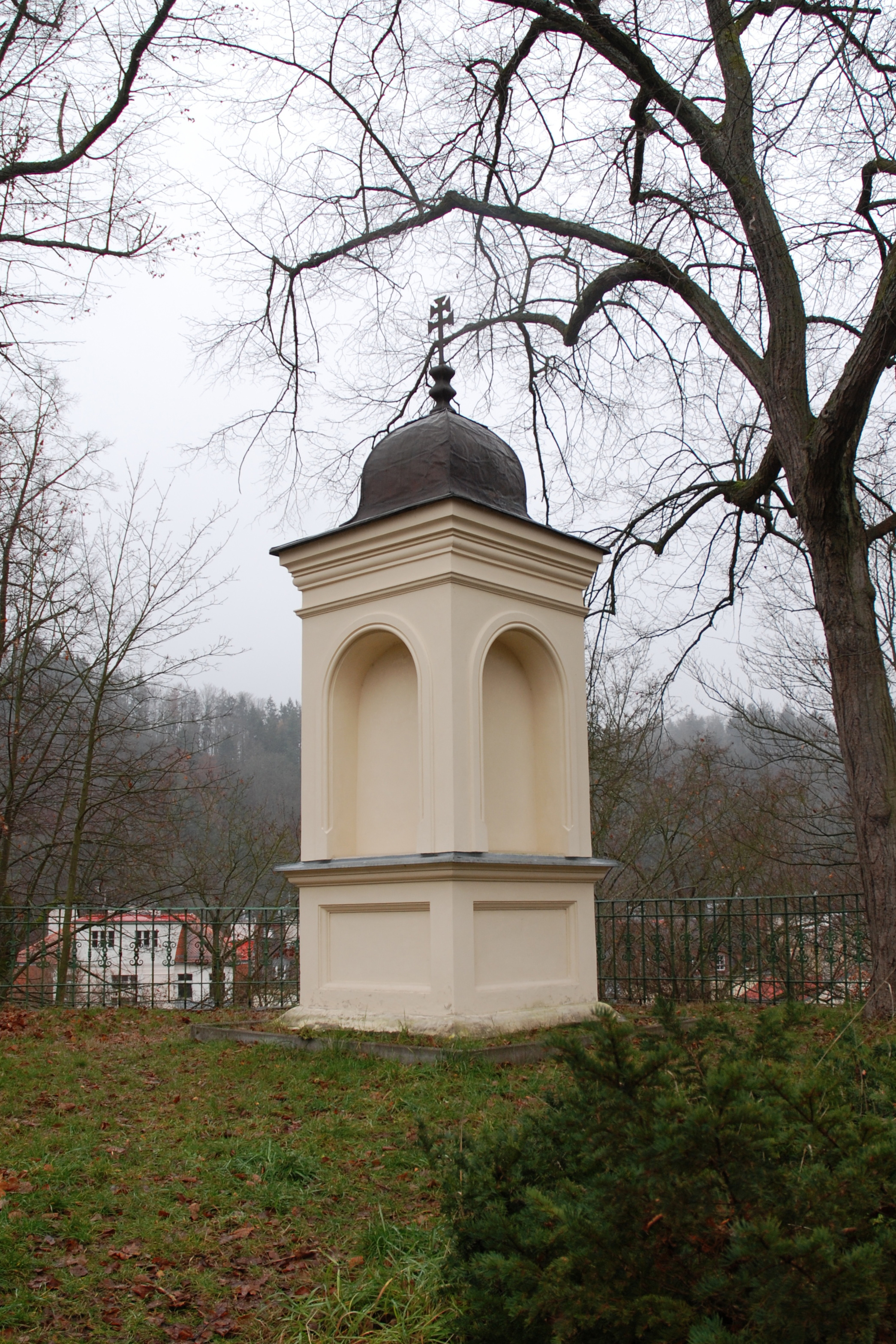
Kaple svatého Vavřince

#### Kříže
- Keglevičův kříž – nad levým břehem řeky Teplé na konci ulice Stará louka.
- Pamětní kříž – pamětní kříž a torzo původního smírčího kříže č. 1037 ve Hřbitovní ulici v Drahovicích.
- Petrova vyhlídka – západně nad centrem města Karlovy Vary na Petrově výšině.
- Rohanův kříž – v lázeňských lesích na pahorku nad Sokolským vrchem.
- Smírčí kříž Na Milíři – u cesty Na Milíři na pozemku hotelu Bellevue.
- Smírčí kříž – u Findlaterova obelisku – v lázeňských lesích asi 20 m jižně od Findlaterova obelisku.
- Tři kříže - severozápadně od města Karlovy Vary v lázeňských lesích

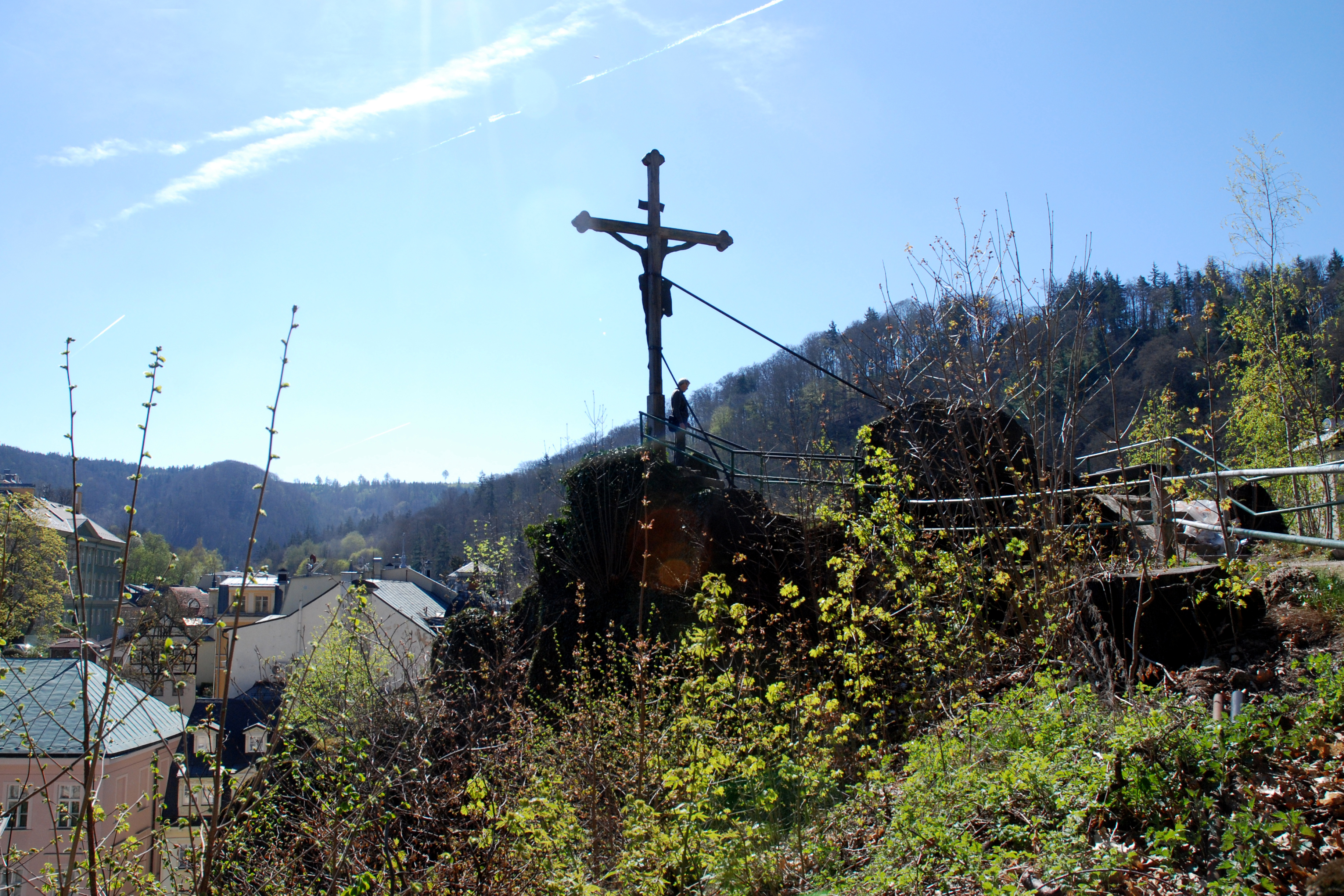
Keglevičův kříž
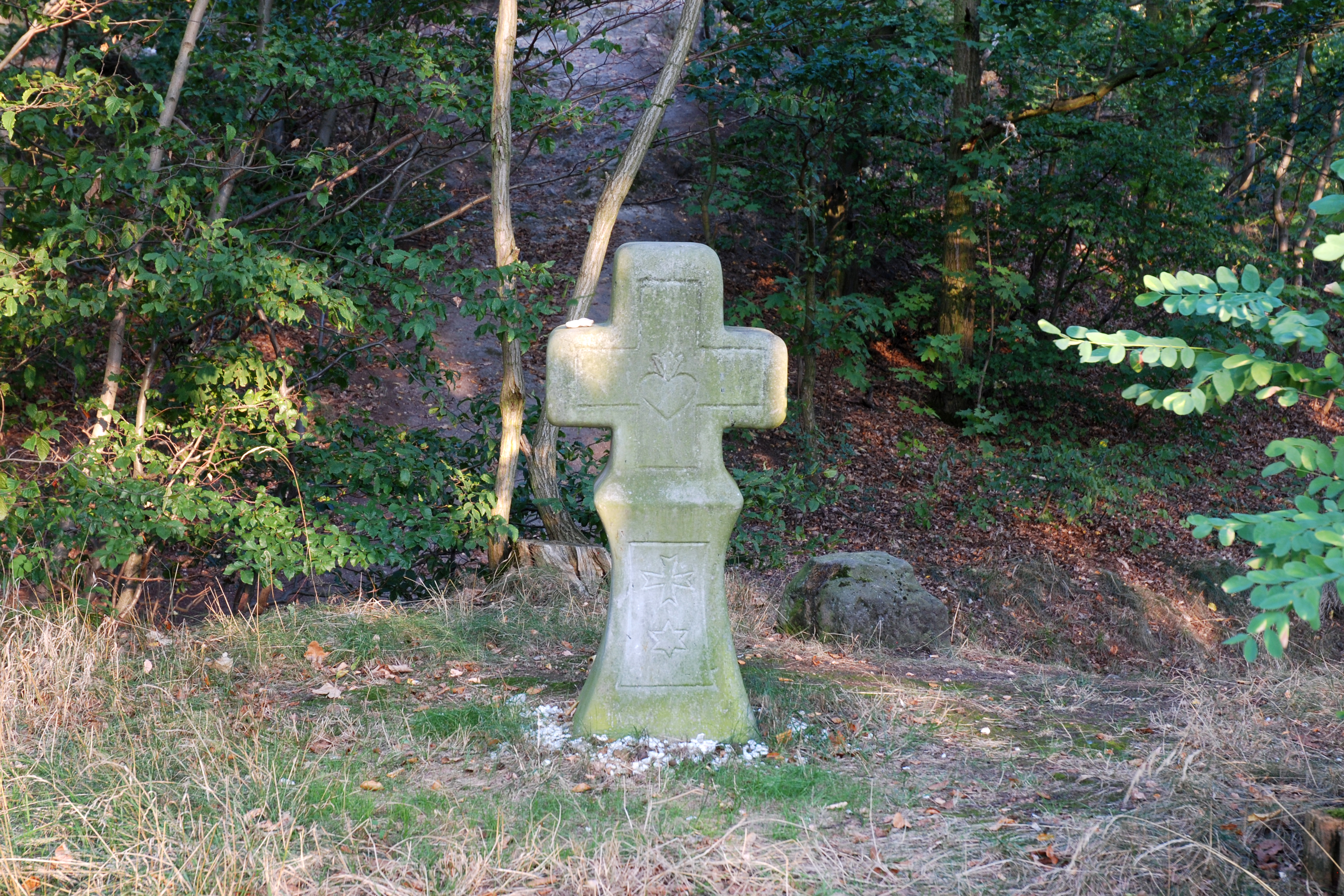
Pamětní kříž
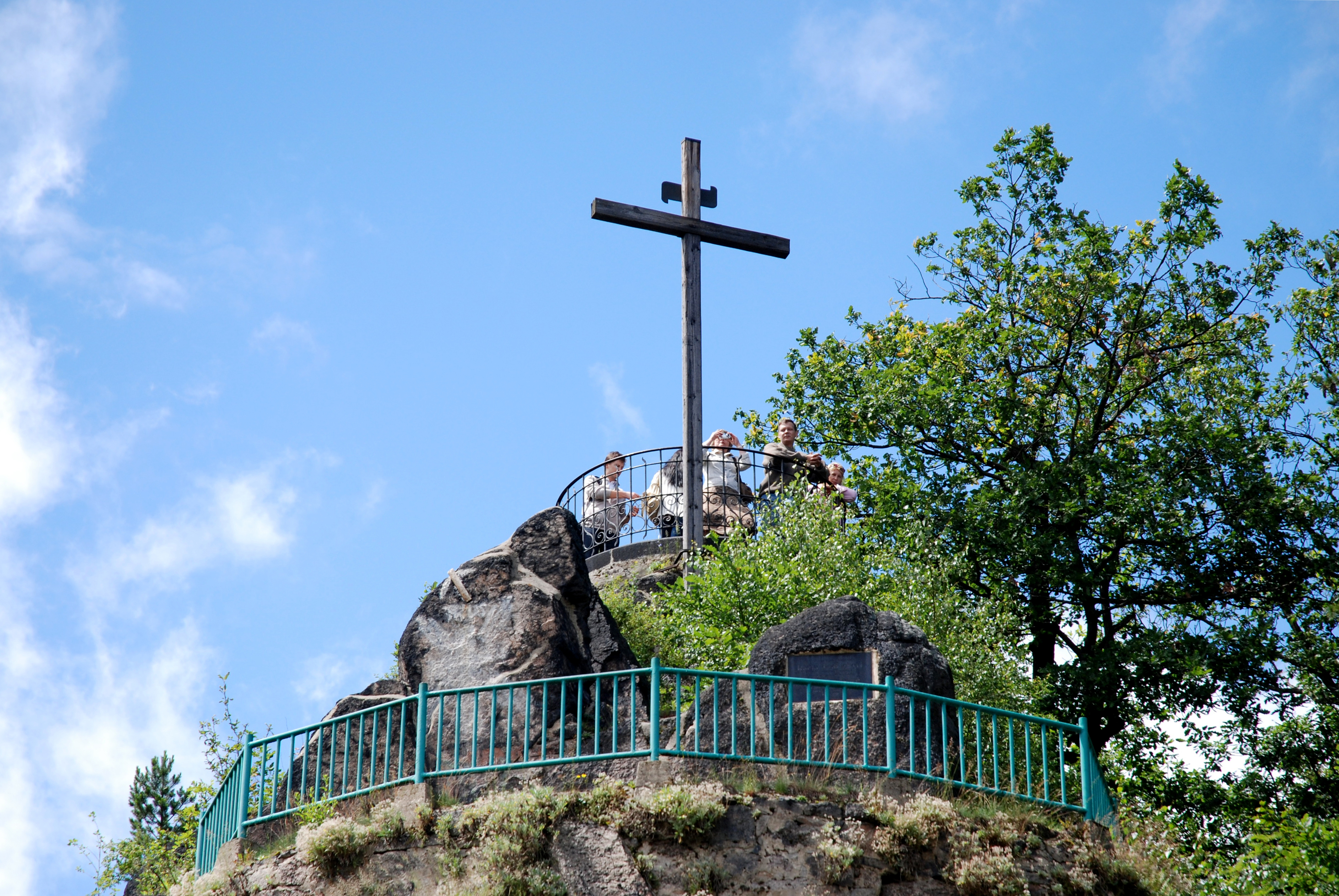
Petrová vyhlídka
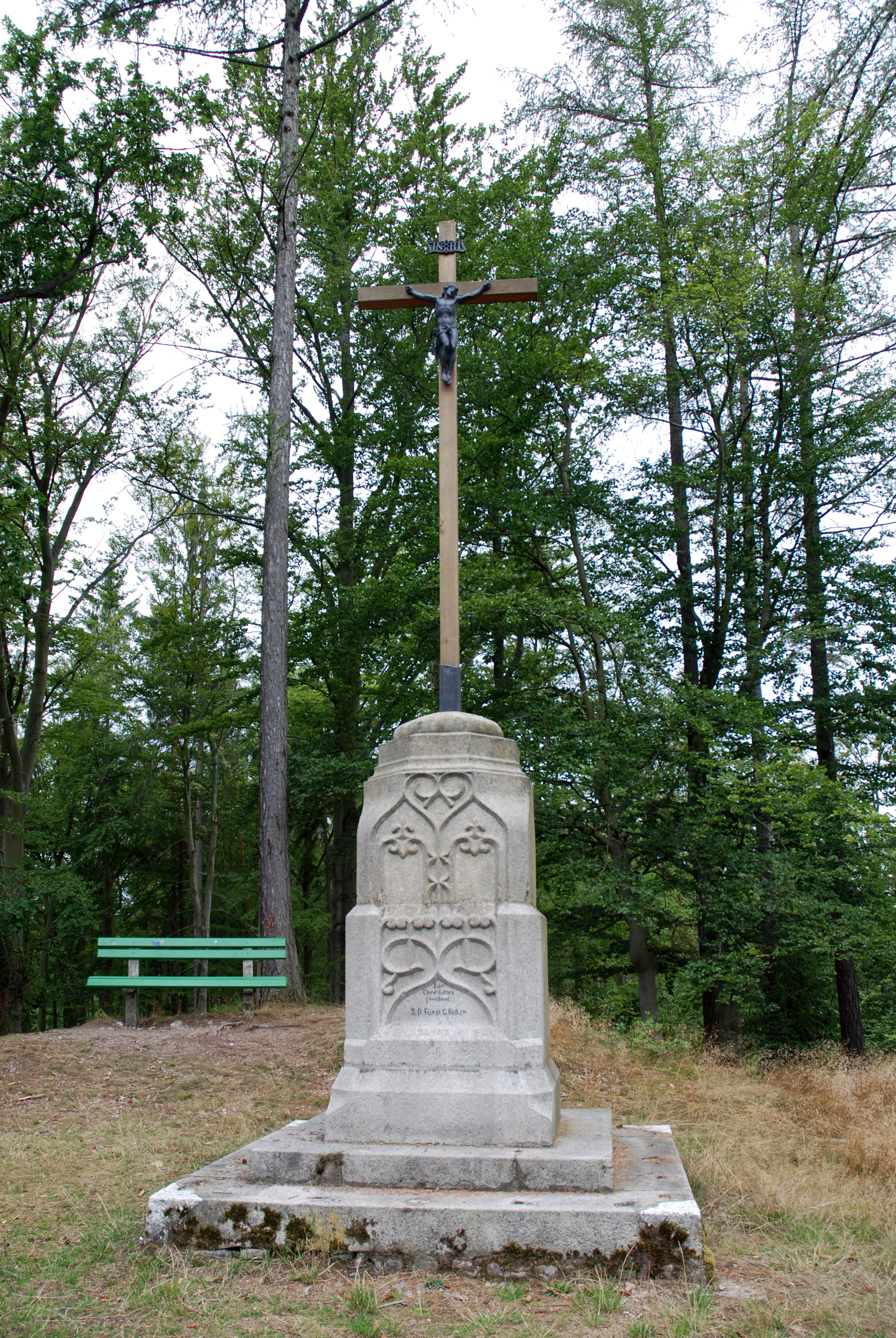
Rohanův kříž
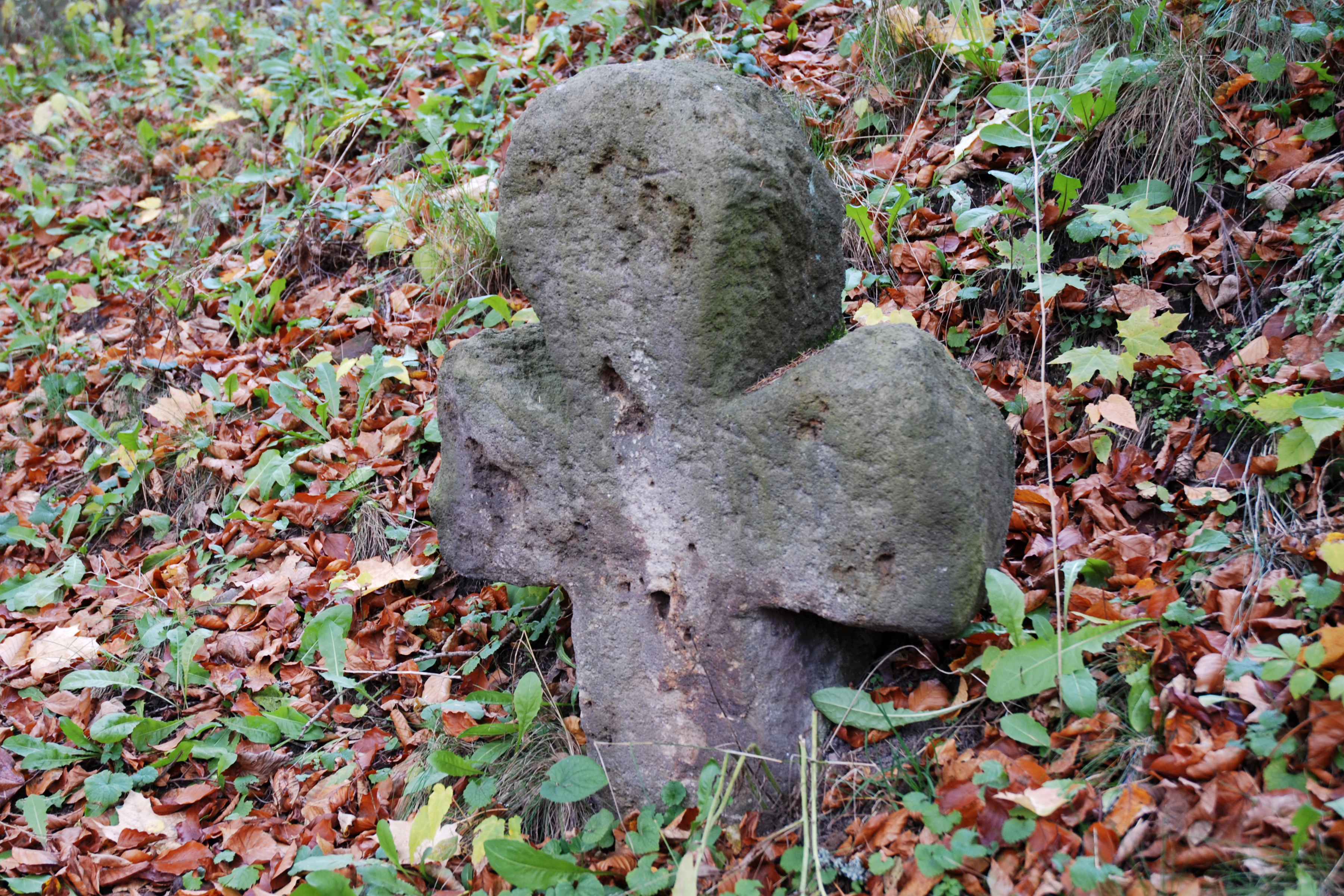
Smírčí kříž Na Milíři
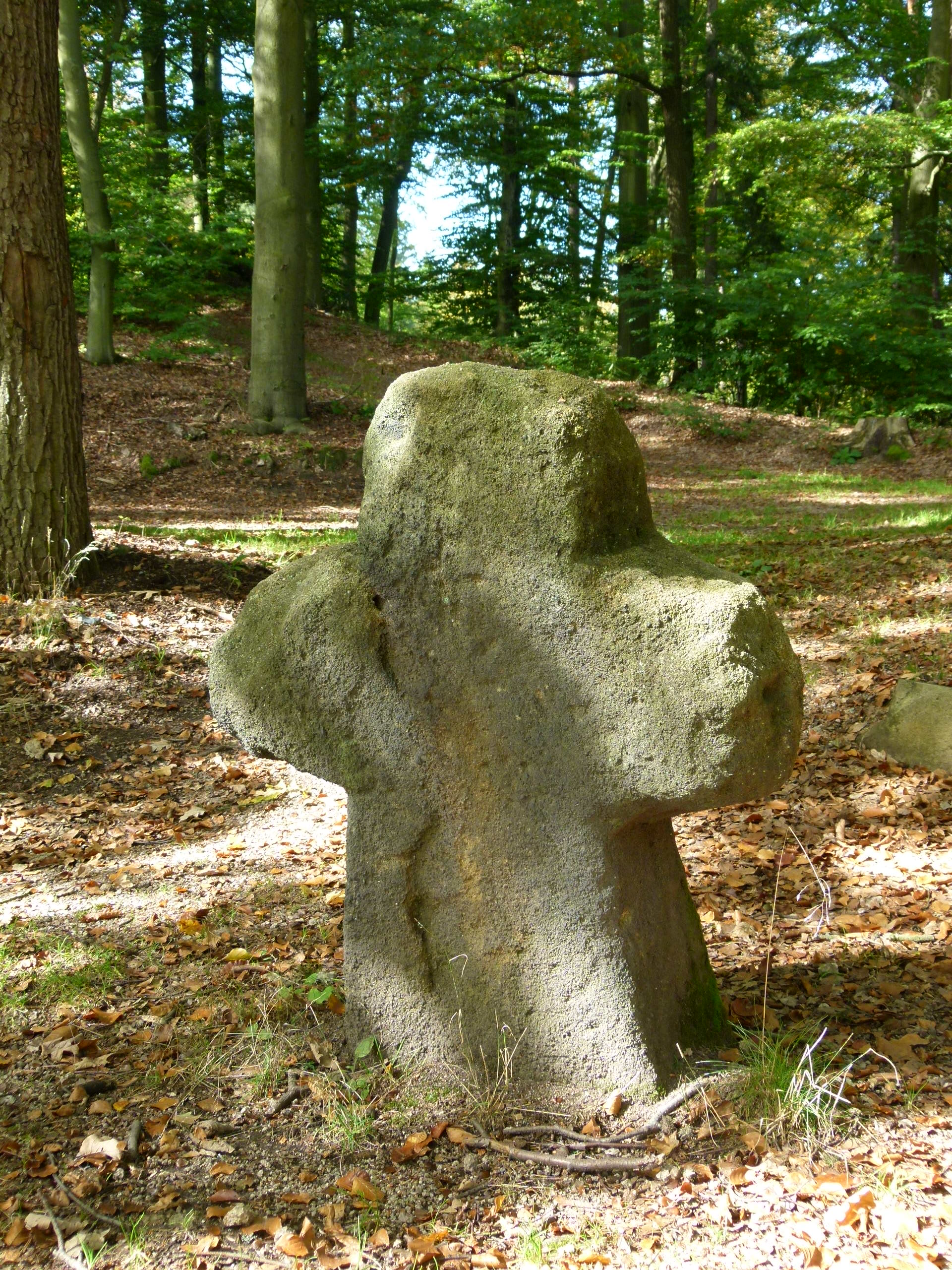
Smírčí kříž – u Findlaterova obelisku
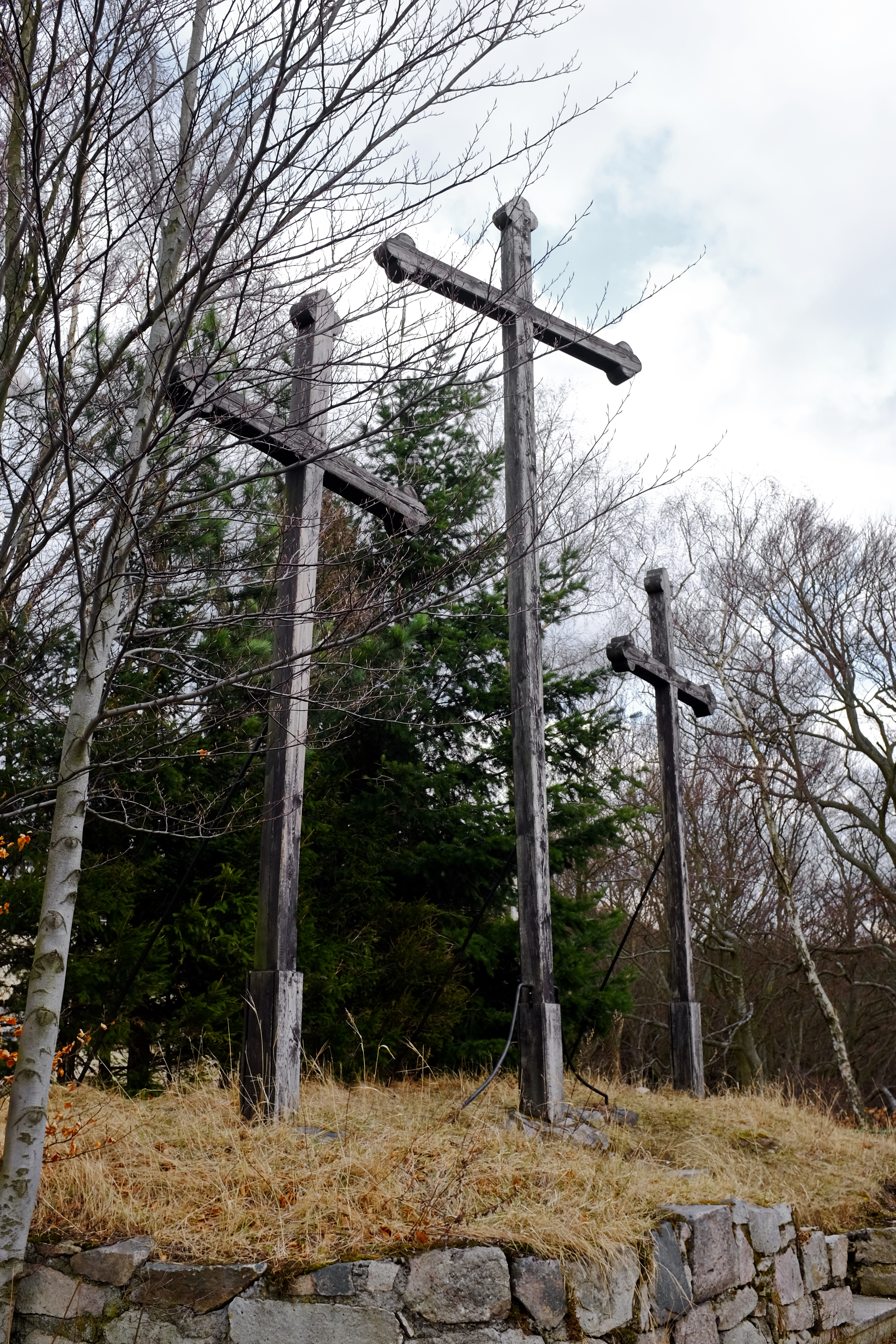
Tří kříže

#### Sochy
- Socha sv. Bernarda z Clairvaux – na okraji Bernardovy skály u Mlýnské kolonády.
- Socha Panny Marie neposkvrněného početí – na návrší nad křižovatkou ulic Hřbitovní a 5. května v Drahovicích.
- Socha sv. Jana Nepomuckého – s andílkem nesoucím v medailonu Staroboleslavské paladium.
- Socha sv. Jana Nepomuckého – na nábřeží Osvobození u Školní lávky, kulturní památka.
- Socha sv. Jana Nepomuckého – u kostela sv. Máří Magdaleny, kulturní památka.
- Sloup Nejsvětější Trojice – na Tržišti, barokní sousoší Nejsvětější Trojice, s Korunováním Panny Marie uprostřed, je na podstavci obklopené sochami sv. Floriána, Vojtěcha a Augustina, na objednávku hraběnky Vrtbové je vytvořil Osvald Josef Wenda roku 1716; na soklu jsou lucerny ve tvaru šesticípých hvězd.

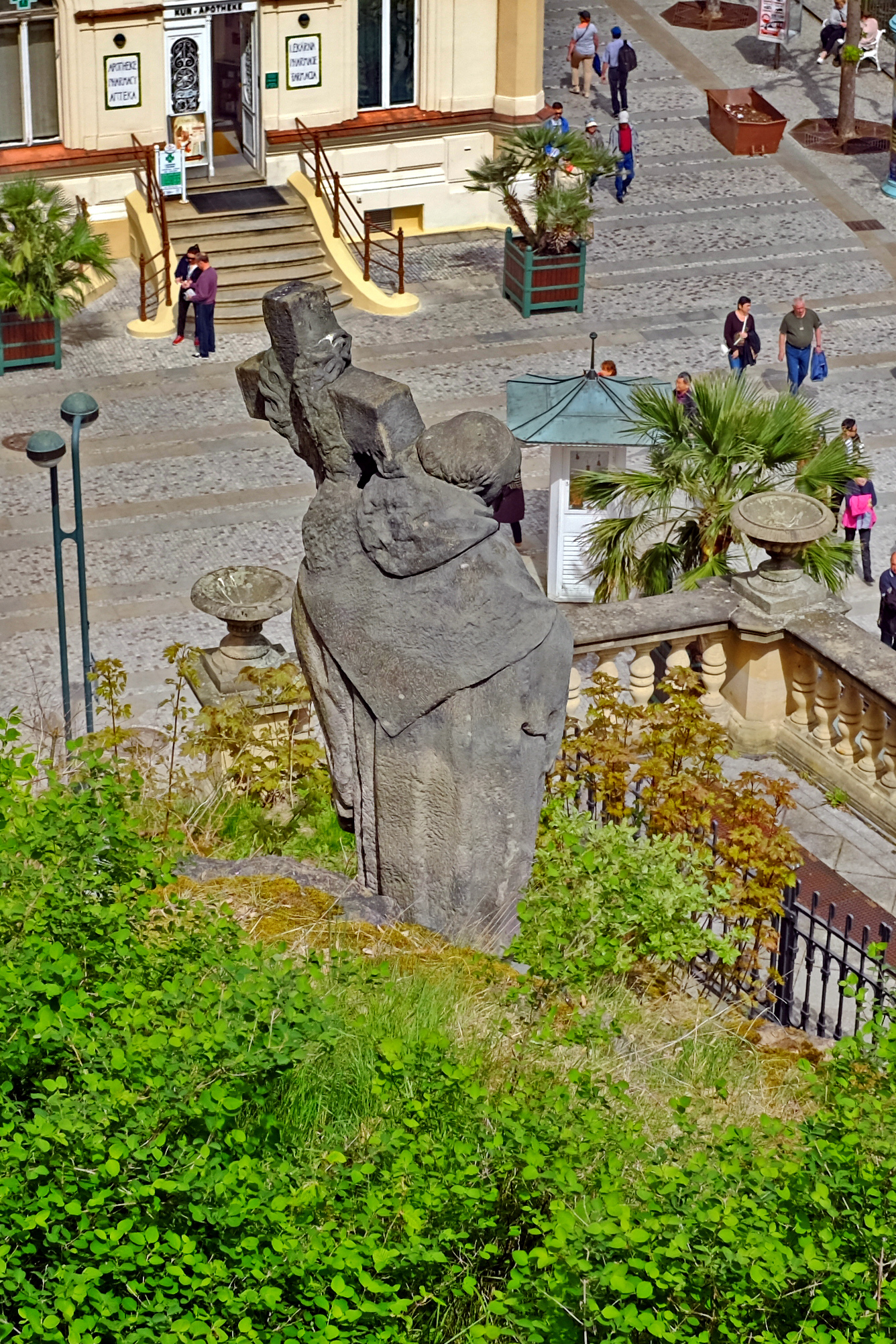
Socha svatého Bernarda z Clairvaux
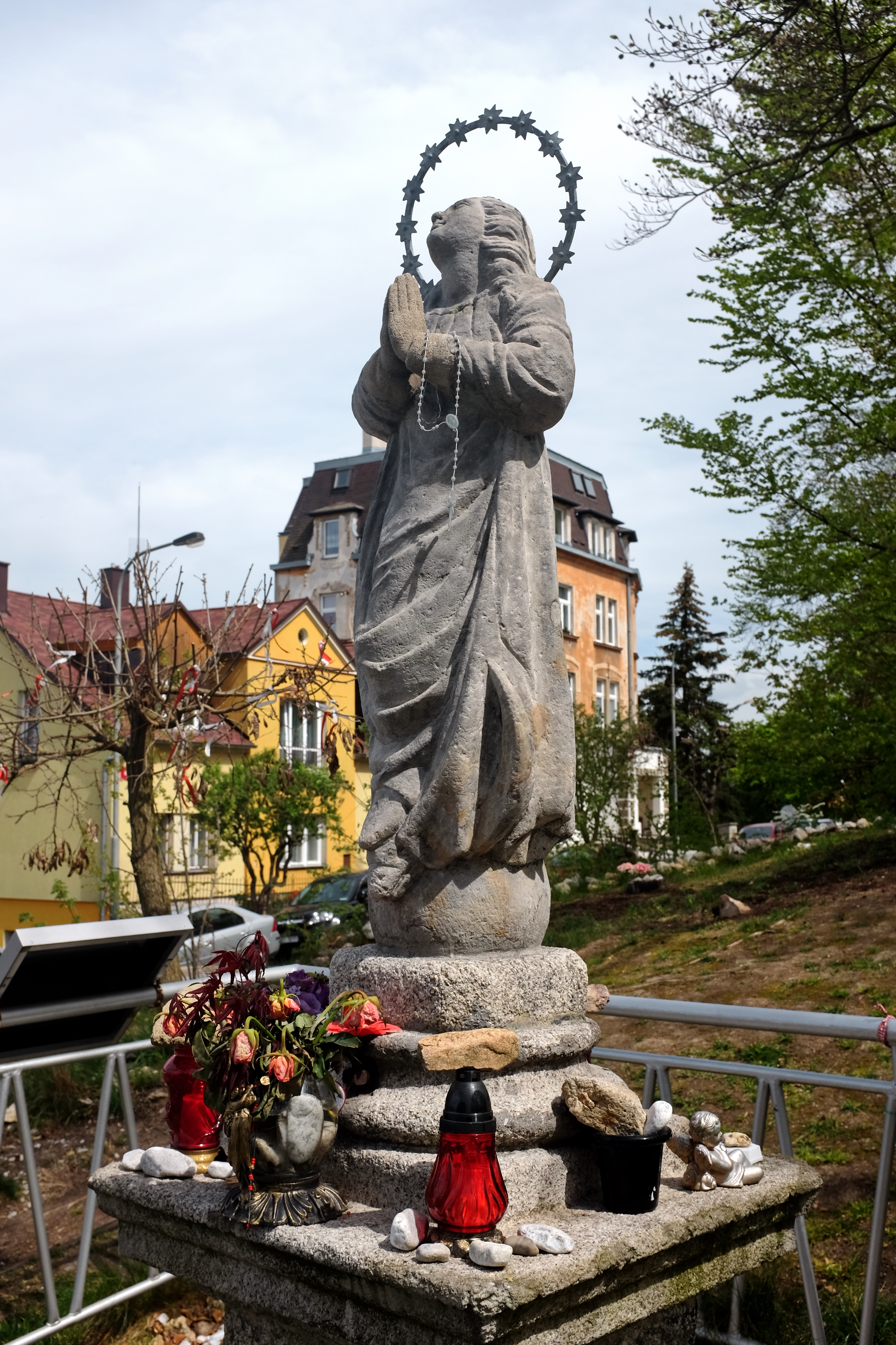
Socha Panny Marie neposkvrněného početí
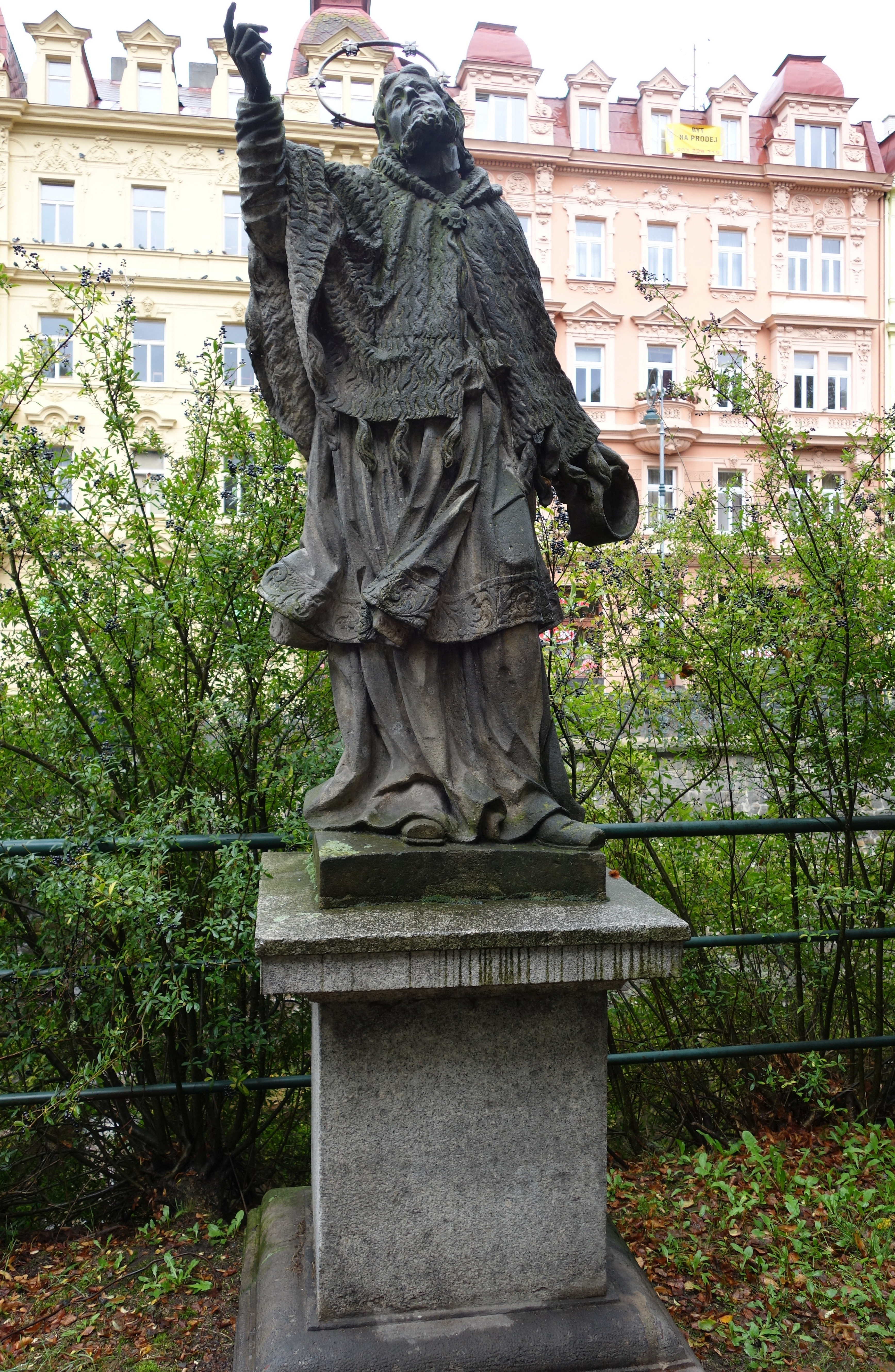
Socha Jana Nepomuckého
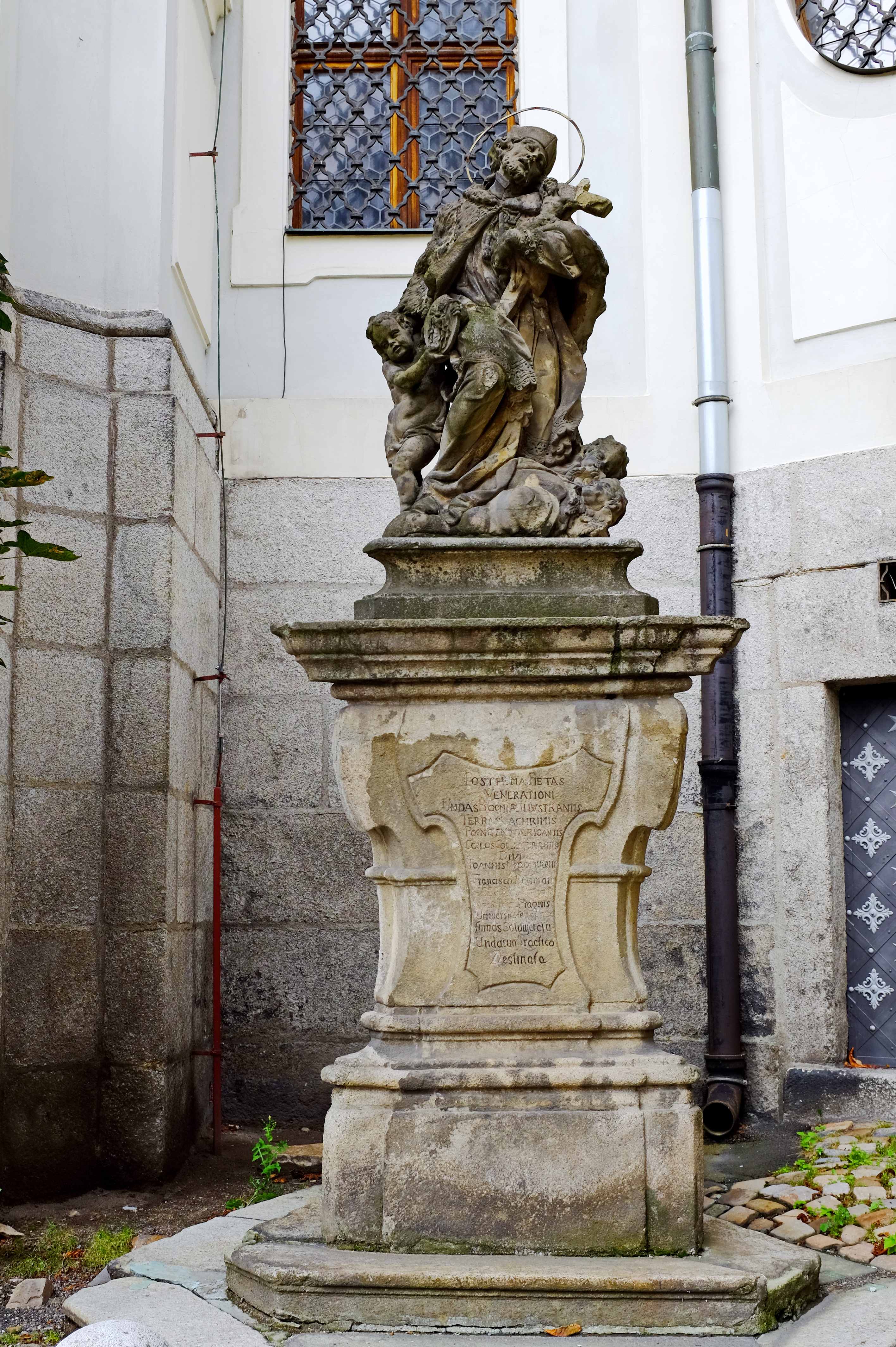
Socha Jana Nepomuckého
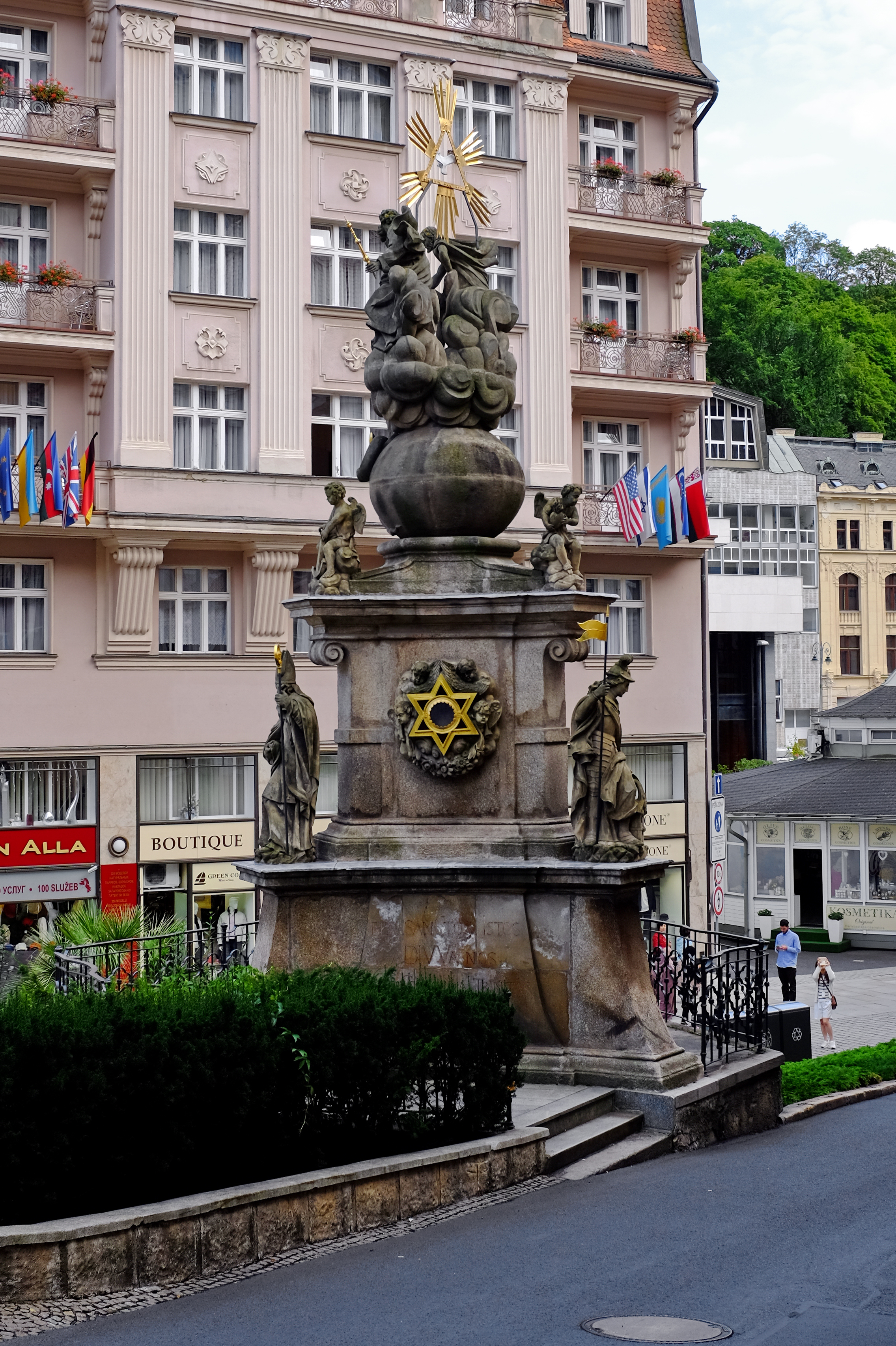
Sloup Nejsvětější trojice

#### Hřbitovy
- Židovský hřbitov
- Ústřední hřbitov je kulturní památkou. Nachází se na něm hrobky rodů Becherů a Mattoniů.

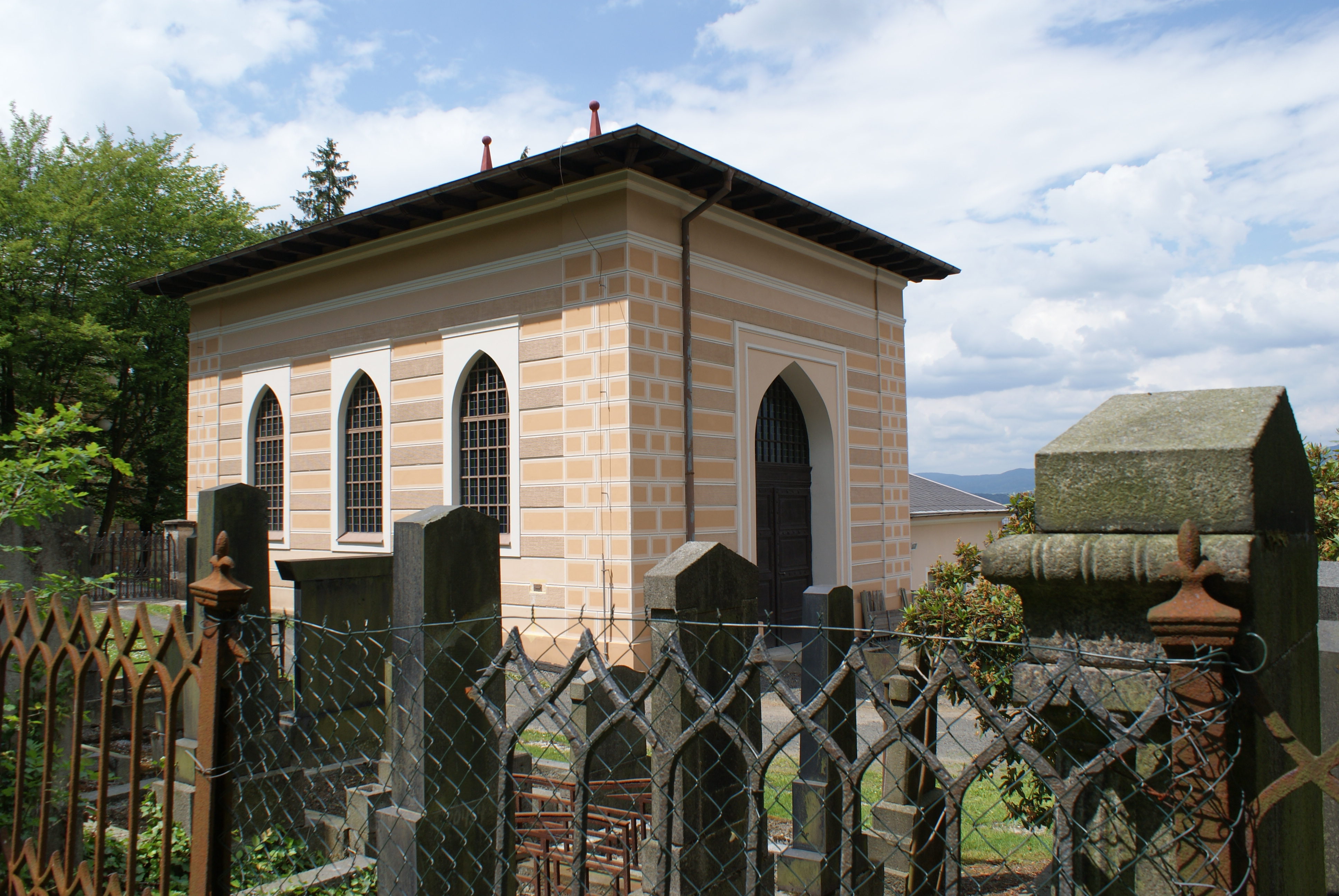
Židovský hřbitov
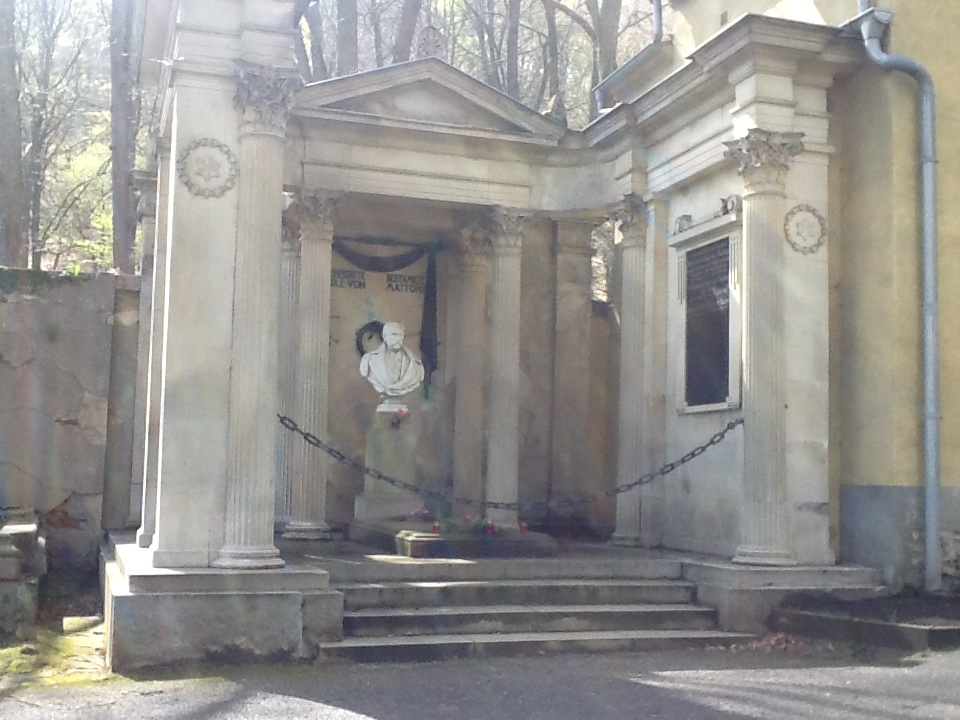
Ústřední hřbitov

### Rozhledny a vyhlídky

#### Rozhledny
- Rozhledna Diana z roku 1914
- Rozhledna Aberg z roku 1905
- Vyhlídka Karla IV. z roku 1877
- Goethova vyhlídka z roku 1889

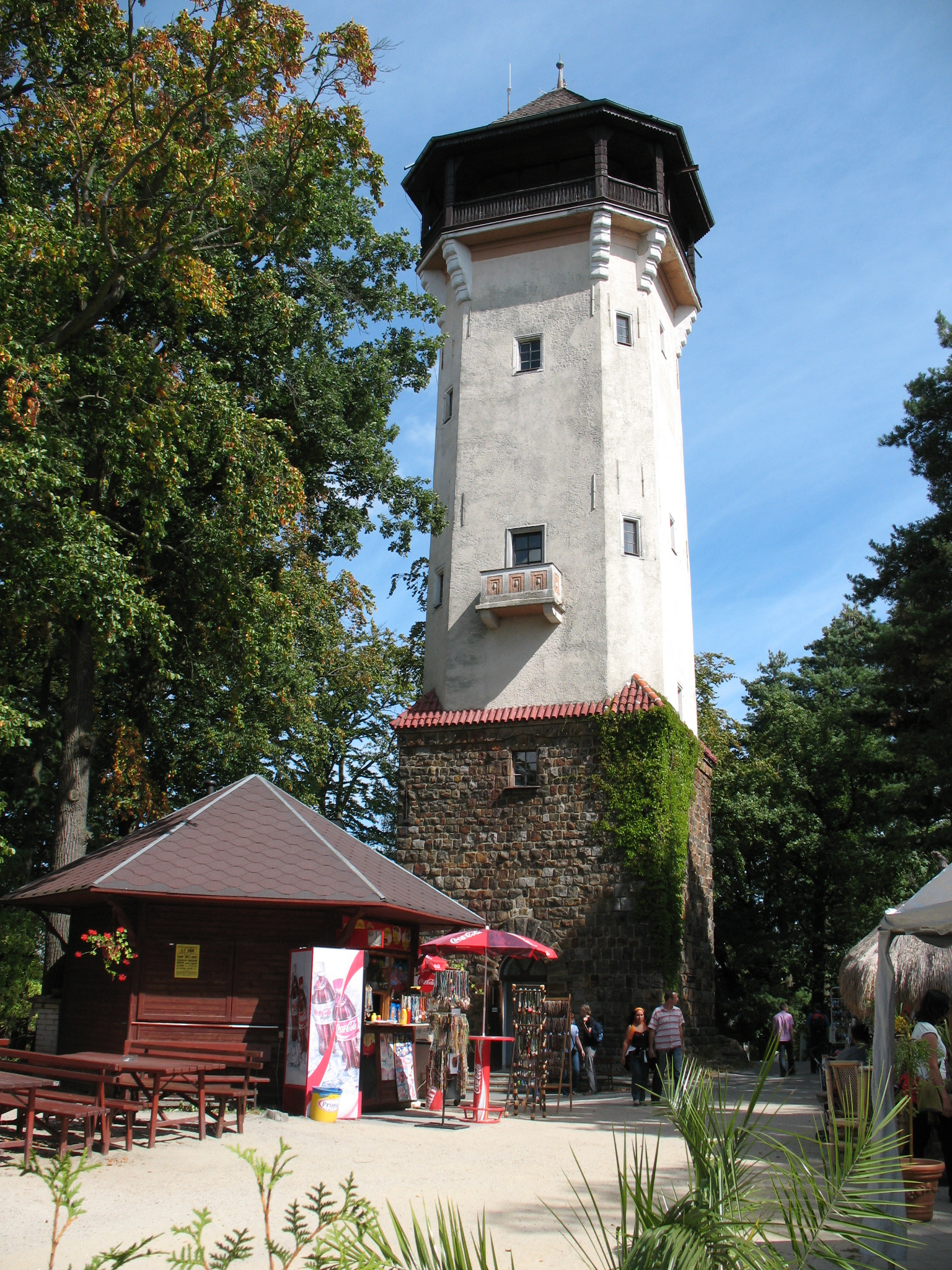
Rozhledna Diana
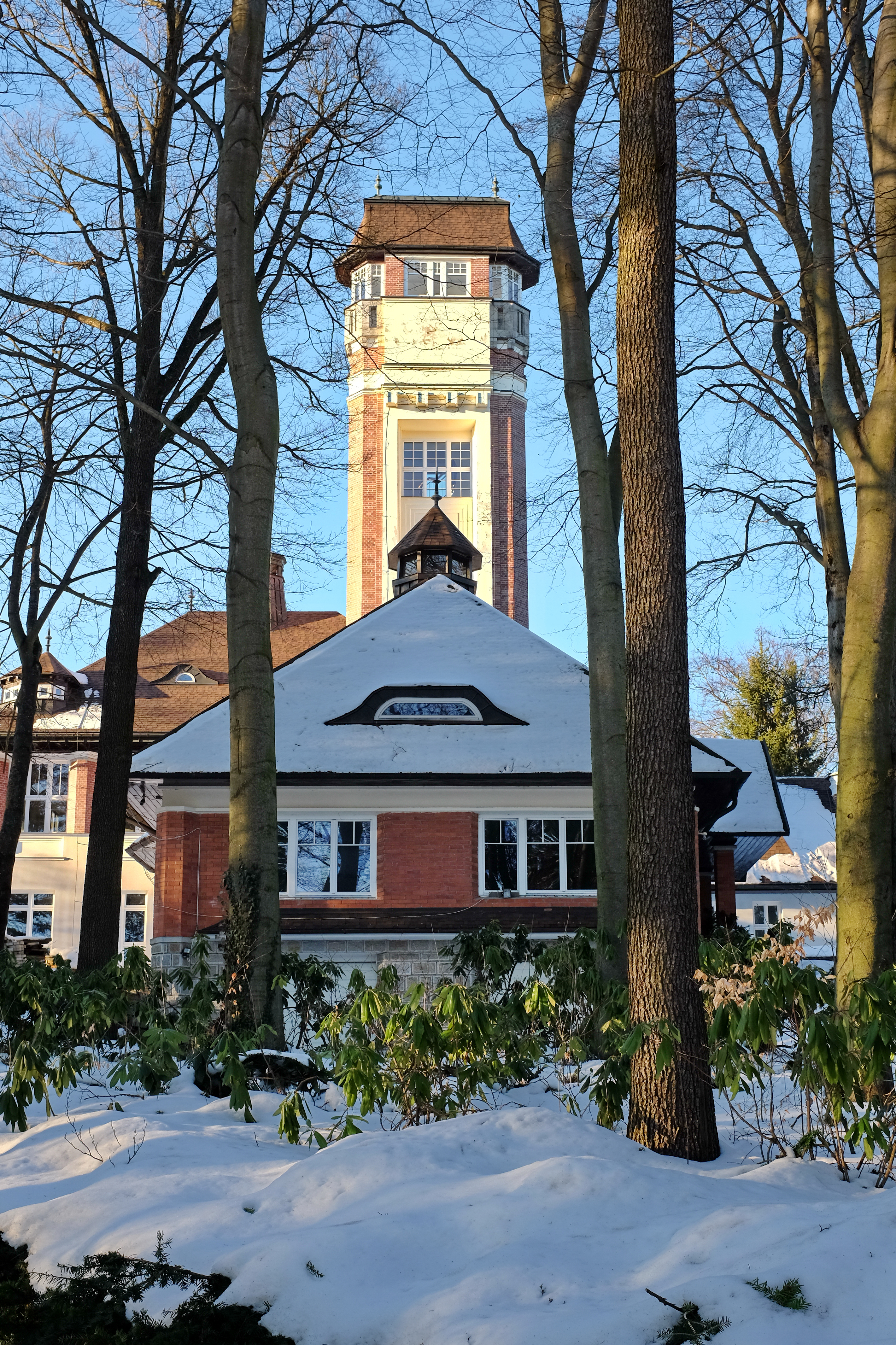
Rozhledna Aberg
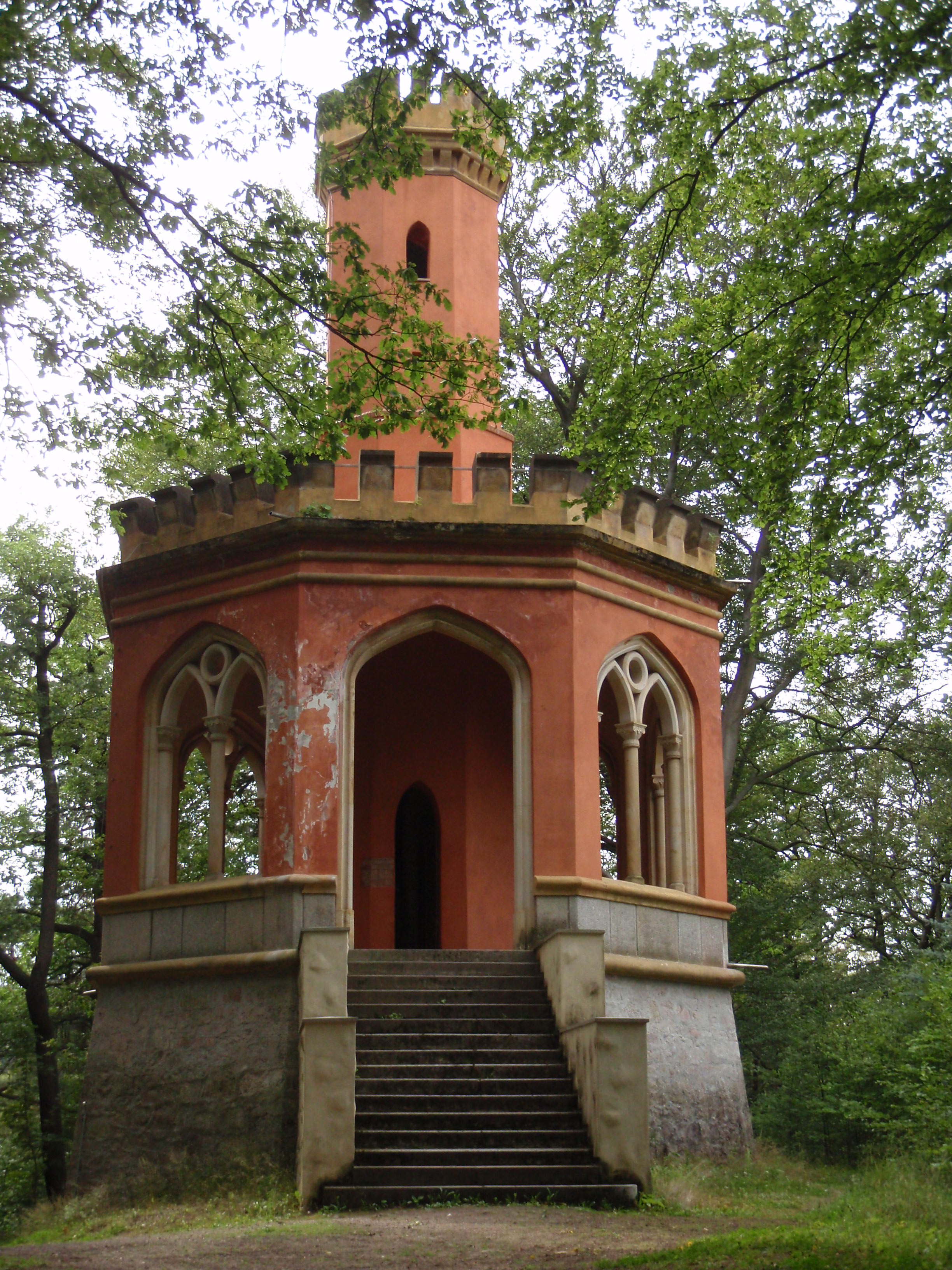
Vyhlídka Karla IV.
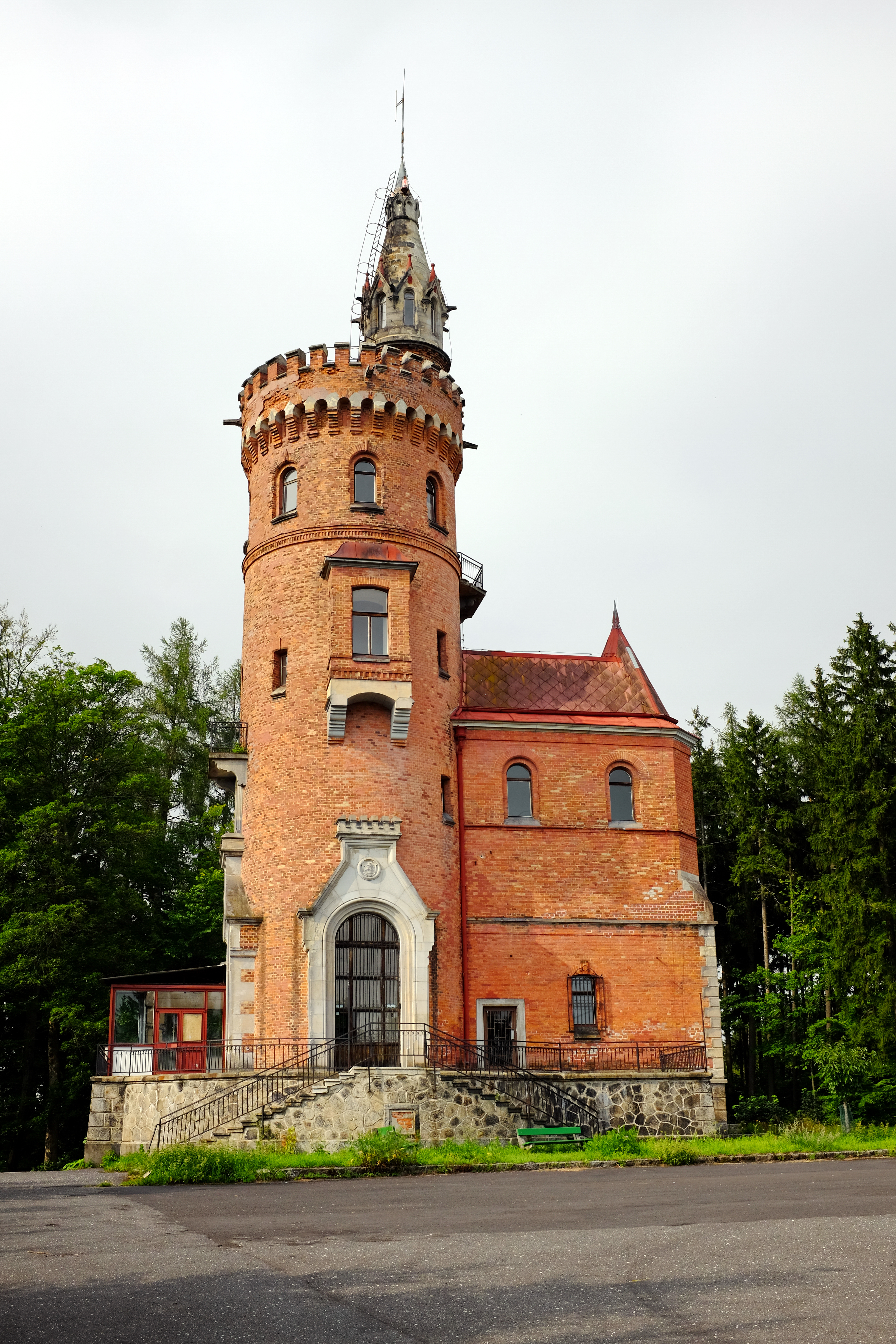
Goethova vyhlídka

#### Vyhlídky
- Mayerův gloriet, též někdy nazývaný vyhlídka Jelení skok, je odpočinkovým místem s vyhlídkovým altánem na město.[19]
- Socha Kamzíka, zvaná Jelení skok byla vytvořena v roce 1851 sochařem Augustem Kissem na žádost barona Lützowa, který chtěl tímto činem zesměšnit pověst o založení Karlových Varů.[19]
- Ottův sloup na Ottově výšině odkazuje svým názvem na prvního řeckého krále, který navštívil během 19. století Karlovy Vary celkem pětkrát. Žulový sloup zakončený koulí a pozlaceným křížem, který se nachází nedaleko vyhlídky, byl vztyčen v roce 1852 za přítomnosti samotného krále Otty I. V roce 2008 byl sloup rekonstruován. Z vyhlídky se nabízí výhled na centrum města.[20]

### Památkově chráněné hotely a jiné objekty
- Grandhotel Pupp – historie hotelu začíná již začátkem 18. století, kdy Anton Deiml postavil tehdy v poměrně velké vzdálenosti od centra města lusthaus s názvem Saský sál (stavbu financoval saský kurfiřt August II.). Pár let poté město nechalo postavit v sousedství tzv. Český sál. Ve druhé polovině 18. století odkoupil Český sál cukrář Johann Georg Pupp, spojit Český a Saský sál se nicméně podařilo až jeho vnukům. V 90. letech 19. století došlo k přestavbě na hotelový komplex pod vedením firmy Fellner a Helmer.[19]
- Hotel Beseda – dnes obytný dům s historickou vazbou na počátky české komunity v Karlových Varech, která v druhé polovině 19. století založila spolek Slovanská beseda. V návaznosti na spolek byl začátkem 20. století postaven dům Beseda s hotelovými pokoji, restaurací a pivnicí. Po podpisu mnichovské dohody byla činnost spolku ukončena a hotel přestavěn na byty pro říšskou dráhu. Činnost spolku již obnovena nebyla.[21]
- Hotel Imperial byl postavený v roce 1912 pro movitou lázeňskou klientelu. Na Výšinu Imperial vede k hotelu 127 metrů dlouhá lanová dráha z Divadelního náměstí.[22]
- Hotel Palacký se nachází na levém břehu řeky Teplé přímo v lázeňském centru.[23] Jde o jednu z nejstarších budov v lokalitě, která byla postavena v polovině 18. století.[24]
- Grandhotel Ambassador – před rekonstrukcí název Národní dům – secesní hotel s prvky pseudorenesance a pseudogotiky, projektoval jej vídeňský ateliér architektů Fellnera a Helmera v letech 1899–1900, postaven byl za necelý rok 1901. Stavbu inicioval karlovarský c. k. střelecký sbor, proto původní název zněl Grandhotel Střelecký dům, po přejmenování na Ambassador zde bylo provozováno varieté Orfeus a čtyři restaurace. V roce 1930 přešel hotel do vlastnictví města a po té se mu začalo říkat Národní dům (Volkshaus). V 90. letech prošel hotel komplikovanou privatizací, která pokračovala do roku 2010 soudním sporem mezi novými majiteli a městem. V letech 2011–2015 proběhla rozsáhlá rekonstrukce.[25] Nyní opět slouží původním účelům. Patří k němu restaurace Julius Zeyer, Nároďák, kavárna a společenský sál (původně varieté Orfeus). Fresky na fasádách znázorňují výjevy z vojenských dějin města, provedli je vídeňští malíři Max Kurzweil a Wilhelm List.
- Parkhotel Richmond – původní mlýn byl na počátku 19. století nejprve přestavěn na kavárnu Schönbrun, která se nadále rozšiřovala, až z ní vznikl na přelomu 19. a 20. století hotel. Objekt prošel od té doby několika přestavbami, z nichž k poslední došlo mezi lety 1998–2005.[26]
- Hotel Atlantic Palace – dříve Lázeňský dům Atlantic, secesní lázeňská budova postavená na počátku 20. století ve stylu art deco.
- Poštovní dvůr – původně poštovní dvorec s přepřahací stanicí poštovních koňských spřežení, postaven v roce 1781 v klasicistním stylu, roku 1810 pak přestavěn ve stylu empír.
- Vila Preciosa

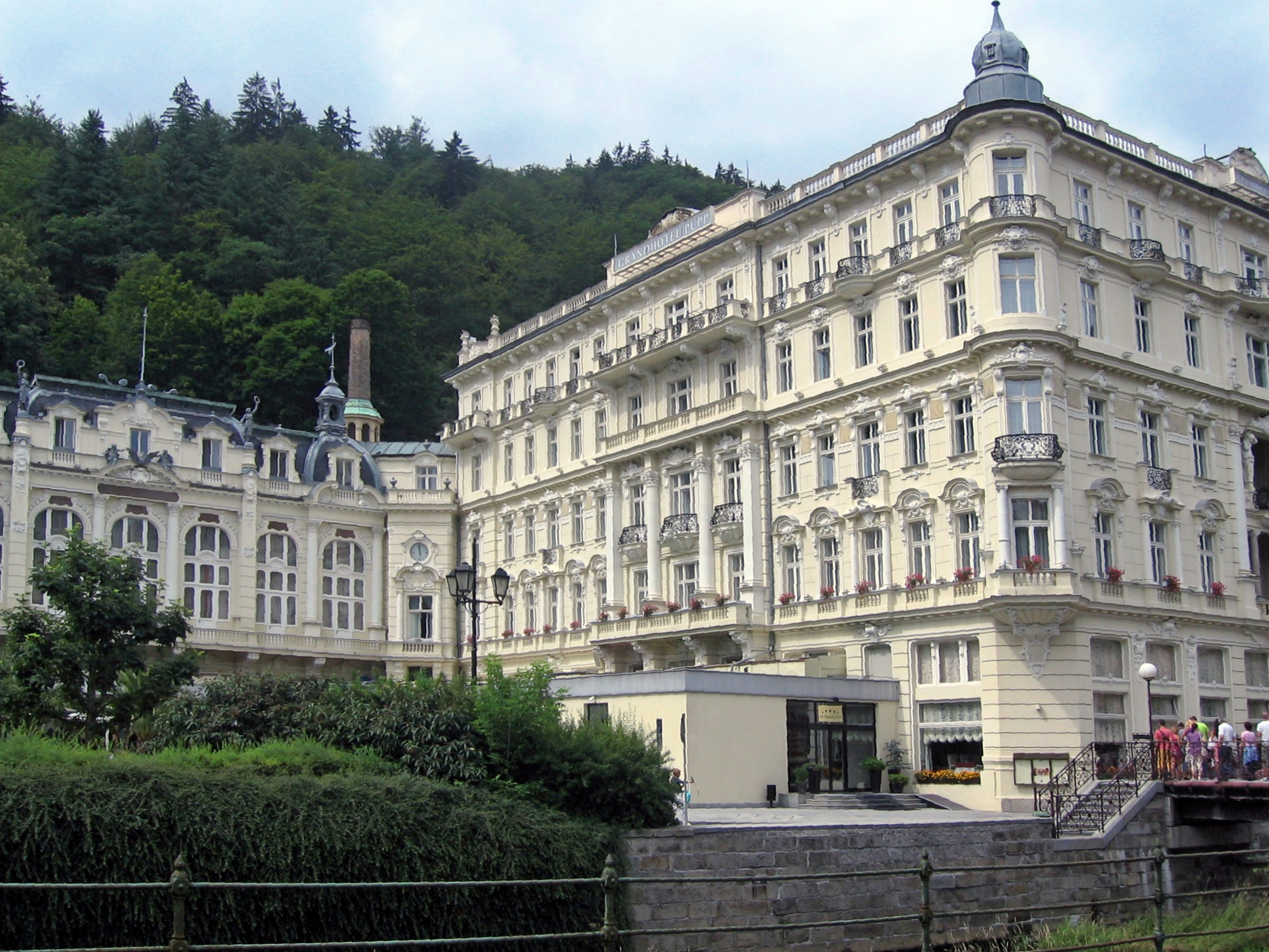
Grandhotel Pupp
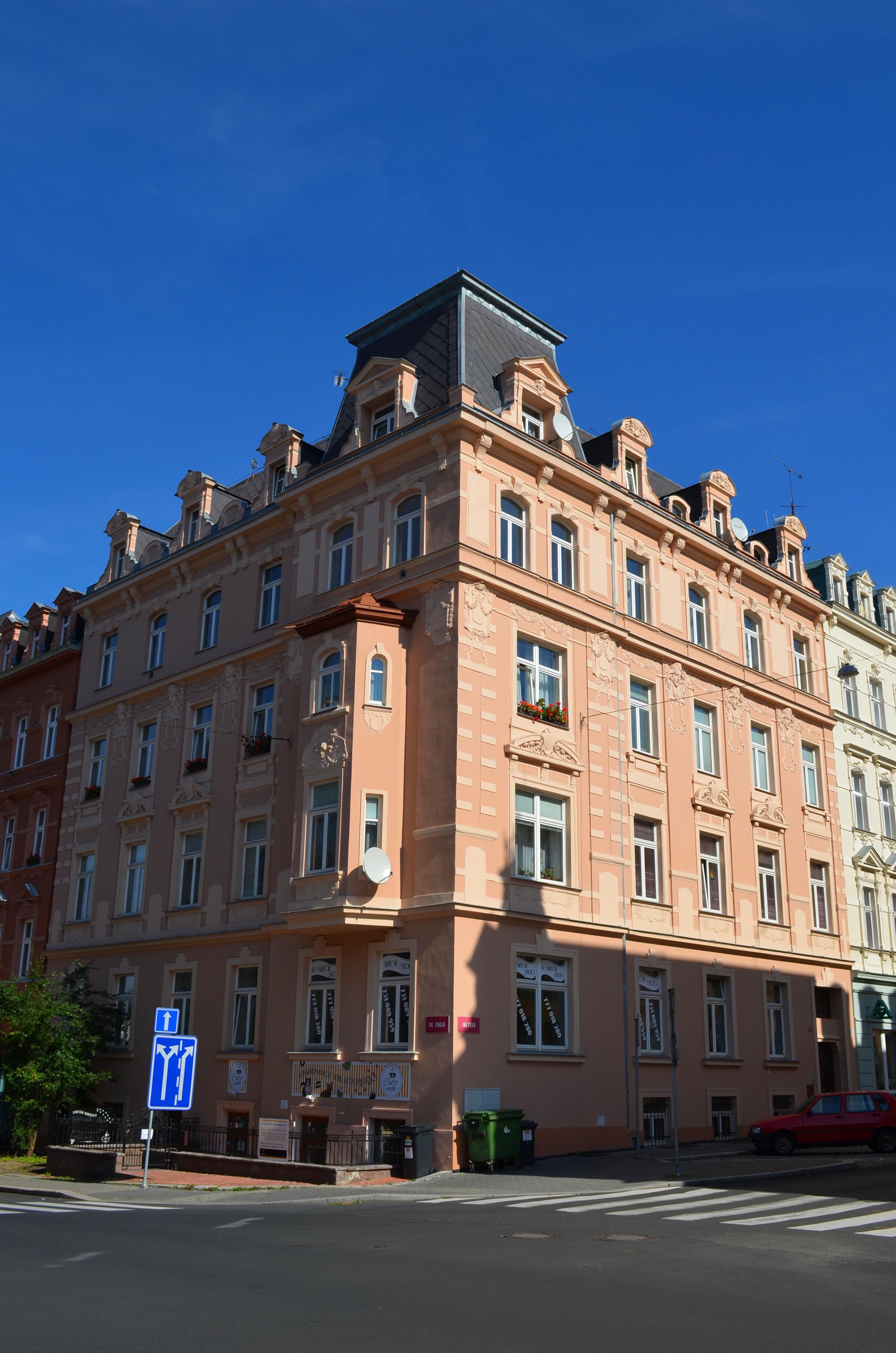
Hotel Beseda
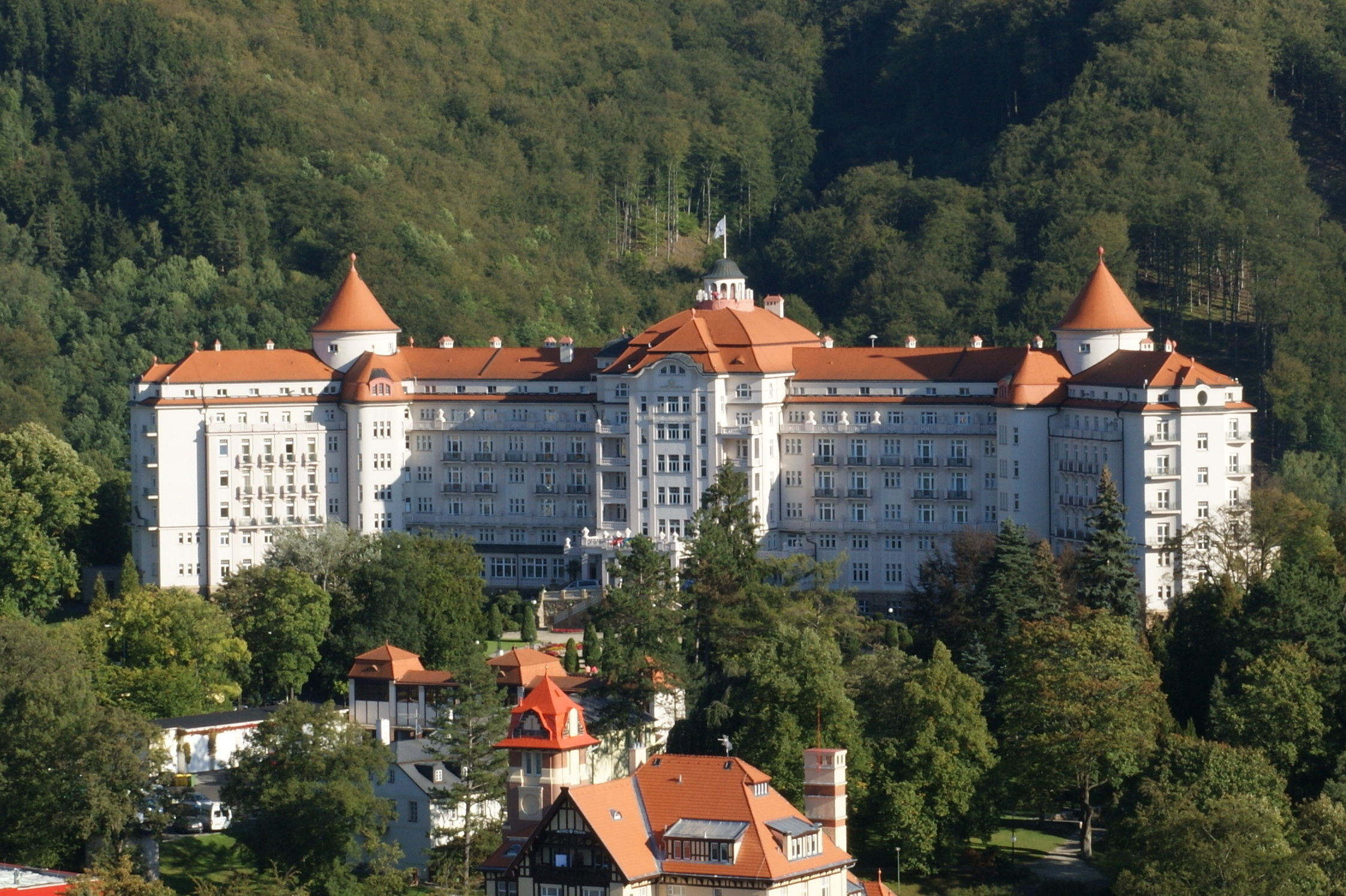
Hotel Imperial
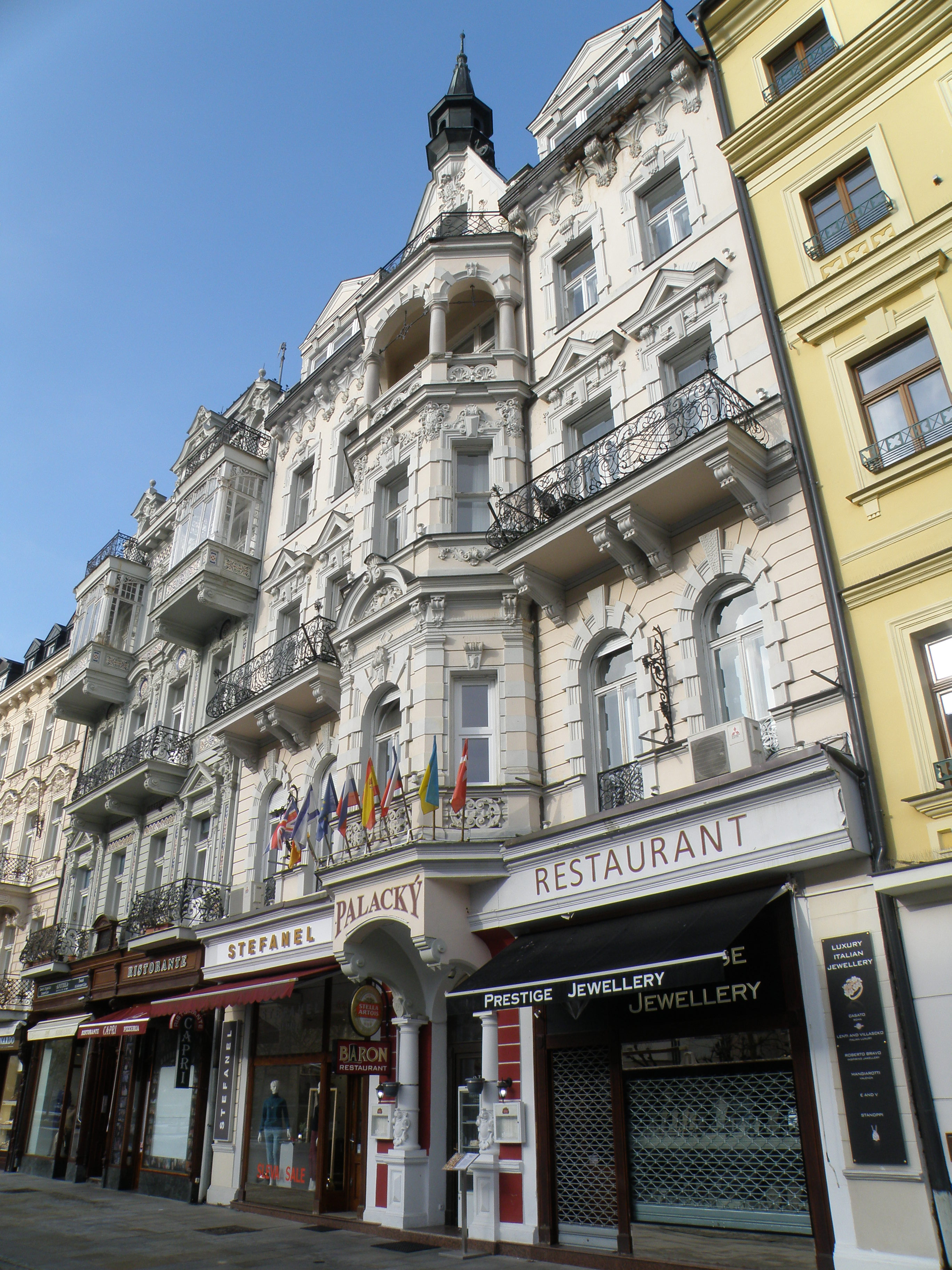
Hotel Palacký
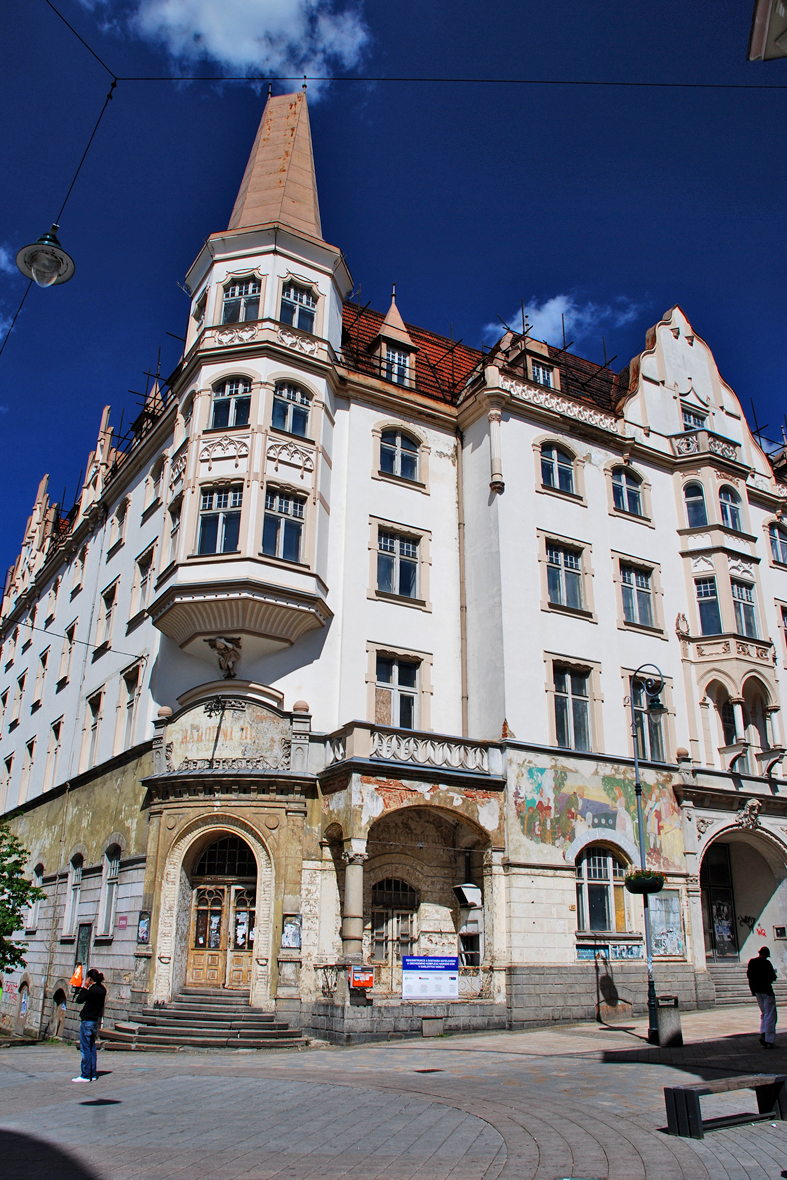
Národní dům (hotel Ambassador)
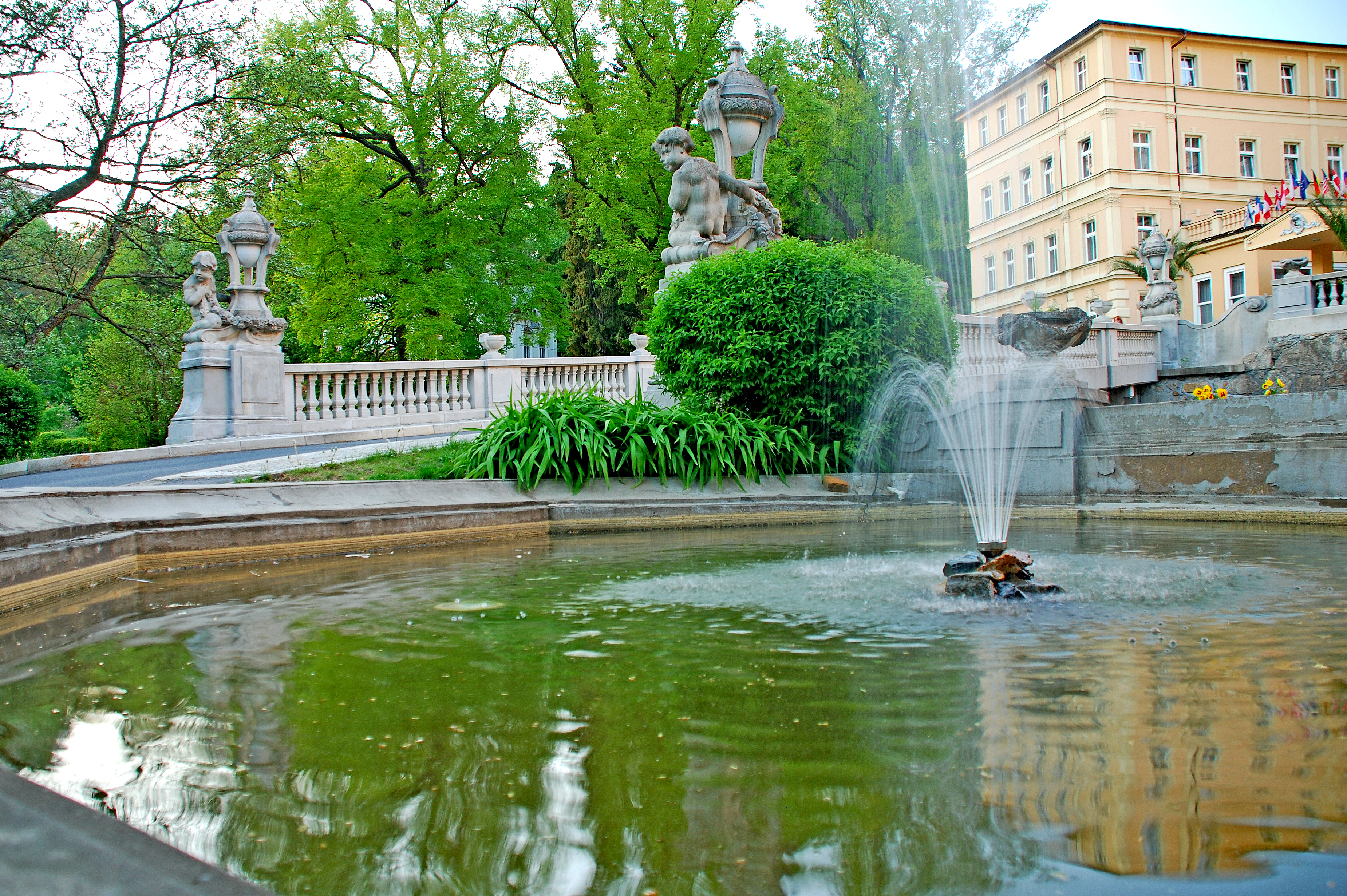
Parkhotel Richmond

### Ostatní památky
- Hotel Thermal s venkovním bazénem – venkovní bazén u hotelu Thermal vybudovaný ve skále nad městem je z části napuštěn karlovarskou minerální vodou. Od roku 2015 byl bazén uzavřen[27] a od roku 2019 probíhá rozsáhlá rekonstrukce. Hotel Thermal byl znovu otevřen v červnu 2021 a bazén v srpnu 2021. Dokončení hlavní etapy rekonstrukce je plánováno na léto 2022.

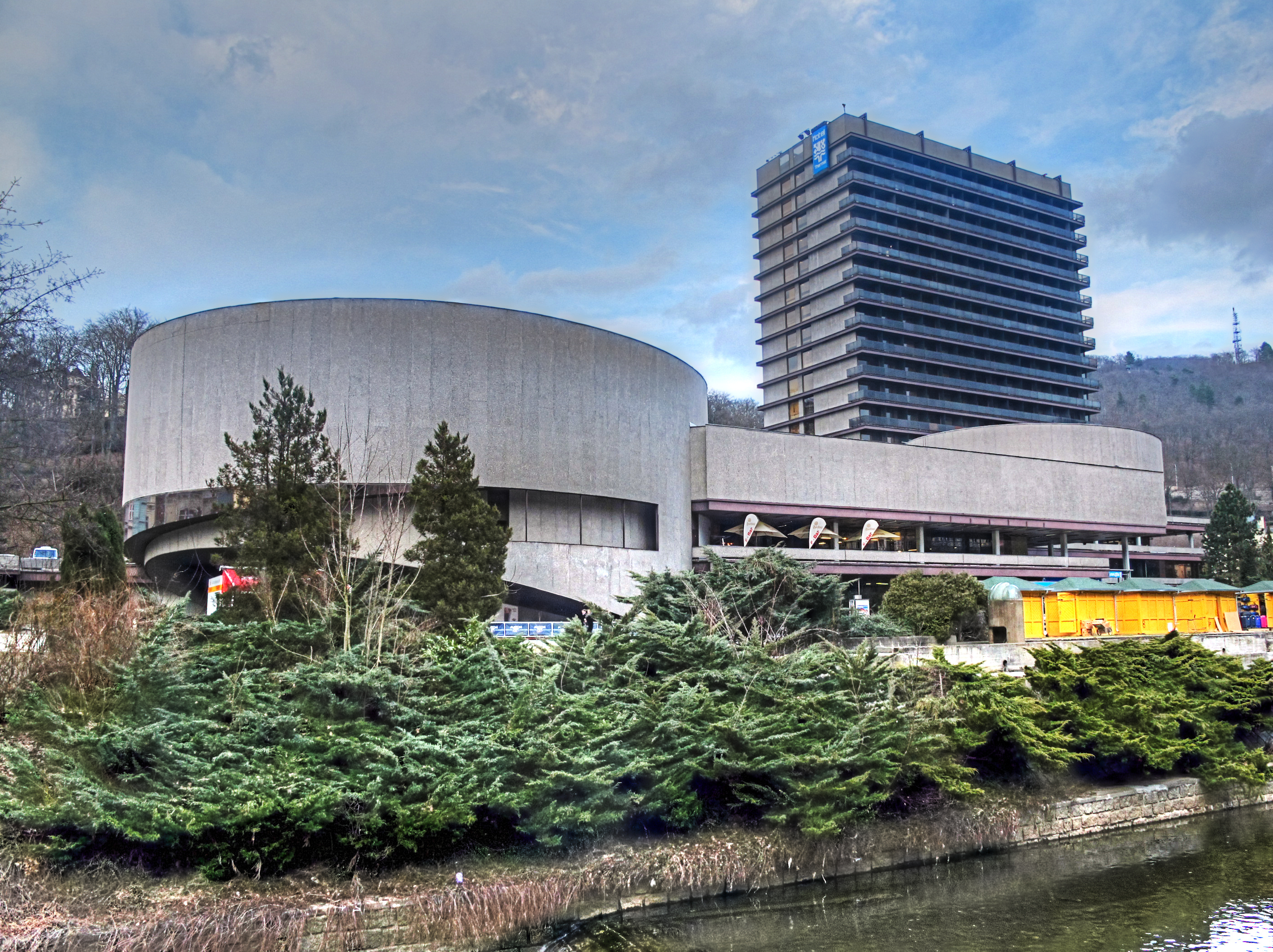
Hotel Thermal
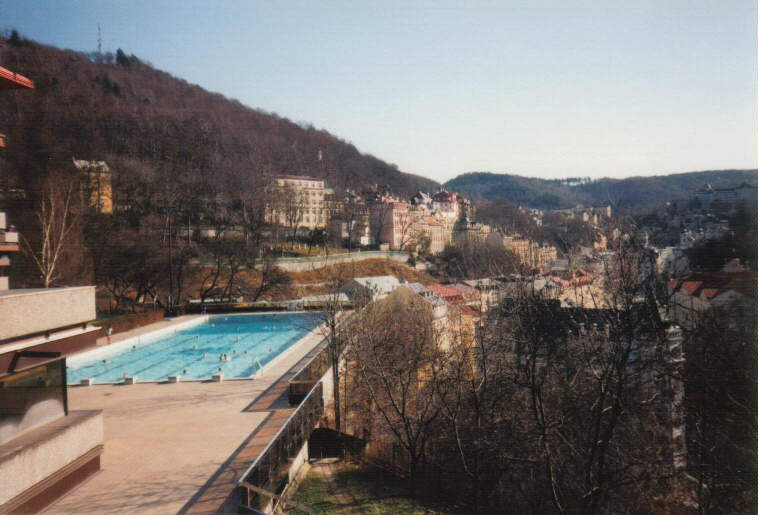
Bazén hotelu Thermal s minerální vodou

### Prameny

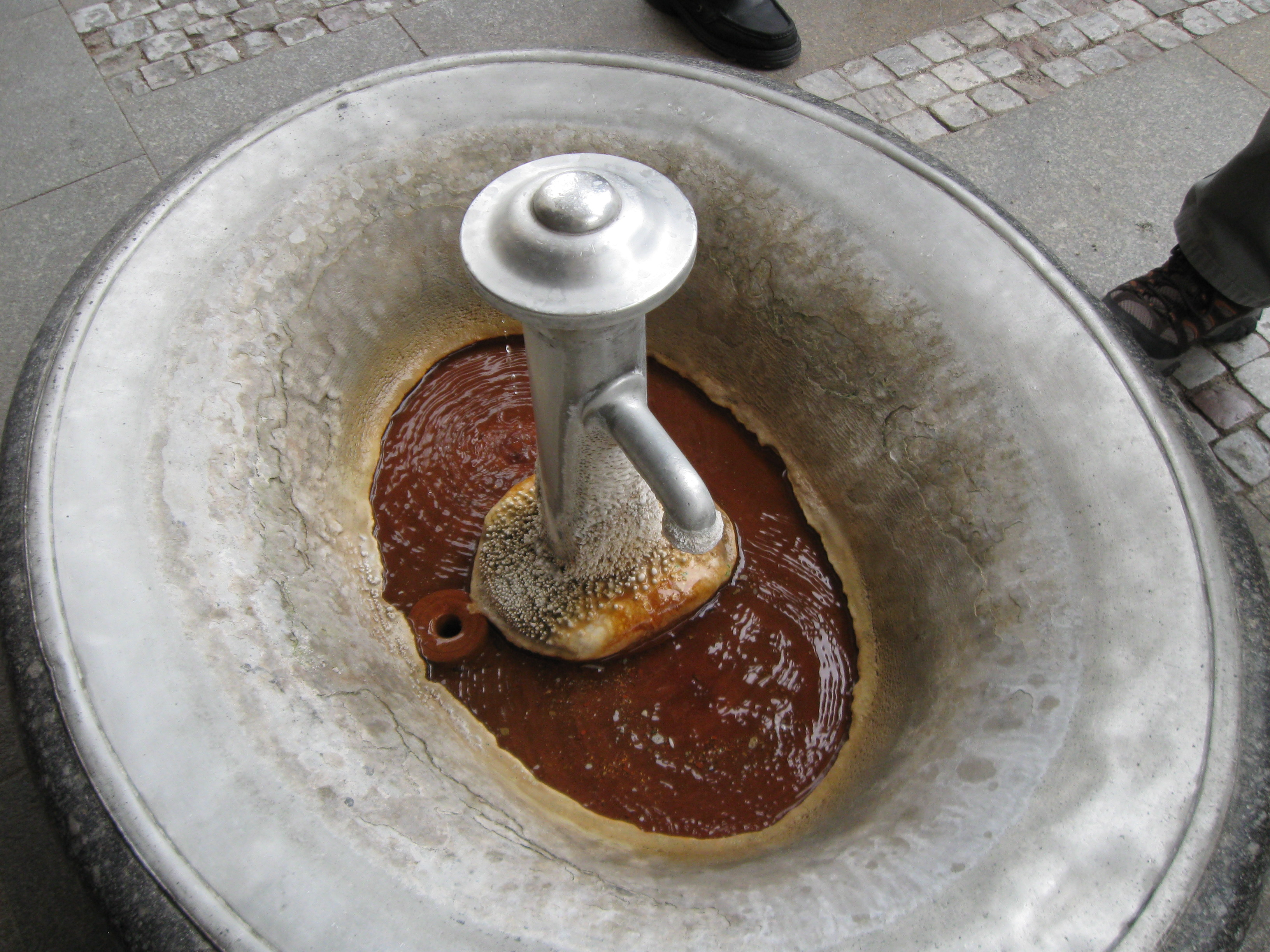
Skalní pramen

- Skalní pramenPramen číslo 1 - Vřídlo, Vřídelní kolonáda, vyveden do tří vývěrů o teplotě 72 °C
- Pramen číslo 2 - Karla IV., Tržní kolonáda, 64 °C
- Pramen číslo 3 - Zámecký dolní, Tržní kolonáda, 55,6 °C
- Pramen číslo 4 - Zámecký horní, Zámecká kolonáda, 49,8 °C
- Pramen číslo 5 - Tržní, Tržní kolonáda, 62 °C

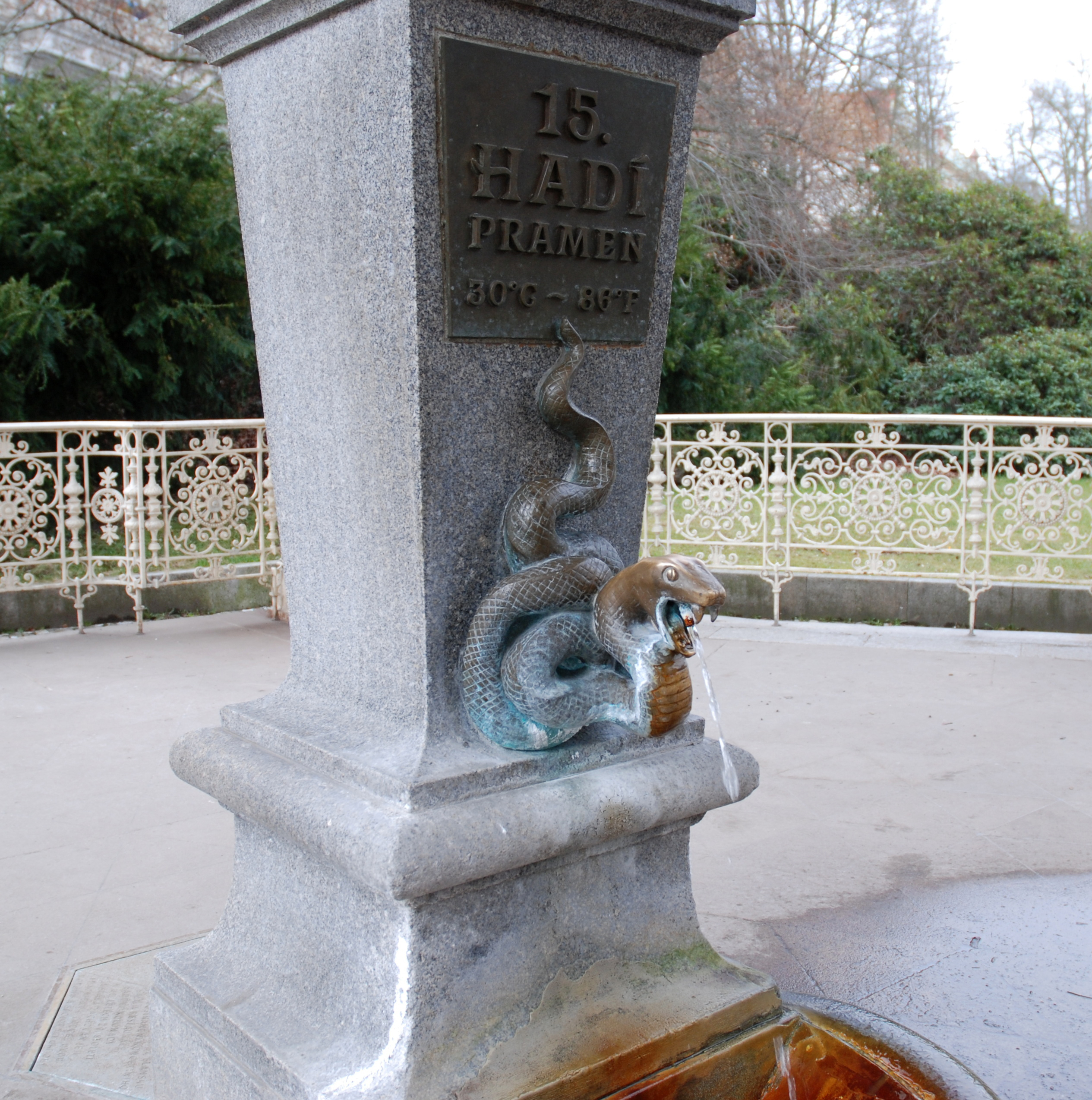
Hadí pramen

- Hadí pramenPramen číslo 6 - Mlýnský, Mlýnská kolonáda, 56,6 °C
- Pramen číslo 7 - Rusalka, Mlýnská kolonáda, 60,2 °C
- Pramen číslo 8 - Kníže Václav (vývod I a vývod II;), Mlýnská kolonáda, 65,6 °C a 64,3 °C
- Pramen číslo 9 - Libuše, Mlýnská kolonáda, 62 °C
- Pramen číslo 10 - Skalní, Mlýnská kolonáda, 48 °C
- Pramen číslo 11 - Svoboda, altán pramenu Svoboda, 62,4 °C
- Pramen číslo 12 - Sadový, ve Vojenském lázeňském ústavu, vchod ze Sadové kolonády, 41,6 °C
- Pramen číslo 13 - Dorotka, pavilon Dorotka v ulici U Imperiálu, nepřístupný
- Pramen číslo 14 - Štěpánka, altán Aloise Kleina v parku před parkhotelem Richmond, 13 °C
- Pramen číslo 15 - Hadí, Sadová kolonáda, 30 °C
- Pramen číslo 16 - Železnatý, kolonáda Železnatého pramene, 11,9 °C
- Za 13. pramen je také někdy označována Becherovka a to i poté, co byl objeven skutečný 13. pramen.

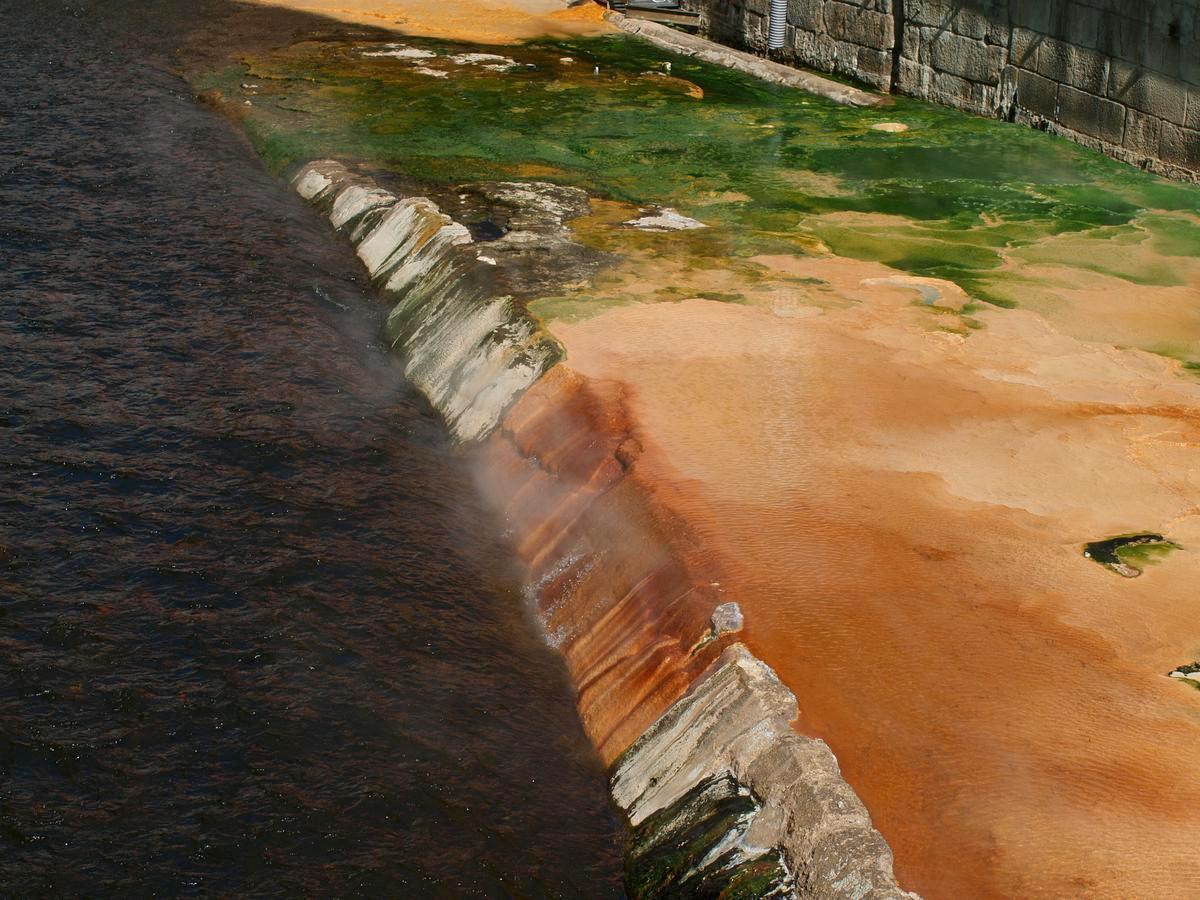
Barvy v řece způsobené vysokým obsahem minerálů

### Přírodní památky
Město se nachází nedaleko zalesněné oblasti CHKO Slavkovský les a vojenského újezdu Hradiště s charakteristickou flórou a faunou. Řeka Ohře dělí město na severní a jižní část. Zatímco severní část se z geomorfologického hlediska řadí do Podkrušnohorské oblasti, jižní část náleží do geografického celku Slavkovský les, který je součástí Karlovarské vrchoviny. Podkrušnohorská část má na území města již spíše pánevní rysy (je součástí Sokolovské pánve) a není tedy příliš členitá. Jižní část položená ve Slavkovském lese disponuje naopak velmi příkrými svahy.
Do řeky Ohře se na území města vlévají levé přítoky Chodovský potok, řeka Rolava a Vitický potok, pravými přítoky řeky jsou řeka Teplá a Vratský potok. Na řece Ohři jsou dva jezy – Tuhnický jez a Jez u Solivárny.
V lázeňském území vyvěrá přibližně 80 výronů termální vody, které jsou ohraničeny ze severu Sokolovskou pánví a z jihu vrcholem Vítkův vrch. Ochrana přirozeného vývěru pramenů je zajištěna zákazem těžby, který byl vydán již v roce 1761 a je druhým nejstarším svého druhu na světě. V horkých pramenech Karlových Varů byl v 19. století popsán první druh termální sinice Mastigocladus laminosus.
Průměrná teplota ve městě dosahuje 7,3 °C, nejteplejším měsícem v roce je červenec, kdy dosahuje průměrná teplota hodnoty 16,9 °C. Nejchladnějším měsícem je s průměrnou teplotou -2,1 °C leden. Průměrný roční úhrn srážek dosahuje 659 mm.

## Hospodářství
Oblast oplývá přírodním bohatstvím, což se projevuje v místním průmyslu, který je zaměřen na jeho využívání. Jedná se o již zmiňované minerální prameny (výroba balené minerální vody) či ložiska kaolínů, jehož se využívá pro výrobu zdejšího porcelánu.

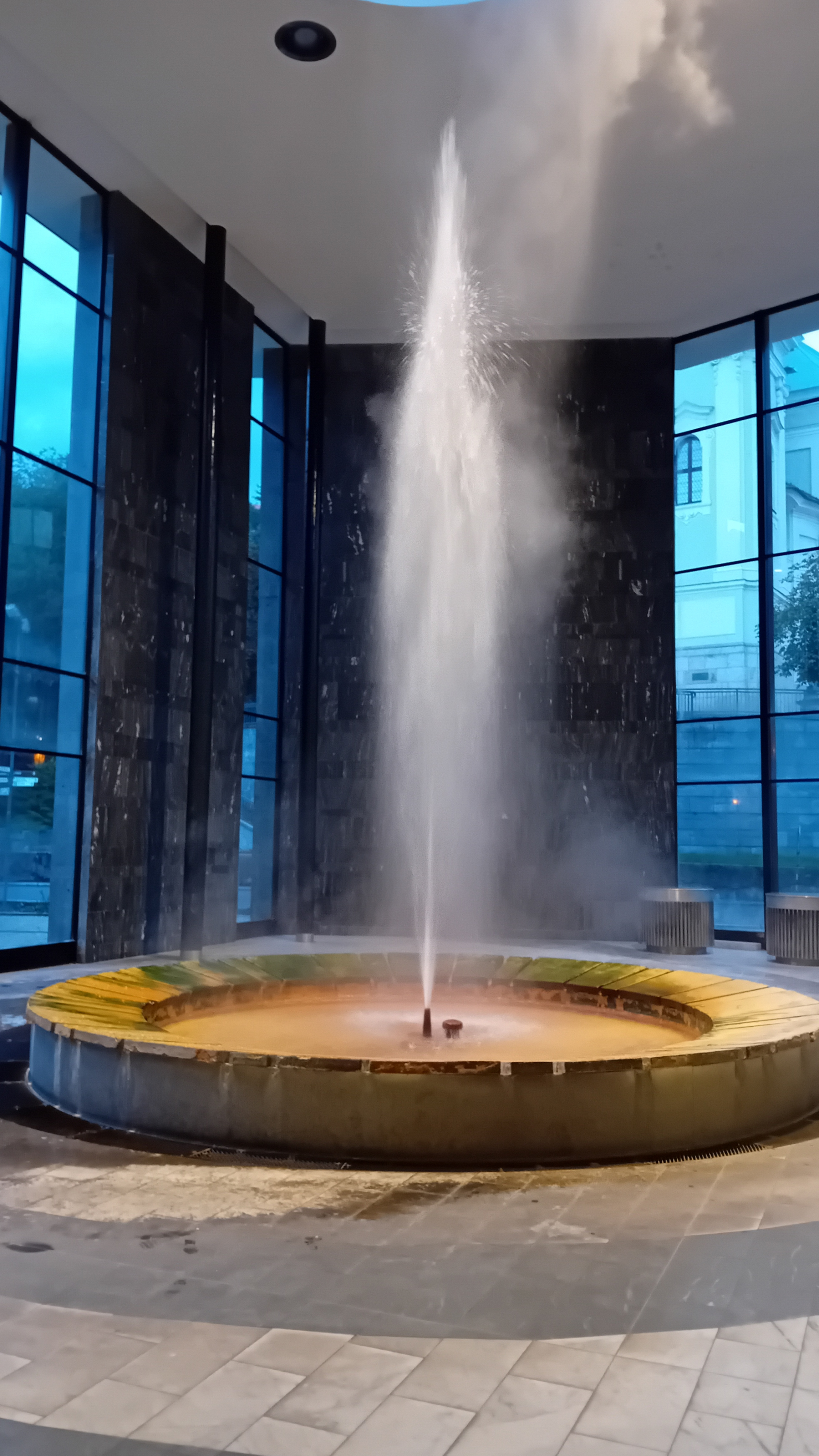
Karlovarské vřídlo

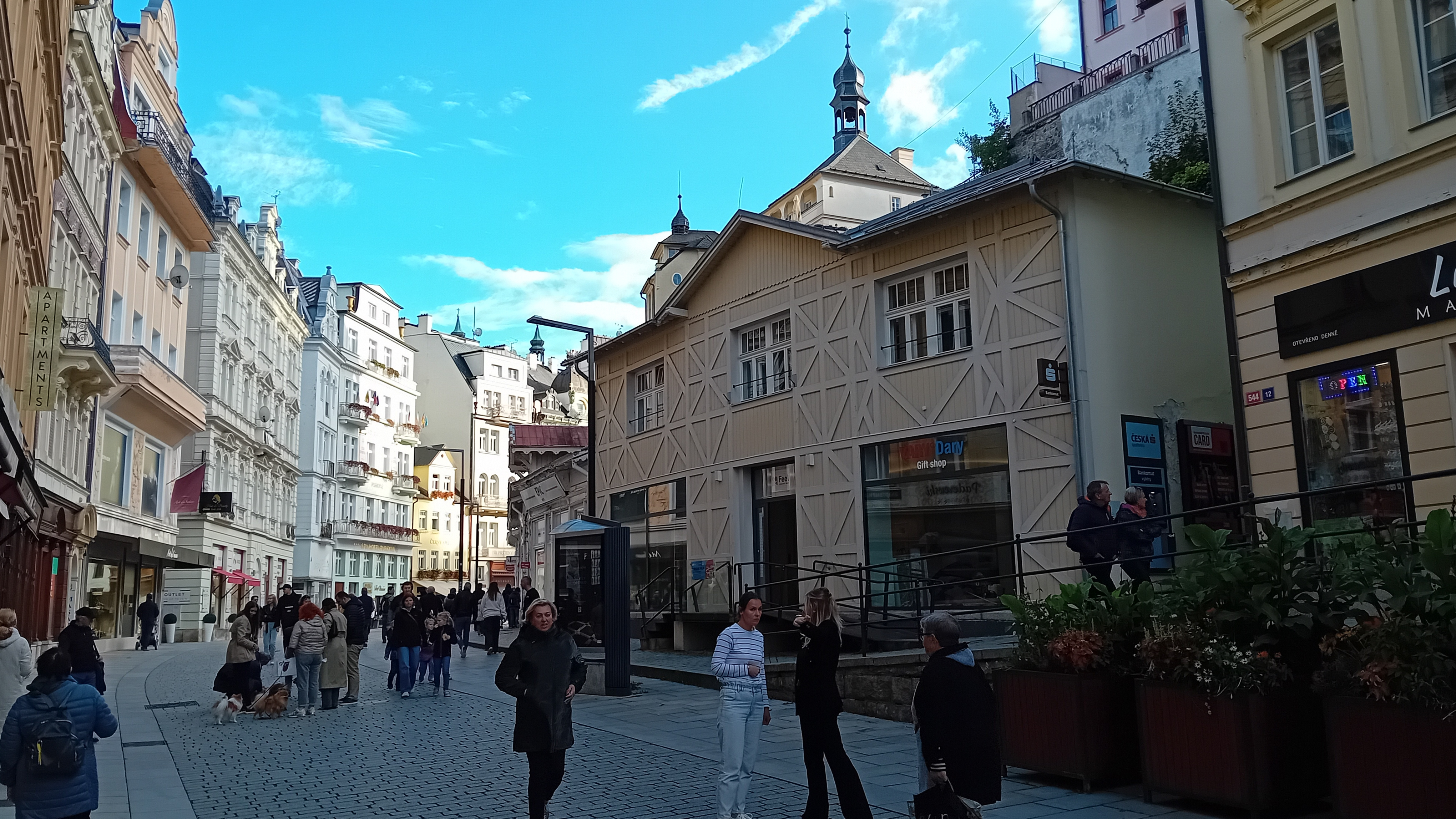
Lázeňská ulice

### Lázeňství
Místní lázeňství je založeno na využívání minerální vody s léčivými účinky, která vzniká v granitovém krystaliniku v hloubkách okolo 2 000 metrů. Zdejší voda má blahodárný vliv na léčení jaterních a střevních chorob, na žaludek a játra. Chemicky vyjádřeno se jedná o sloučeninu Na + CaSO4, která vyvěrá o teplotě 73 °C ze 60 % ve Vřídle vydatností okolo 2 000 l/m. Mineralogické složení se pohybuje okolo 5,9–6,5 g/l s obsahem CO2 0,375–0,750 g/l.
K věhlasu lázní velmi významně přispěl lékař dr. David Becher (zem. 1792), který se zasloužil hlavně o modernizaci karlovarské balneologie. V 19. století na jeho práci navázali dr. Jean de Carro, dr. Rudolf Mannl a dr. Eduard Hlawaczek. Ve městě se nachází množství lázeňských domů.

#### Význam a ohrožení pramenů
Prameny jsou v současnosti významným zdrojem příjmů pro město, které si uvědomuje jejich cenu a závislost na nich, a snaží se o jejich ochranu. V minulosti se již stalo, že prameny v oblasti „vyschly", což bylo způsobeno nešetrnou těžbou hnědého uhlí v Sokolovské pánvi, kdy byl proražen kolektor podzemní vody na dolu Marie Majerové. Následně došlo k zatopení dolu a současně dočasnému vyschnutí pramenů ve Varech. Poté bylo nutné důl uzavřít a proraženou oblast vybetonovat. I přes tento zásah se ale nepodařilo zcela obnovit vydatnost pramenů a poklesla i teplota Vřídla.
Druhým problémem trápícím město je přirozená vodní eroze, která se zahlubuje do podložní vřídelní desky. Panují předpoklady, že pokud by tuto nepříliš mocnou desku prorazila, došlo by k úniku minerálních vod přímo do řeky a nikoliv přes prameny. Město se proti tomu brání tím, že nechalo koryto řeky vybetonovat, či vložilo betonové bloky. Další ochranný krok je regulace výstavby kolem pramenů.

### Sklářství

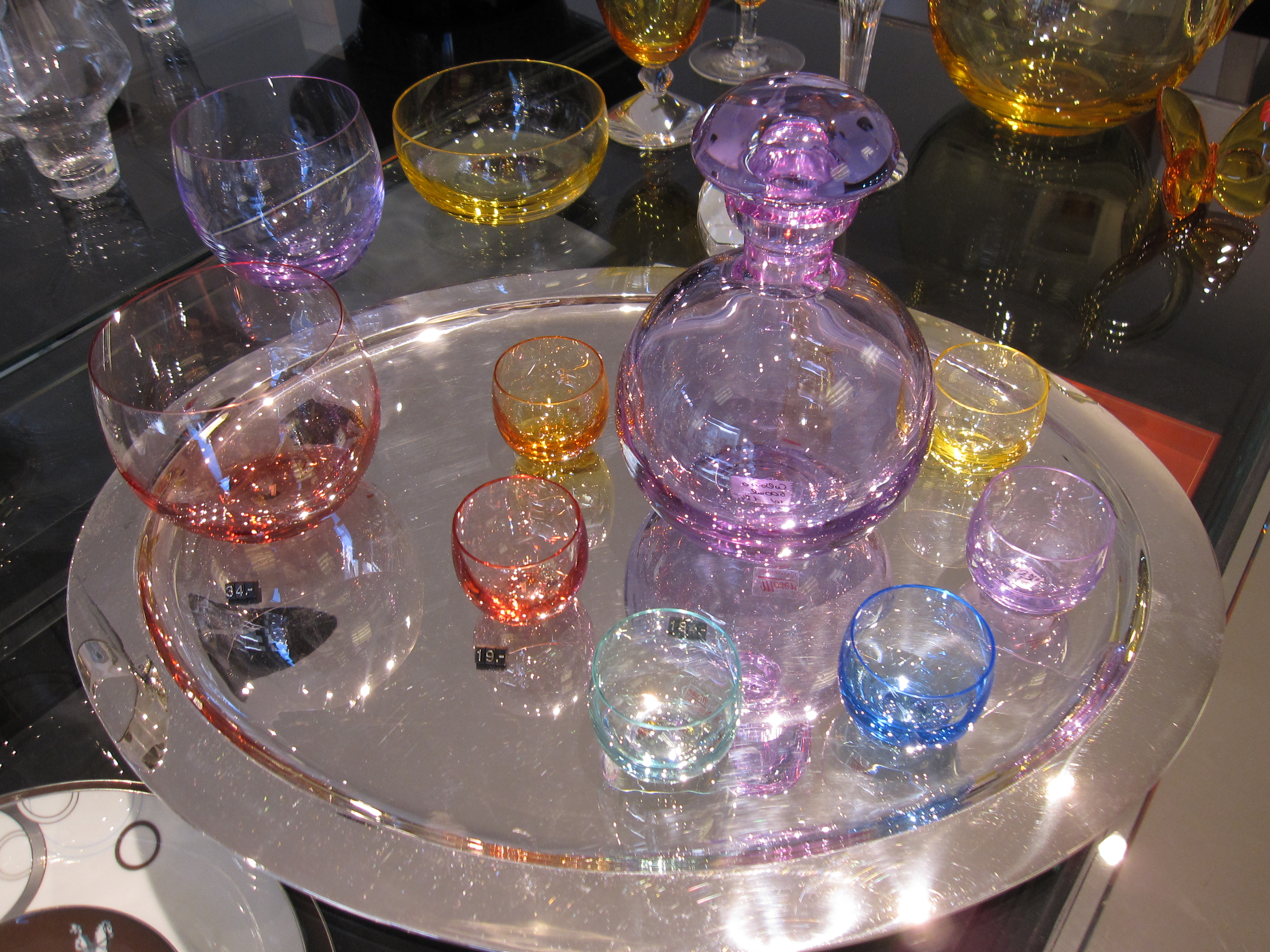
Karlovarské sklo Moser

Sklářský průmysl je v Karlových Varech spjat s firmou Moser, která vyrábí nápojové a dekorativní skleněné produkty. Firma získala jméno podle svého zakladatele Ludwiga Mosera, jenž v roce 1857 založil ve městě ryteckou dílnu a prodejní galerii. Firmě se od počátku dařilo (stala se například dvorním dodavatelem císaře Františka Josefa I.), a tak již koncem 19. století mohla ve Dvorech otevřít vlastní sklářskou huť. Po 2. světové válce fungovala sklárna jako národní podnik pod jménem Karlovarské sklo, společnost byla v roce 1991 transformována na akciovou společnost. V roce 2008 bylo ve sklárně otevřeno sklářské muzeum. Sklárna Moser je také výrobcem Křišťálového globu, tedy hlavní ceny Mezinárodního filmového festivalu v Karlových Varech.

### Porcelán
Karlovarský kraj a Karlovy Vary jsou proslulé výrobou porcelánu. V Karlových Varech a bezprostředním okolí působilo více než 10 porcelánek, z nichž některé vyrábí porcelán i v současnosti. Počátky výroby porcelánu nebyly jednoduché. V dobách Rakousko-Uherska bylo nutné získat k výrobě porcelánu povolení, což prakticky nebylo možné z důvodu obav monarchie z přílišné konkurence vůči císařské manufaktuře ve Vídni. Níže jsou uvedeny porcelánky působící v minulosti a současnosti uvnitř anebo v blízkosti katastrálního území Karlových Varů:
- Dvory (G. Benedikt), porcelánku založili bratři Benediktové (německy gebrüder Benedikt) v roce 1882. Dnes se orientuje porcelánka primárně na hotelový porcelán, ten se ale v porcelánce začal vyrábět až v roce 1958. V roce 1992 byla porcelánka privatizována jako Hotelový porcelán Karlovy Vary, kterou koupil koncern Keramik Holding AG Laufen. Ve Dvorech se tak začal vyrábět porcelán světových značek Langenthal a Lilien. V roce 2002 firmu koupila česká společnost Polyflex, která navázala na historii názvem G. Benedikt.[31]
- Stará Role (Moritz Zdekauer 1810), jméno získala porcelánka od jednoho ze svých majitelů v 19. století (nikoliv zakladatele). Číslo 1810 odkazuje na rok založení. Porcelánka vyráběla užitkový porcelán pro domácnosti a hotely, částečně také porcelán dekorační.  Během ekonomické krize musela porcelánka v roce 2013 činnost ukončit, na její činnost ale bezprostředně navázala firma Bohemia porcelán Moritz Zdekauer 1810.[32][33] Tato firma skončila mimo jiné kvůli přílišné orientaci na ruský trh ke konci roku 2018 v insolvenci.[34]
- Doubí, dnes již nefungující porcelánka, která byla založena v roce 1849, v roce 1922 se stala součástí koncernu EPIAG.[35]
- Porcelánka Karla Knolla v Rybářích, dnes již nefungující porcelánka ukončila činnost již v 50. letech 20. století. V budově porcelánky dnes sídlí několik menších firem. K porcelánce patří také dodnes dochovaná vzorkovna.
- Porcelánka bratří Schwalbů, založena původně jako Heckmann & Co. v roce 1878 taktéž v Rybářích. V roce 1882 změnila název podle nových majitelů, bratrů Schwalbů, nicméně již v roce 1883 vyhořela, poté přesídlila firma do Merklína.[36]
- Porcelánka Thun. V okrese Karlovy Vary vyrábí tento nejstarší a největší český výrobce porcelánu.
- Porcelánka Rudolf Kämpf Loučky od roku 1907. Rudolf Kämpf je jedinou továrnou v České republice, kde se porcelán stále vyrábí ručně. Výrobky z dílny Rudolf Kämpf byli také věnovány významným lidem jako prezidentům, králům či papežovi.

V první polovině 20. století výrobci porcelánu jako Thun Karlovarsky (TK), Haas & Czjzek (H. & C., Schlaggenwald) a Carl Tielsch (Altwasser) (stejně jako asi tucet německých a francouzských výrobců jako Siegmund Paul Meyer (SPM) / Walküre (Bayreuth), Max Thürmer (Drážďany), Hutschenreuther (Selb), Rosenthal (Kronach), Bauscher (Weiden), Fayencerie Sarreguemines (Francie), Pillivuyt (Francie)) vyrobili porcelánový kávovar Karlovarský příbor se speciálním dvouvrstvým křížově štěrbinovým proskleným porcelánovým sítem.
Důležitým předpokladem pro úspěch porcelánek v Karlových Varech byla v okolí nacházející se ložiska kaolinu. Koncem 19. století byla založena společnost Zettlitzer Kaolinwerke, která působí v kraji pod jménem Sedlecký kaolin dodnes. Kaolin ze Sedlce (místní část Karlových Varů) byl v roce 1924 vyhlášen mezinárodním standardem pro kaolin.

### Potravinářský a nápojový průmysl

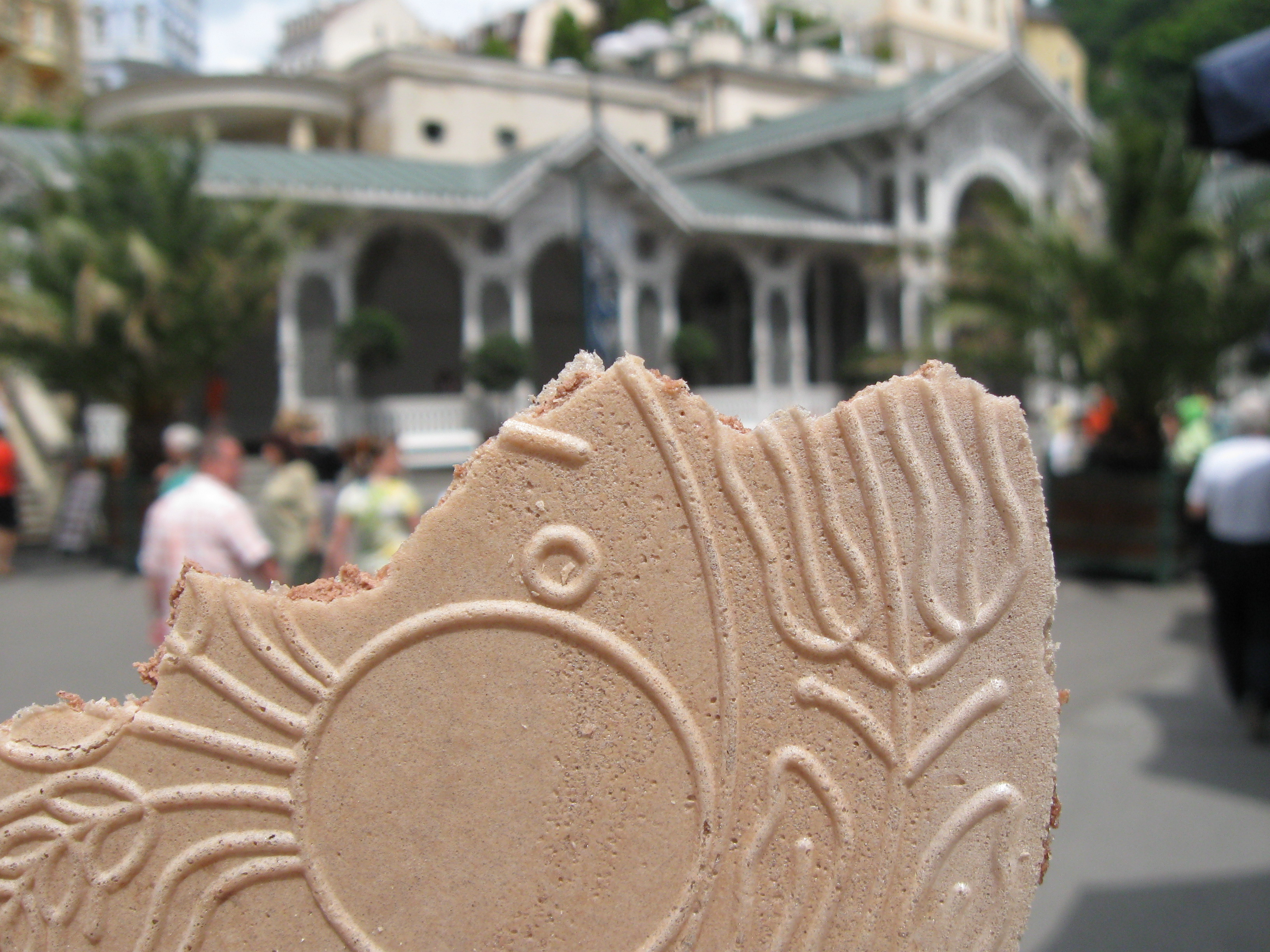
Karlovarská oplatka na pozadí s Tržní kolonádou

- Jan Becher – Karlovarská Becherovka je společnost vyrábějící bylinný likér Becherovka, jehož kořeny sahají do roku 1794, kdy si obchodník s kořením Josef Vitus Becher pronajal v Karlových Varech vinopalnu, aby experimentoval s výrobou likérů. Své záměry probíral Josef Becher s anglickým doktorem Christianem Frobrigem, který mu ke konci návštěvy Karlových Varů daroval recept na nový likér. V roce 1807 začal Josef Becher prodávat likér s názvem English Bitter sloužící k léčbě žaludku. Za reálného zakladatele firmy je ovšem považován syn Josefa Bechera – Jan Becher, který pro produkci Becherovky nechal postavit továrnu. Od rodu Becherů byla firma odloučena až po druhé světové válce během procesu znárodnění. Po roce 1989 byla společnost zprivatizována a jejím vlastníkem se stal francouzský koncern Pernod Ricard.[38]
- Karlovarské minerální vody jsou největším producentem minerálních a pramenitých vod ve střední Evropě, vyrábějící především minerální vody Mattoni, Magnesia, Poděbradka, Dobrá voda, Hanácká kyselka a pramenitou vodu Aquila. Historie společnosti sahá do druhé poloviny 19. století, kdy byla založena Heinrichem Mattonim. Dnešní podoba společnosti je formována italskými majiteli, kteří získali společnost během privatizace v 90. letech 20. století.[39] V roce 2018 byla oznámena akvizice společností PepsiCo v České republice, na Slovensku a v Maďarsku. Akvizice navýší podle předpokladů obrat společnosti o 50 %.[40]
- Karlovarské oplatky jsou jednou z typických specialit Karlových Varů. První zmínka o oplatkách pochází z roku 1788. Původní oplatky byly menší a charakteristické domácí výrobou. Firma Karl Bayer na výrobu lázeňských oplatek byla v Karlových Varech založena až v roce 1867. Rod Bayerových byl s oplatkárnou svázán až do 2. světové války, kdy byl její majitel, Herbert Bayer nucen narukovat. Pekárnu také poškodil v roce 1945 nálet. Znárodněním pekárny vznikl v roce 1949 podnik Karlovarské oplatkárny, později se stala oplatkárna součástí podniku Kolonáda. Po roce 1989 musela společnost Karlovarské oplatky o existenci názvu Originální Karlovarské oplatky bojovat u Evropského soudu ve Štrasburku. K úspěšnému obhájení chráněného zeměpisného označení dopomohl mj. argument, že se Karlovarské oplatky odlišují od ostatních obsahem vřídelní vody.[41]
- Vřídelní káva je jedinečná karlovarská specialita chráněná patentem, jejím základem je káva která se vaří ze vřídelní vody (přesněji Vřídlo a Dorotka) do ní se ještě přidává Becherovka, podává se do zvláštního šálku a zdobí vrchovatou porci šlehačky. Receptura této speciality je známa už od 17. století.[42][43]
- Vřídelní polévka je nejvýznamnější karlovarská specialita její historie sahá až do poloviny 16. století kdy písemnosti uvádějí že ji v roce 1759 uvařil pro svého pána hraběte Rudolfa Chotka kuchař Jan Jiří Pupp tehdy se polévka podávala jako snídaně. Základem této polévky je vřídelní voda, jíška, muškátový květ, mletý pepř černý, máslo, žloutek, petržel a staré pečivo, v létě a na podzim lze polévku vylepšit nakrájenými hříbky které musí ale být nasbírány v karlovarských lesích mezi Dianou a Linhartem.[44]
- Vřídelní pivo je další karlovarská specialita jejíž historie sahá do roku 1892 kdy jej podle svého receptu uvařil sládek Anton Weber, základem této speciality jak již název napovídá je voda z pramene Vřídlo. Postupem času se na tuto specialitu zapomínalo avšak ještě během devadesátých let byly snahy tento produkt oživit ale neúspěšně až roku 1999 kdy přestala existovat v roce 2023 se však podařilo podnikateli a sládkovi Karlu Chotkovi tuto specialitu podle Weberova původního receptu obnovit pod názvem Weber Bräu.[45]

## Kultura

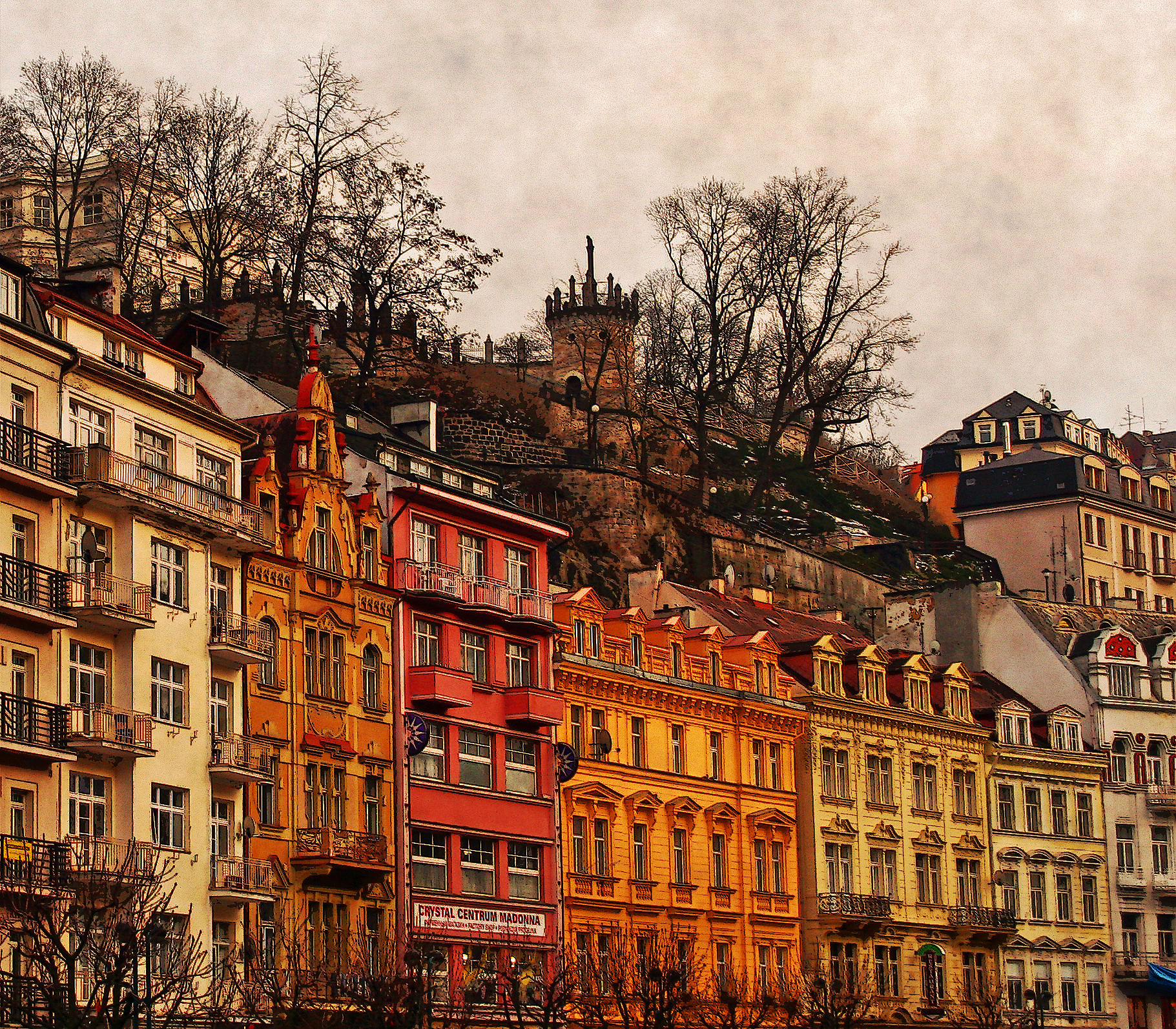
Vřídelní ulice, nahoře sady Jeanna de Carro

Karlovy Vary jsou významným dějištěm kulturních aktivit. Nejznámější a nejvýznamnější kulturní akcí města je Mezinárodní filmový festival, který je každým rokem navštěvován významnými filmovými osobnostmi celého světa a během kterého je nejlepší film oceněn Křišťálovým glóbem. V Karlových Varech se koná řada dalších festivalů zaměřených kromě filmu také například na hudbu nebo folklor. Ve městě působí také nejstarší symfonický orchestr v Čechách, který je zároveň jedním z nejstarších symfonických orchestrů světa. Nachází se zde Městské divadlo a množství kinosálů využívaných během Mezinárodního filmového festivalu.

### Hudba
V Karlových Varech se koná řada pravidelných hudebních kulturních akcí. Dne 20. července 1894 byla v Karlových Varech v Poštovním dvoře poprvé na evropském kontinentu provedena Dvořákova „symfonie z Nového světa“. Tomuto významnému hudebnímu skladateli město věnuje několik kulturních akcí. Jednou z nejvýznamnějších akcí je Dvořákův karlovarský podzim. Akce se koná během měsíce září, kdy je na počest Antonína Dvořáka každý víkend odehrán Karlovarským symfonickým orchestrem jeden symfonický koncert. Festival se koná již od roku 1959 a koncerty probíhají v koncertním sále Lázní III a v Městském divadle. Dvořákovo jméno nese také Mezinárodní pěvecká soutěž Antonína Dvořáka, která se taktéž koná během měsíce září. Soutěž byla původně určena pro studenty uměleckých škol a postupem času se rozvinula v mezinárodní soutěž, které se každoročně účastní 80–110 pěvců z celého světa.

### Divadla
Historie divadla v Karlových Varech sahá do počátku 18. století. V této době se začala nejdříve hrát pouliční představení a v roce 1717 získalo město první zázemí pro divadelní představení v tzv. Comoedi Haus, která sídlila v prostorách dnešního Grandhotelu Pupp. Tato budova se nicméně v roce 1787 během představení zřítila. Ještě v témže roce byl položen základní kámen zděného Becherova divadla, které bylo během následujícího roku dokončeno a slavnostně otevřeno Mozartovo operou Figarova svatba. Divadlo ale postupem času přestalo svému účelu vyhovovat. Na půdě původního divadla bylo proto během let 1884–1886 postaveno nové, současné divadlo. Stavbu navrhl vídeňský ateliér Ferdinanda Fellnera a Hermanna Helmera.
Kromě Městského divadla působí v Karlových Varech také Divadlo Husovka, které svou činnost soustředí především na nekomerční tvorbu, a Karlovarské Hudební Divadlo – Divadlo Dětí.

### Kina
- Kino Čas je kino v majetku města Karlovy Vary nacházející se na třídě T. G. Masaryka. Je hlavním kinem Mezinárodního filmového festivalu.[53]
- Kino Drahomíra (Panasonic) se nachází v městské části Drahovice. Kromě kina a kavárny se v prostorách nachází také galerie (web Archivováno 31. 1. 2016 na Wayback Machine.).
- Letní kino je využíváno především během Mezinárodního filmového festivalu. Pro mimofestivalové promítání se již kino z důvodu nízké návštěvnosti nepoužívá. Letní kino je nicméně častým místem pro pořádání koncertů.[54]

### Film
Karlovy Vary nejsou městem filmu jen během Mezinárodního filmového festivalu. Ve městě se dosud natáčelo přes 120 filmů různých žánrů. Některé z nich jsou uvedeny níže:
- Tři vejce do skla (1937)
- 30 případů majora Zemana (12. díl „Kleště“ a 19. díl „Třetí housle“; 1974)
- Zítra vstanu a opařím se čajem (1977)
- Vrchní, prchni (1980)
- Buldoci a třešně (1981)
- Mravenci nesou smrt (1985, režie: Zbyněk Brynych)
- Smrt krásných srnců (1986)
- Kopytem sem, kopytem tam (1988)
- Cirkus Humberto (1988)
- Rytíři ze Šanghaje (2003)
- Poslední prázdniny (2006)
- Casino Royale (James Bond) (2006)
- Edith Piaf (2007)
- Veni, vidi, vici (2009)
- Přání k mání (2017)

### Festivaly
- Mezinárodní filmový festival Karlovy Vary
- Mezinárodní filmový festival turistických filmů Tourfilm
- Festival uměleckého skla Karlovy Vary – Glassfest
- Jazzfest Karlovy Vary
- Karlovarský folklorní festival
- Food Festival Karlovy Vary
- Karlovarský Knedlík Fest
- VARY ZÁŘÍ: Festival světla

### Muzea a galerie
- Muzeum Karlovy Vary
- Galerie umění Karlovy Vary
- Interaktivní galerie Becherova Vila Karlovy Vary
- Muzeum Jana Bechera
- Sklářské muzeum Moser
- Muzeum voskových figurín
- Vánoční dům
- Muzeum medvídků
- Muzeum lžiček

## Školství
Ve městě sídlí vysoký počet školských zařízení regionálního významu. Nachází se zde všechny stupně vzdělání – mateřské, základní, střední, vyšší odborné i vysokoškolské. Největší význam mají pro město střední školy s odborným zaměřením a střední odborná učiliště. Na rozdíl od ostatních krajských měst v Česku se v Karlových Varech nenachází žádná veřejná vysoká škola. Město dlouhodobě usiluje alespoň o zřízení její pobočky. V akademickém roce 2019/2020 mělo být otevřeno prezenční studium bakalářského studijního oboru fyzioterapie pobočky 3. lékařské fakulty Univerzity Karlovy. Ačkoliv potenciálních zájemců o studium bylo dostatečné množství, u přijímací zkoušek uspěli pouze dva uchazeči. Fakulta se po přijímacím řízení vyjádřila, že již s plánem zahájením výuky v následujícím roce nepočítá.
Ve městě působí Vysoká škola finanční a správní, která zde má od roku 2016 studijní středisko. Nahradila tak soukromou Vysokou školu Karlovy Vary, která neměla dostatek finančních prostředků na investice do modernizace budovy školy. Se vstupem Vysoké školy finanční a správní do města se studentům otevřela možnost studia navazujících magisterských studijních oborů. Ve městě má distanční středisko také Fakulta životního prostředí České zemědělské univerzity v Praze, která zde otevírá bakalářský studijní obor Územní technická a správní služba.
Ve městě dále působí 7 mateřských škol, 15 základních škol (z toho jedna speciální), 11 středních škol (z toho 2 gymnázia) a 3 vyšší odborné školy. Ve městě jsou také 2 základní umělecké školy a dům dětí a mládeže. Původně 17 veřejných mateřských škol bylo v roce 2005 administrativně sloučeno do dvou příspěvkových organizací. Reálný počet mateřských školek je tedy 19 (včetně v roce 2018 založené lesní školky Duběnka).
Od roku 2014 působí v Karlových Varech také mezinárodní internátní škola Carlsbad International School, která je svým charakterem první takováto škola na východ od Švýcarska. Ve škole se připravují na studium světových prestižních univerzit studenti z celého světa ve věku od 13 do 18 let. Škola se nachází v budově Toscany, která původně sloužila k taneční zábavě.

## Sport
Nejúspěšnějším sportovním oddílem ve městě je volejbalový klub VK ČEZ Karlovarsko. Mužský tým se do nejvyšší české volejbalové soutěže propracoval v roce 2014 a již za čtyři roky vybojoval první mistrovský titul. To se mu podařilo zopakovat ještě v sezónách 2020-21 a 2021-22. Dvakrát též získal český pohár (2018, 2021). Své domácí zápasy hraje v Hale míčových sportů (Západní 1821). Vejde se do ní 800 diváků. Na některé zápasy Ligy mistrů se tým přesouvá do sousední Mattoni Areny, jinak sloužící zejména jako zimní stadion. Sem v roce 2019 přišlo mužstvo podpořit přes 3000 diváků, čímž stvrdili, že se Karlovy Vary staly městem volejbalu. Hala míčových sportů a Mattoni Arena jsou součástí rozsáhlého sportovního areálu v karlovarské čtvrti Tuhnice, kde se nachází též tréninková hala, bazénové centrum, stadion Závodu míru, tenisové kurty a řada dalších sportovišť.

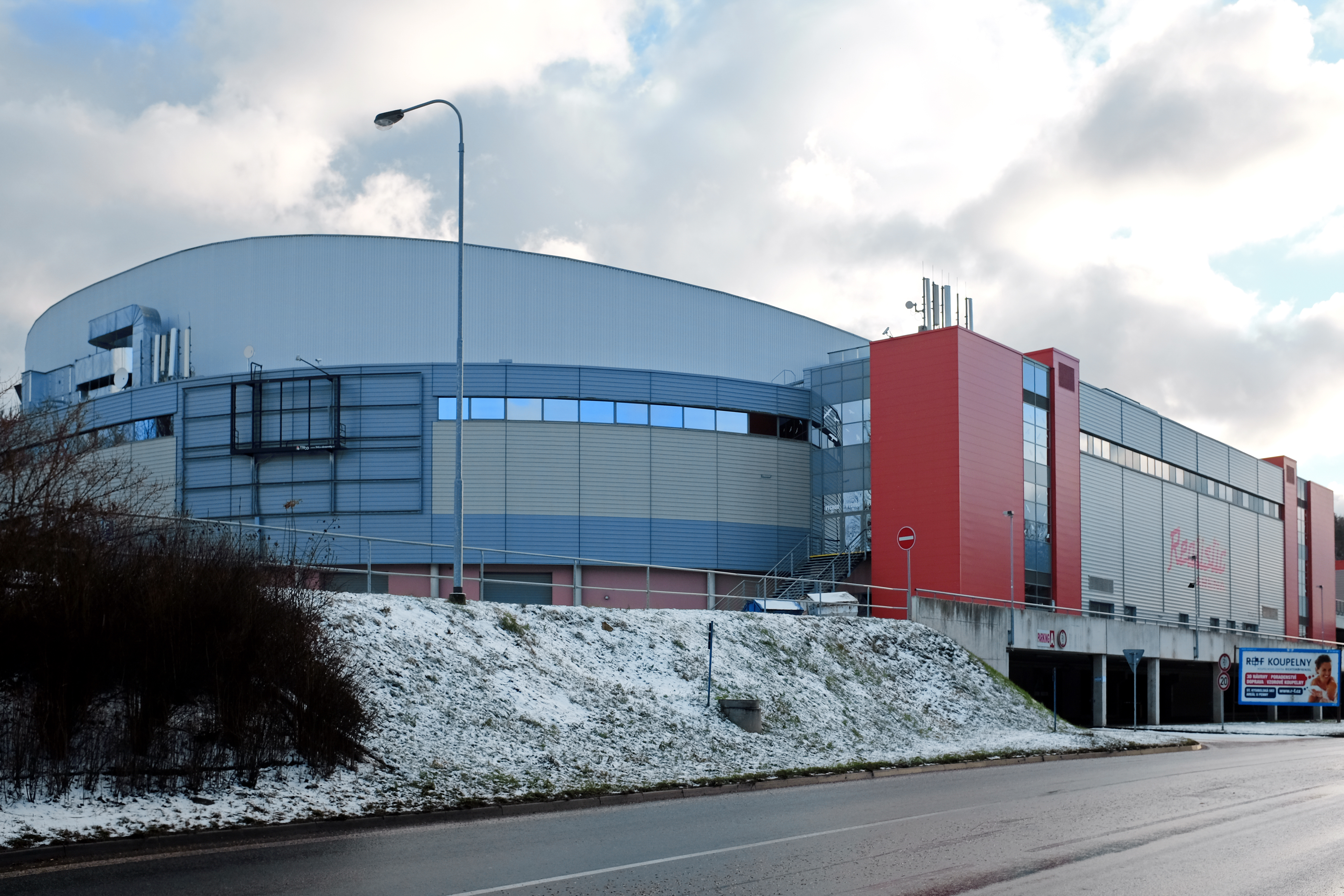
Mattoni Arena

Mattoni Arena, jež byla postavena v roce 2009, patří k nemodernějším sportovním stánkům v Česku. Pojme 5874 diváků. Hostila Mistrovství světa v basketbalu žen 2010 a Mistrovství Evropy ve volejbale mužů 2011. Je vlastněna městem a její vybudování bylo největší investicí v dějinách města. Náklady na výstavbu činily 1,2 miliardy korun. Je chloubou města a zároveň je s ní spojena ostuda, jež vešla do všeobecného povědomí jako "karlovarská losovačka". Je především domovským stánkem hokejového klubu HC Energie Karlovy Vary. Ten byl založen již v roce 1932 a již v letech 1951-1956 hrál československou nejvyšší soutěž. Postupný úpadek klubu poté vyvrcholil v roce 1985 sestupem do krajského přeboru. V roce 1995 však klub vybojoval druhou nejvyšší soutěž a za pouhé dva roky (v sezóně 1997/98) se po více než čtyřiceti letech vrátil do soutěže nejvyšší. Od té doby ji opustil na jedinou sezónu. Ve své hvězdné chvíli ji dokonce dokázal vyhrát, v památném ročníku 2008/09. Rok předtím padl až ve finále a připsal si ligové stříbro. Oporami tohoto týmu byli brankář Lukáš Mensator, Petr Kumstát, Marek Melenovský nebo kapitán Václav Skuhravý. Karlovarský dres oblékali i jiní známí hráči včetně držitelů naganského zlata Romana Čechmánka a Libora Procházky. Krátce ve Varech působil i vojenský klub Dům armády Karlovy Vary. Hrál druhou ligu, zanikl roku 1956.
Nejvyšší soutěž, Superligu, dostaly od sezóny 2022/23 do města také florbalisté FB Hurrican Karlovy Vary. I oni k domácím zápasům nastupují v Hale míčových sportů.
Ženský basketbalový klub BK Lokomotiva Karlovy Vary prvně nakoukl do nejvyšší soutěže v 70. letech (1972/73, 1974/75). Vrátil se do ní na dvě sezóny v letech devadesátých, aby v ní pak působil nepřetržitě v letech 2003–2019. Poté však došlo k sérii neblahých událostí. Nejprve se Lokomotiva spojila s klubem DSK Basketball Nymburk s tím, že vznikne nový klub BS DSK Basketball Nymburk KV, který bude hrát napůl ve Varech a napůl v Nymburce. Jenže autorům tohoto projektu nadšení dlouho nevydrželo a prodali ligovou licenci do Chomutova. Lokomotiva tak funguje v nižších soutěžích a soustředí se na mládežnický basketbal.

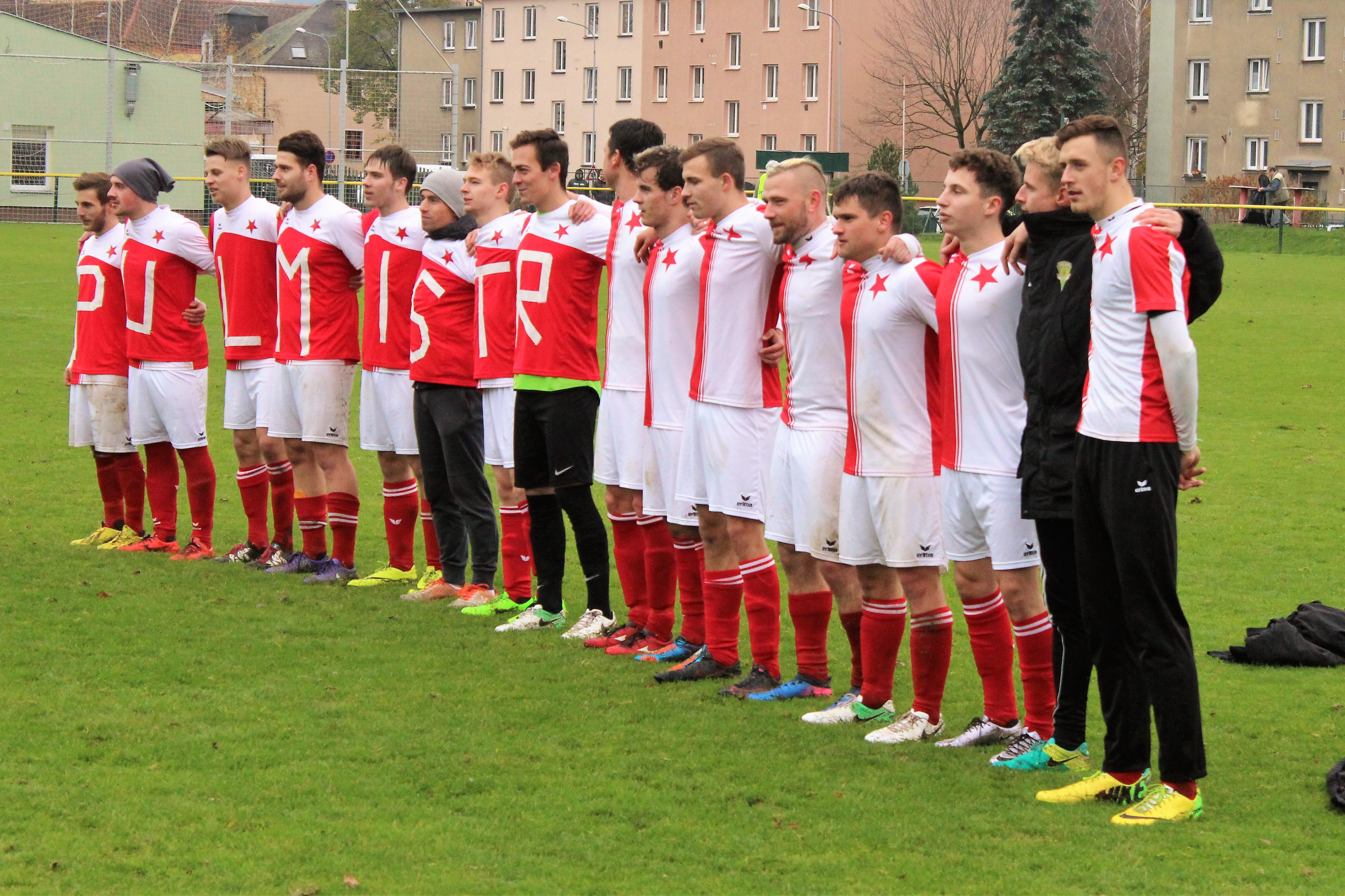
Fotbalisté karlovarské Slavie

Fotbalový klub FC Slavia Karlovy Vary je účastníkem třetí nejvyšší soutěže. Jeho historickým maximem bylo působení v druhé nejvyšší československé soutěži v letech 1953-1961, 1962-1964 a v sezóně 1967/68. Nejlepšího umístění dosáhl v sezóně 1959/60, kdy skončil druhý (což však neznamenalo postup, neboť z české skupiny postupoval jen jeden klub). Slavia hraje na Stadionu Drahovice. Zajímavostí je, že tradičně používá stejné dresy jako pražská Slavia. Historickou kuriozitou je, že její útočník Jiří Feureisl nejenže jako hráč tehdy druholigového týmu reprezentoval Československo, ale dokonce se zúčastnil mistrovství světa roku 1958 ve Švédsku, kde vstřelil i gól. Zároveň přitom za Karlovy Vary hrál i hokej, a to dvacet sezón. Karlovarský fotbalový dres oblékli i další reprezentanti, kteří ovšem již nereprezentovali v době svého karlovarského angažmá: Horst Siegl, Martin Frýdek nebo Ivo Ulich.

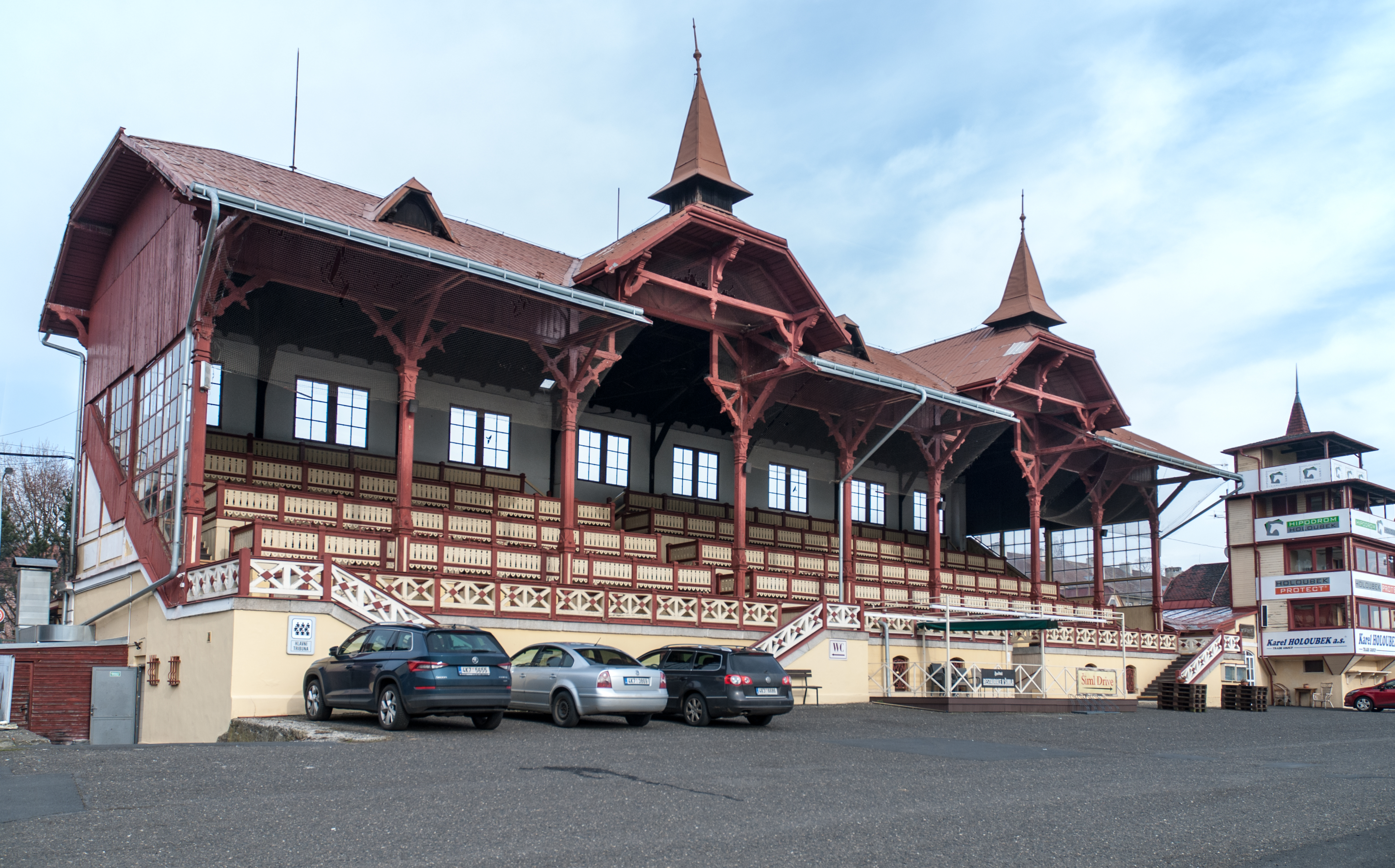
Závodiště ve Dvorech

V místní části Dvory se nachází dostihové závodiště postavené roku 1899 se slavnými secesními tribunami. Dnes nese název Hipodrom Holoubek. Pravidelně se zde koná například Dostihový den evropské šlechty nebo Cena města Karlovy Vary Memoriál Josefa Dolejšího. U závodiště bylo vybudováno též golfové hřiště. Disponuje devíti dráhami s osmnácti greeny. Golfová hřiště jsou však ve Varech tři (nejznámější je hřiště Olšová Vrata). Nejde o náhodu, historie českého golfu se začala psát právě v tomto městě, když zde v roce 1904 vzniklo první golfové hřiště v Česku.
Na Stadionu závodu míru působí atletický klub AC Start Karlovy Vary. V 60. letech byl stadion slavný tím, že na něm končil cyklistický Závod míru.

## Doprava

### Silnice

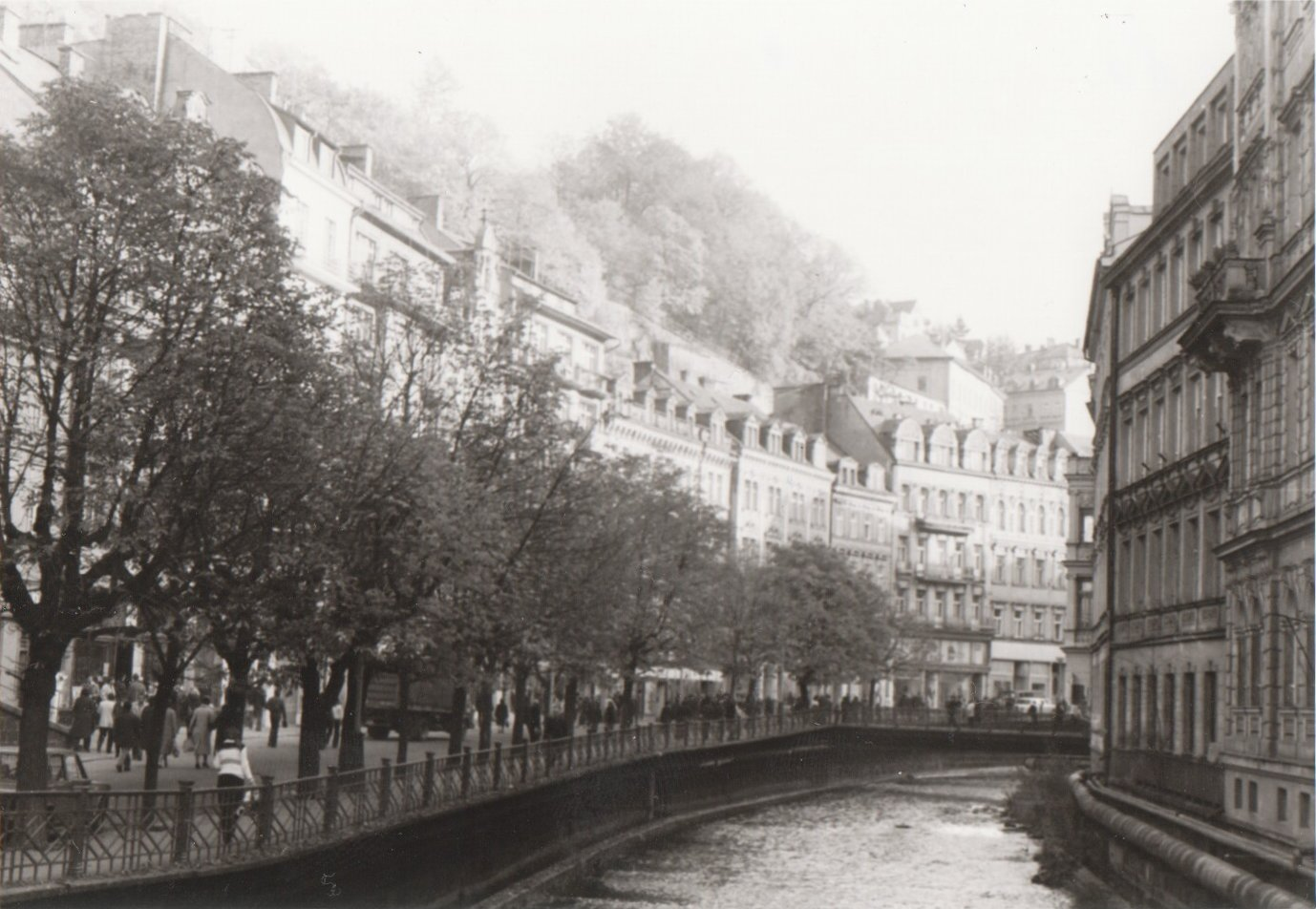
Pohled z Mlýnského mostu na Vřídelní ulici a Teplou

Město disponuje kvalitním napojením na hlavní tahy Karlovarského kraje, mezi které patří především dálnice D6 (vedena na trase Cheb – Sokolov – Karlovy Vary). Karlovy Vary na druhou stranu postrádají dostatečné spojení s Prahou a výraznými aglomeracemi okolních krajů (především spojení na Plzeň a Chomutov). Spojení s okolními kraji je kapacitně nedostačující (absence obchvatů, nedostatečná šířka vozovky a nepřehledné zatáčky).
Městem prochází důležité silniční tahy:
- D6 (I/6) – trasa Cheb – Karlovy Vary – Praha: V současnosti končí dálnice ze směru od Chebu před vjezdem do Karlových Varů a dále je vedena průtahem města jako silnice první třídy I/6.[77] V budoucnu je plánováno vedení dálnice severním obchvatem města.[78]

- I/13 – trasa Karlovy Vary – Ostrov – Chomutov: Trasa vede z Karlových Varů po čtyřproudé silnici, která je převedena do dvouproudé silnice za obchvatem města Ostrov, který byl budován v letech 2002–2005.[79] V současnosti je diskutována otázka zvýšení rychlostního limitu na úseku z Karlových Varů do Ostrova. Pro zavedení by ale bylo nutné mj. dostavět delší připojovací a odbočovací pruhy.[80]
- I/20 – trasa Karlovy Vary – České Budějovice

### Železnice
Město leží na elektrifikované železniční trati 1. kategorie vedoucí z Chebu do Ústí nad Labem (přes Chomutov – trať 140). Z města Karlovy Vary vedou také neelektrifikované regionální tratě 3. kategorie do Potůčků (a dále do Německa), Merklína a Mariánských Lázní. Karlovy Vary nemají vybudované konkurenceschopné železniční spojení s Prahou. Cestám do Prahy tak jednoznačně dominuje automobilová či autobusová doprava.

#### Významné železniční stanice
- Karlovy Vary (protíná trať Cheb – Chomutov)
- Karlovy Vary dolní nádraží, je výchozí pro trať 149 Karlovy Vary dolní nádraží - Mariánské Lázně, Krásný Jez - Horní Slavkov-Kounice[81] a trať 142 do Johanngeorgenstadtu.

#### Železniční zastávky

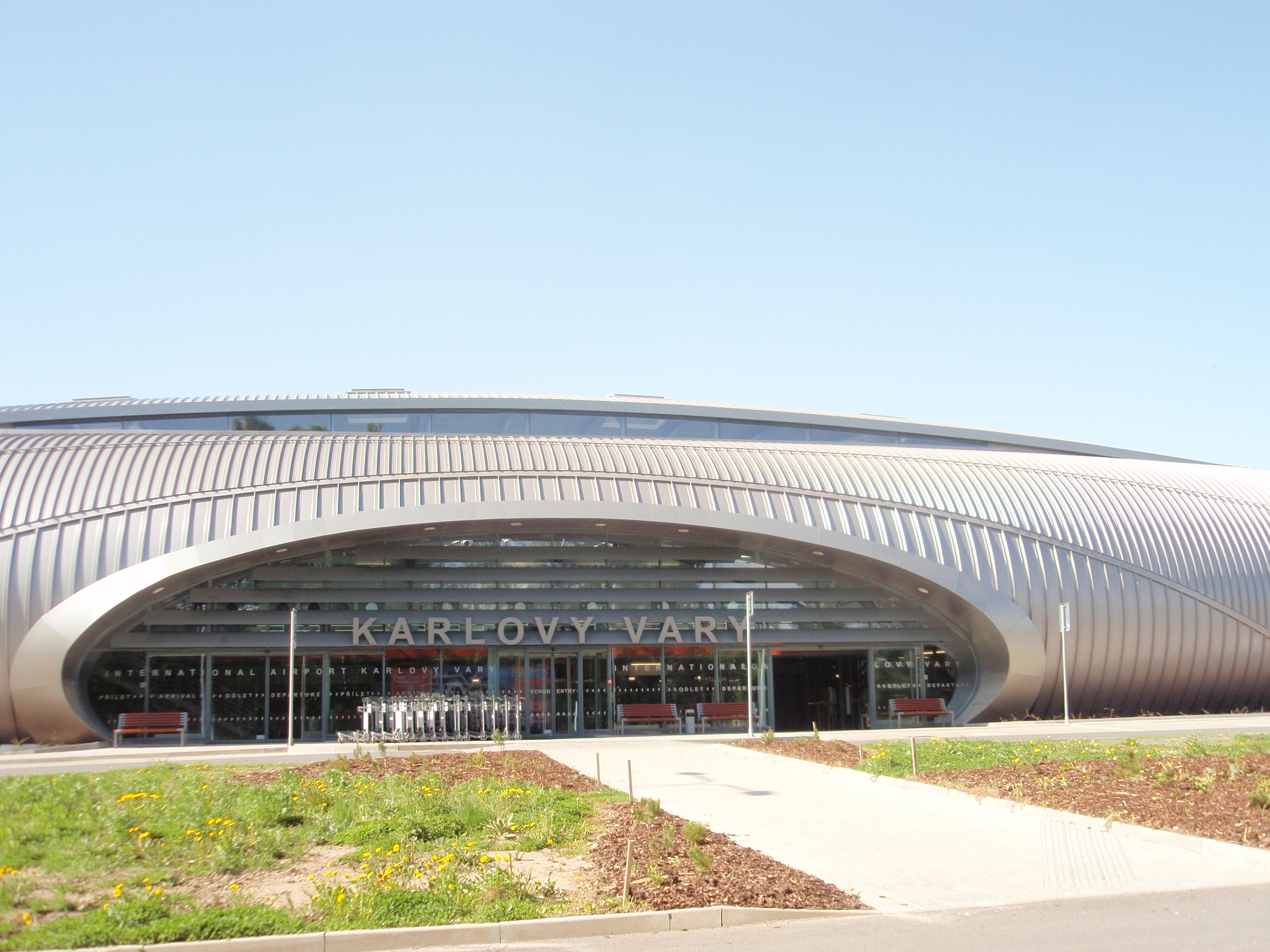
Letiště Karlovy Vary

- Karlovy Vary-Aréna
- Karlovy Vary-Březová
- Karlovy Vary-Dvory
- Cihelny
- Doubí u Karlových Varů
- Stará Role

### Letiště
Letiště Karlovy Vary je mezinárodním veřejným civilním letištěm, nachází se 4,5 km jihovýchodně od centra města v místní části Olšová Vrata. V roce 2013 odbavilo 104 000 cestujících, v roce 2016 to bylo 25 235 a v roce 2022 úhrnem 6 934 cestujících. Létají sem různé letní chartery a další business jety či letouny všeobecného letectví.

### Městská hromadná doprava

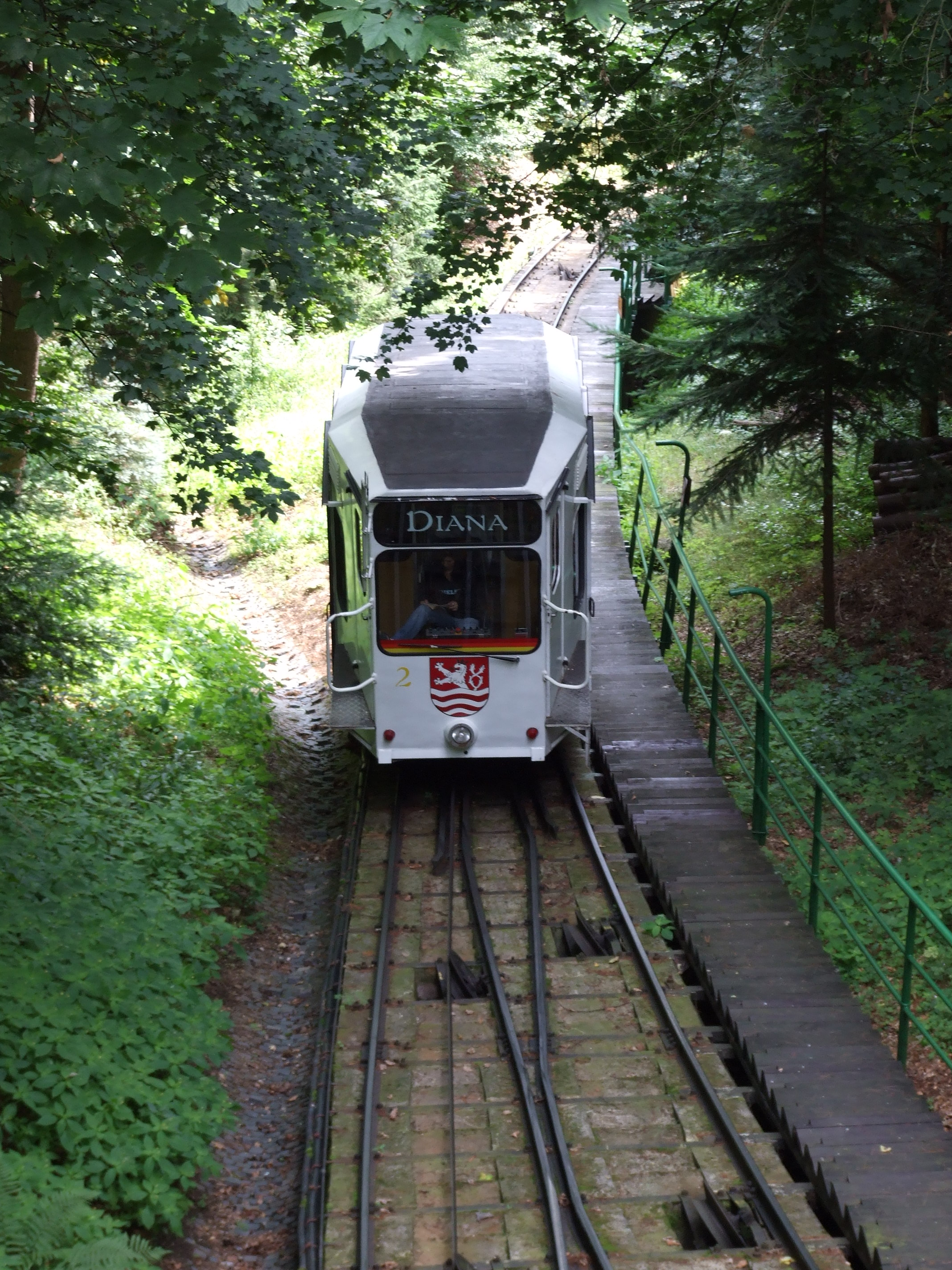
Vůz lanové dráhy na Dianu u mezistanice Jelení skok

Městská hromadná doprava je v Karlových Varech zajišťována téměř výhradně autobusy. Zvláštností jsou zde dvě lanovky (lanová dráha Diana a lanová dráha Imperial), z nichž na té druhé platí jízdenky běžné MHD. Lanová dráha Imperial je nejstarší tunelová lanovka v Evropě a lanová dráha Diana byla v době vlády Františka Josefa I. nejdelší v Rakousko-Uhersku.
V minulosti se také několikrát uvažovalo o zavedení trolejbusové dopravy v Karlových Varech.
Roku 1914 vydala rakouská vláda koncesi na stavbu a provozování tří úzkorozchodných tramvajových tratí; v důsledku první světové války ale nebyly tyto plány uskutečněny.
Dopravní podnik Karlovy Vary provozuje od dubna do října po městě linku vyhlídkového turistického silničního vláčku na lince označené A. Interval je kolem 2 hodin, od května do září jezdí linka denně, v dubnu a říjnu jen o víkendových dnech včetně pátku. Cestující s předplatným na MHD mají poloviční slevu.
Ve městě je provozována turistická doprava kočáry. Město však má problémy s vytyčením dostatečného množství vhodných stanovišť, kde koně s kočáry vyčkávají na zákazníky. V roce 2013 se město rozhodlo, že nebude omezovat počet kočárů v ulicích, ale schválilo regulaci podmínek pro provozování této služby. S jednotlivými provozovateli chce uzavřít tzv. „Smlouvu o užívání kočárové dopravy“. Podle smluvních podmínek mohou koně pracovat pouze 6 hodin plus celkem 2 hodiny na výjezd ze stájí do města a návrat zpět. Město rovněž zavedlo poplatek, a to 20 tisíc Kč (ročně?) za spřežení. Na Divadelním náměstí byl pro potřeby napájení koní a úklidu zřízen hydrant. V létě 2013 podle Karlovarského deníku jezdilo přibližně 18 povozů.

### Cyklistická doprava
Karlovými Vary prochází evropská cyklotrasa Eurovelo 4 (EV4), páteřní cyklostezka Ohře, začíná zde také cyklotrasa číslo 39 propojující cyklostezku Ohři s údolím Berounky. V městě začínají také místní cyklotrasy Karlovarského kraje 2009 vedoucí do Potůčků, trasa 2017 vedoucí přes Horní Slavkov do Sokolova, 2026 do Chodova u Bečova a 2227 do Chodova. Vedení města Karlovy Vary zvažuje zavedení systému sdílení kol. Zkušební projekt by měl zahájen na jaře roku 2020.

## Životní prostředí

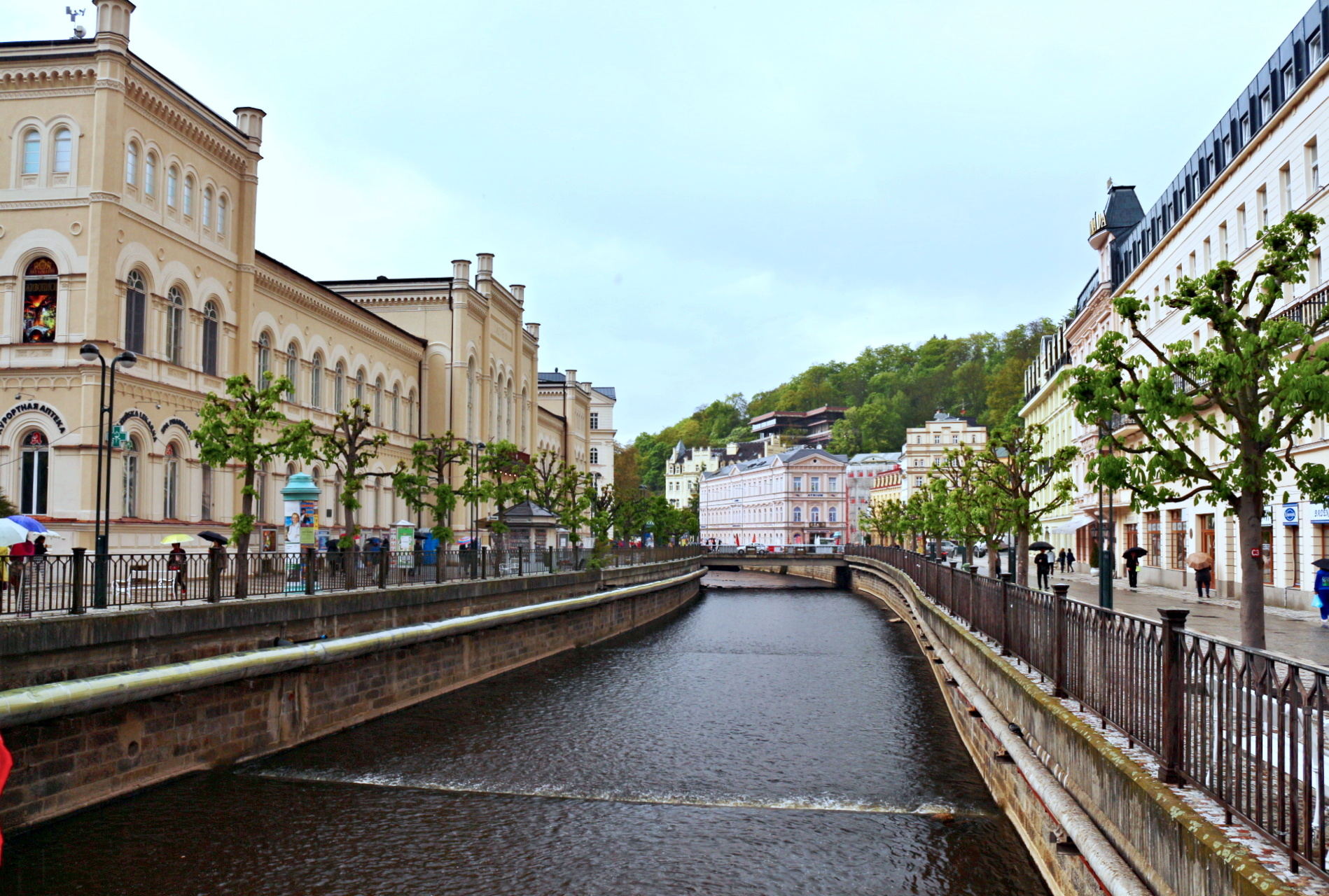
Řeka Teplá V Karlových Varech

Podle Evropské agentury pro životní prostředí jsou Karlovy Vary nejzelenějším městem České republiky. Do území města zasahují některá chráněná území, z nichž nejvýznamnějším je CHKO Slavkovský les. Na území města nebo v jeho blízkosti nalezneme také chráněná území Natura 2000, konkrétně ptačí oblast Doupovské hory, evropsky významnou lokalitu Olšová Vrata a evropsky významnou lokalitu Kaňon Ohře.

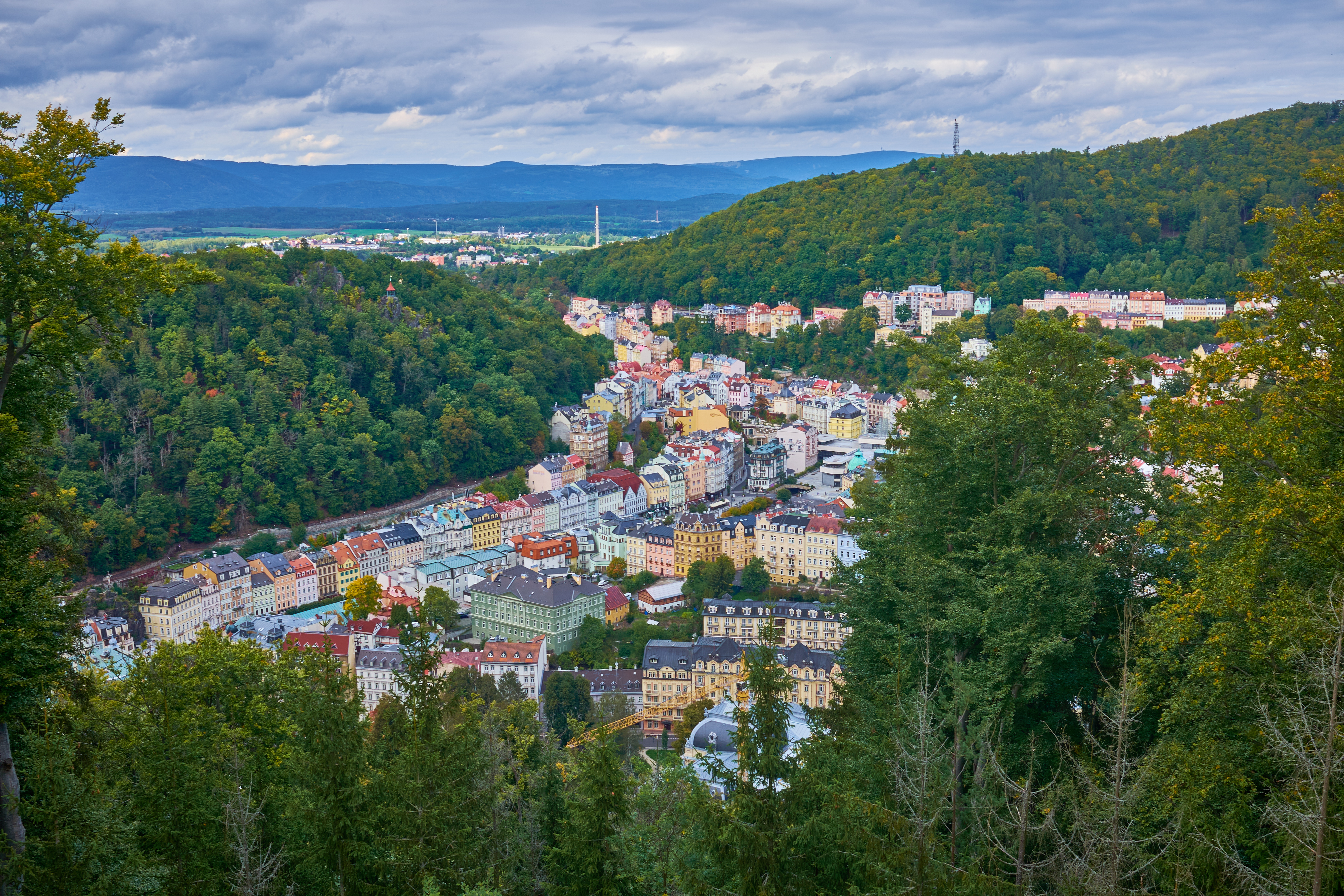
Pohled na město z vyhlídky Karla IV.

V centru lázeňských lesů byla v roce 2022 vyhlášena přírodní rezervace Karlův hvozd.
Rezervace s rozlohou 126,7 hektarů leží téměř celá na lesních pozemcích. Svůj název dostala na počest Karla IV., zakladatele Karlových Varů.
Kvalita ovzduší ve městě se od 90. let výrazně zlepšila po odsíření velkých znečišťovatelů sídlících v okresech Sokolov a Chomutov. Ke zlepšení životního prostředí přispěla také plynofikace malých zdrojů znečištění v okrajových částech města. Negativní vliv na ovzduší má na druhou stranu nárůst dopravy ve středu města a jeho okolí. V tomto ohledu by mohl zdravějšímu životnímu prostředí prospět obchvat Karlových Varů, další výsadba zeleně nebo další protihlukové stěny.

### Kvalita vod
Znečištění jednotlivých toků řek protékajících Karlovými Vary se liší. Nejčistším tokem je řeka Teplá, vykazující stupeň znečištění „mírně znečištěná“ až „neznečištěná“. Řeka Ohře během měření na území Karlových Varů vykazuje v některých ohledech stupeň „voda znečištěná“, v jiných „mírně znečištěná“ až „neznečištěná“. Stejně je tomu v případě řeky Rolavy. Kvalitou nejhorší tok je se stupněm znečištění „velmi silně znečištěná voda“ Chodovský potok. Čištění odpadních vod pro město zajišťuje ČOV Drahovice (výstavba 1967 a následná modernizace), která je spolu s okrajovými částmi města nenapojenými na kanalizační síť největším znečišťovatelem povrchových vod.
U podzemních vod je hlídán obsah minerálních pramenů. Pro vyšší ochranu pramenů má město zřízené ochranné pásmo.

## Členění města

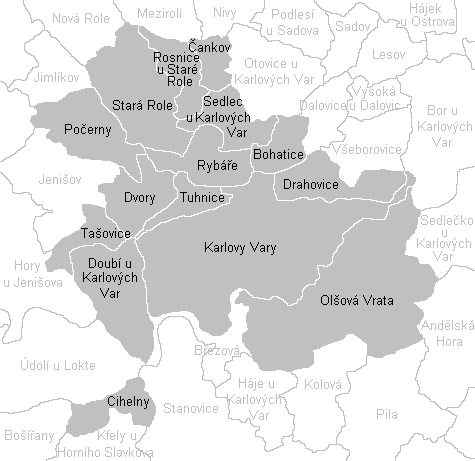
Katastrální území Karlových Var

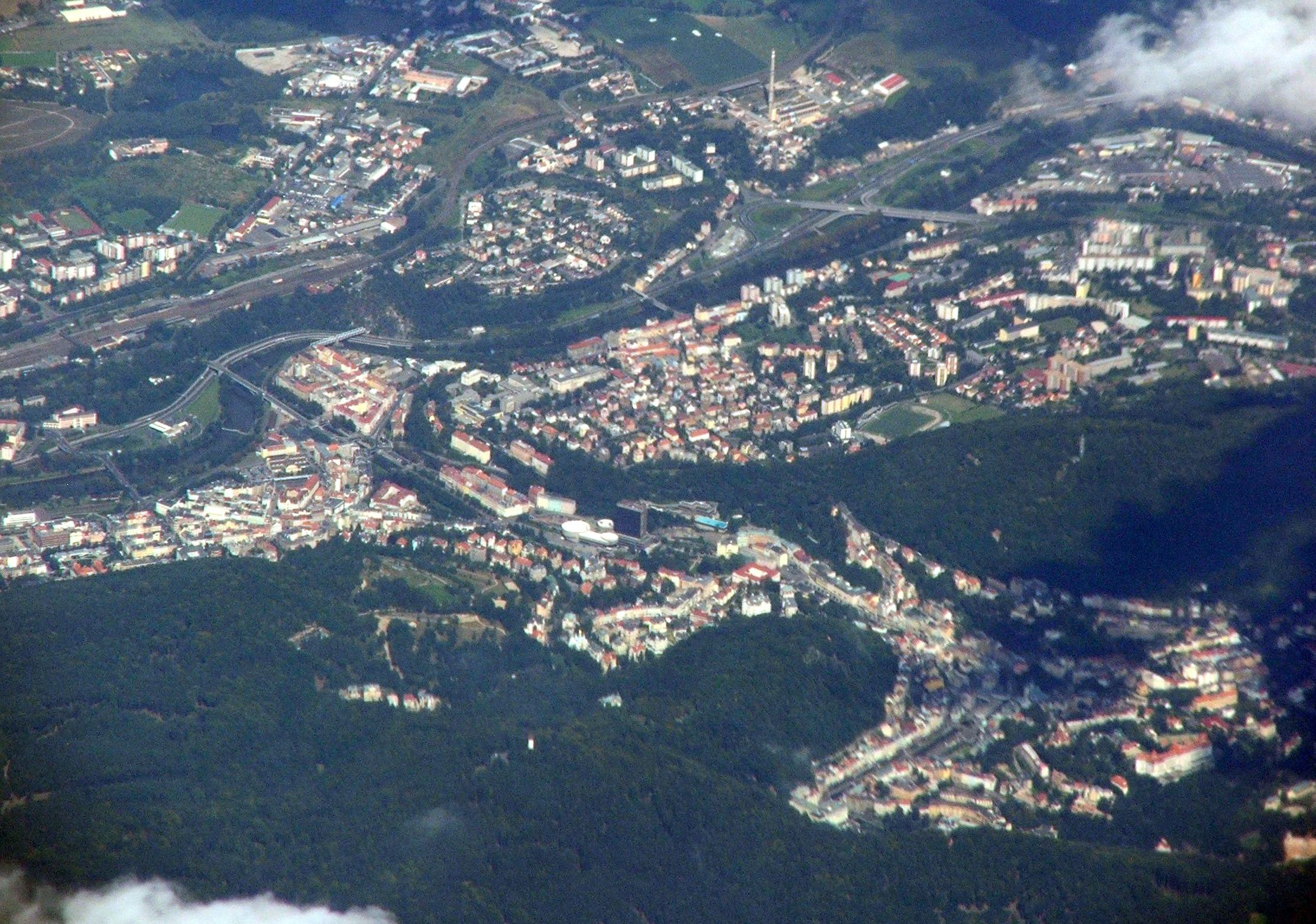
Letecký pohled na Karlovy Vary

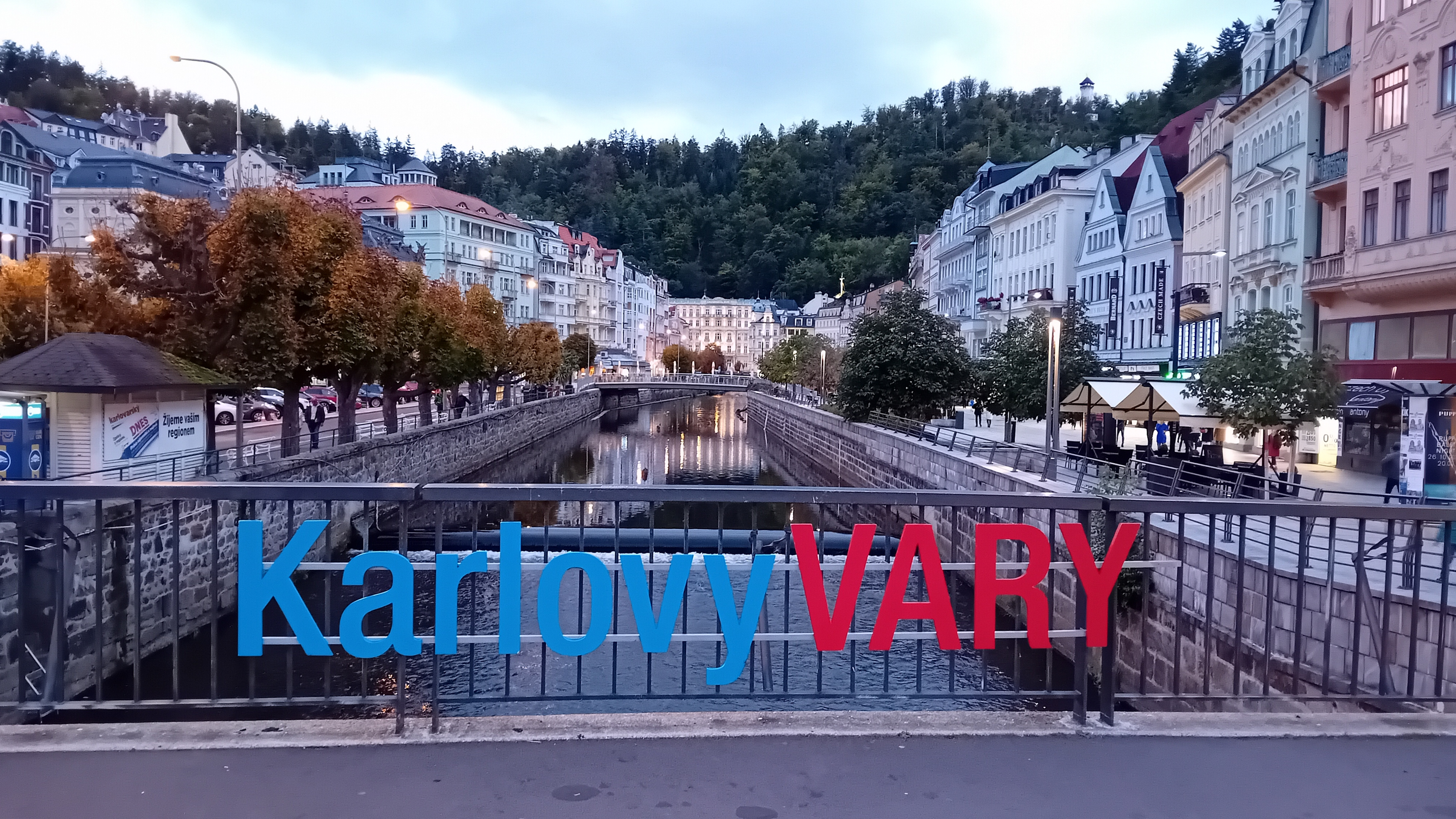
Marketingové symboly města, v popředí řeka Teplá a Grandhotel Pupp

Karlovy Vary se v současnosti skládají z 15 místních částí a 15 katastrálních území. Následující tabulka zobrazuje přehled jednotlivých městských částí s počtem obyvatel:
| Městská část | Počet obyvatel (2013) |
| ------------ | --------------------- |
| Bohatice     | 2 235                 |
| Cihelny      | 17                    |
| Čankov       | 130                   |
| Doubí        | 2 026                 |
| Drahovice    | 6 927                 |
| Dvory        | 1 938                 |
| Hůrky        | 186                   |
| Karlovy Vary | 13 031                |
| Olšová Vrata | 464                   |
| Počerny      | 298                   |
| Rosnice      | 164                   |
| Rybáře       | 9 831                 |
| Sedlec       | 508                   |
| Stará Role   | 7 789                 |
| Tašovice     | 850                   |

Tyto části byly dříve také částmi města Karlovy Vary:
- Andělská Hora
- Březová
- Dalovice
- Hory
- Jenišov
- Mírová
- Otovice
- Všeborovice
- Vysoká

## Správní území
Karlovy Vary jsou krajským městem a také obcí s rozšířenou působností a pověřeným obecním úřadem. Okres Karlovy Vary se skládá ze 56 obcí, správní obvod obce s rozšířenou působností z 41 obcí. Ve městě sídlí tyto instituce regionálního významu:
- Agentura pro zemědělství a venkov
- Celní úřad
- Český rozhlas Karlovy Vary
- Český telekomunikační úřad
- Exekutorský úřad
- Finanční úřad pro Karlovarský kraj
- Galerie umění Karlovy Vary
- Katastrální úřad pro Karlovarský kraj
- Krajská hygienická stanice
- Krajská knihovna Karlovarského kraje
- Krajská pobočka Úřadu práce
- Krajské středisko Agentury ochrany přírody a krajiny ČR
- Krajský pozemkový úřad
- Krajská správa Českého statistického úřadu
- Krajská veterinární správa
- Krajské vojenské velitelství Karlovy Vary
- Krajský úřad Karlovarského kraje
- Lázeňské lesy Karlovy Vary
- Matriční úřad
- Obecní živnostenský úřad
- Okresní soud
- Okresní státní zastupitelství
- Okresní správa sociálního zabezpečení
- Povodí Ohře – Závod Karlovy Vary
- Správa CHKO Slavkovský les
- Správa lázeňských parků
- Státní okresní archiv
- Stavební úřad
- Zdravotní ústav

## Osobnosti

### Rodáci
- Fabian Sommer (1533-1571), lékař
- David Becher (1725-1792), lékař a balneolog
- Josef Wunderlich (1728-1795), puškař a jehlář, vynálezce řádkového secího stroje
- Jan Václav Peter (1745-1829), malíř zvířat[96]
- August Leopold Stöhr (1764-1831), německy píšící farář a historik
- Franz H. Franieck (1800-1859), knih-tiskař a nakladatel, též zdatný obchodník a organizátor
- August Pfizmaier (1808-1887), orientalista (především sinolog a japanolog), jazykovědec, vysokoškolský pedagog, překladatel a původně lékař (balneolog)
- Eduard Hlawaczek (1808-1879), bývalý lázeňský lékař
- Rudolf Mannl (1812-1863), lázeňský lékař a karlovarský radní
- Johann Josef Loschmidt (1821–1895), rakouský fyzik a chemik
- Heinrich Mattoni (1830–1910), podnikatel, zakladatel firmy Mattoni
- Ludwig Moser (1833–1916), rytec, zakladatel skláren Moser
- Alfred Knoll (1834-1893), politik
- Eduard Knoll (1839-1890), právník a politik
- Julius Hofmann (1840-1913), lékař, sběratel umění a politik německé národnosti
- Anton Schneider (1841–1900), politik
- Rudolf Knoll (1844-1914), právník a politik
- Ludwig Schäffler (1848-1915), rakouský politik
- Josef Hofmann (1858-1943), pedagog, etnograf a politik
- Alfred Bayer (1859-1916), architekt a stavitel
- Rudolf Lössl (1872-1915), pedagog a politik německé národnosti
- Oscar Adler (1879-1936), internista a univerzitní profesor
- Viktor Kafka (1881–1955), neuropsycholog a bakteriolog
- Hugo Uher (1882-1945), německý sochař
- Eugen de Witte (1882-1952), politik
- Bruno Pfützner (1883-1961), fotbalový rozhodčí německé národnosti
- Bruno Adler (1888-1968), německý spisovatel a historik umění
- Walter Serner (1889-1942), německy píšící spisovatel, kritik, organizátor a dobrodruh
- Wilhelm Srb-Schlossbauer (1890–1972), německý sochař a pedagog působící na Karlovarsku, Sokolovsku a později též v Praze, po roce 1945 v Bavorsku
- Franz Planer (1894–1963), americký filmový kameraman
- Karl Hermann Frank (1898–1946), bývalý knihkupec, prvorepublikový politik, člen SdP (Sudetoněmecká strana) a aktivní nacista, státní tajemník úřadu říšského protektora, po válce popraven
- Václav Vích (1898-1966), kameraman
- Fritz Köllner (1904-1986), politik
- Walter Kaufmann (1907–1984), hudební vědec, skladatel, pedagog a dirigent
- Josef Klíma (1911-2007), basketbalista
- Olga Sipplová (* 1920), německá politička
- Jan Kalous (1922-2002), fotbalista
- Zbyněk Brynych (1925-1995), režisér a scenárista
- Jiří Horčička (1927-2007), režisér Českého rozhlasu[97][98]
- Jan Pohan (1930–2015), dabér a herec
- Jaroslav Michel (1932-2017), lední hokejista a trenér
- Georg Riedel (1934–2024), švédský skladatel a jazzový hudebník
- Horst Rudolf Übelacker (* 1936), politik a publicista
- Rudolf Tomášek (* 1937), atlet, který se specializoval na skok o tyči
- Lukáš Jůza (* 1941), herec, spisovatel, scenárista a divadelní režisér
- Princezna Marie Kristina z Kentu (* 1945), šlechtična, členka britské královské rodiny, manželka Michaela z Kentu
- Ladislav Gerendáš (* 1946), herec a trumpetista
- Radka Fidlerová (* 1946), divadelní a filmová herečka
- Jaroslav Fikar (* 1946), spisovatel
- Petr Brodský (* 1947), duchovní českobratrské církve evangelické, disident a politik
- Jan Baxant (* 1948), katolický duchovní a biskup litoměřický
- Karel Třešňák (* 1949), vodní slalomář, sjezdař a kanoista
- Stanislav Burachovič (1950–2022), historik a publicista
- Jan Hloušek (1950-2014), geolog, mineralog a historik
- Josef Klíma (* 1950), basketbalista
- Miroslava Skleničková (* 1951), sportovní gymnastka
- Karel Nešpor (* 1952), psychiatr
- Jakub Polák (1952-2012), anarchista a protirasistický aktivista
- Šimon Brejcha (* 1953), výtvarník
- Jiří Dědeček (* 1953), písničkář, básník, textař, překladatel a spisovatel
- Jan Látka (* 1954), politik
- Jiří Oberfalzer (* 1954), politik
- Pavel Opočenský (* 1954), sochař a šperkař
- Vašo Patejdl (1954–2023), slovenský zpěvák, hudebník a textař
- Věra Procházková (* 1954), politička a lékařka
- Vladimír Sládeček (* 1954), právník
- Jan Samec (* 1955), výtvarník
- Stanislav Birner (* 1956), tenista
- Jan Kotek (* 1956), akademický sochař
- Marie Nedvědová (* 1956), politička a právnička
- Jiří Brdlík (* 1957), politik a lékař
- Vladimíra Dvořáková (* 1957), politoložka
- MC Špína (1957–2021), zpěvák
- Bartoloměj Štěrba (* 1957), sochař, restaurátor a štukatér[99]
- Jindřich Vondra (* 1957), atlet
- Jiří Douba (* 1958), sportovní šermíř
- Martin Havelka (1958–2020), herec
- Petr Pyšek (* 1958), botanik a ekolog
- Eva Salzmannová (* 1958), herečka a divadelní pedagožka
- Václav Srb (* 1958), politik
- Erich Kříž (* 1959), politik německé národnosti[100]
- Jiří Orlíček (* 1959), fotbalista
- Josef Řihák (* 1959), politik a veterinář
- Hana Brůhová (* 1960), basketbalistka
- Rostislav Stach (* 1960), fotograf
- Vladimír Brych (1961–2021), archeolog
- Rick Lanz (* 1961), hokejista
- Jaroslav Klát (* 1962), akademický malíř, výtvarník a pedagog
- Miloš Patera (* 1962), politik
- Zdeněk Konopásek (* 1963), sociolog a hudebník
- Jiří Schneider (* 1963), český diplomat a politik
- Petr Zahradníček (* 1964), politik, hudebník a novinář
- Martin Havel (* 1966), politik, právník a manažer
- Jiří Neumann (* 1966), politik a ředitel střední školy
- Jan Kubata (* 1967), politik
- Iveta Roubíčková (* 1967), bývala česká biatlonistka
- Karel Dobrý (* 1969), herec
- Václava Molcarová (* 1969), veterinářka a spisovatelka
- Zdeněk Bergman (* 1970), podnikatel a ředitel Muzea Karlova mostu[101]
- Dan Bárta (* 1969), zpěvák, textař a fotograf
- Eva Háková (* 1969), biatlonistka
- Petr Hájek (* 1970), architekt
- Milan Kovanda (* 1970), voják a zpravodajec
- Jaroslava Pokorná Jermanová (* 1970), politička
- Petr Kulhánek (* 1971), politik
- Karel Rada (* 1971), fotbalista
- Jan Fingerland (* 1972), publicista, novinář, rozhlasový komentátor a spisovatel
- Jiří Dostál (1973–1999), spisovatel sci-fi
- Lenka Husáriková (* 1975), česká malířka a ilustrátorka
- Aleš Háma (* 1973), herec, kytarista, zpěvák a moderátor
- Jana Mračková Vildumetzová (* 1973), politička a pedagožka
- Lenka Dusilová (* 1975), zpěvačka
- Jana Suchá (* 1975), právnička a politička
- Milan Sulej (* 1975), operní pěvec, tenorista[102]
- Tomáš Lebeda (* 1976), politolog
- Tomáš Vokoun (* 1976), hokejista
- Martin Uhlíř (* 1976), politik
- Andrea Černá (* 1977), herečka
- Jindřich Forejt (* 1977), úředník
- Simona Kijonková (* 1977), podnikatelka
- Kateřina Radostová (* 1977), právnička a politička
- Karla Šlechtová (* 1977), ekonomka, politička a státní úřednice
- Jan Trachta (* 1977), lékař
- Lukáš Došek (* 1978), fotbalista
- Tomáš Došek (* 1978), fotbalista
- Jan Košťál (* 1980), hokejista
- Milan Šperl (* 1980), běžec na lyžích
- Ronald Němec (* 1981), advokát[103]
- Petr Novák (* 1982), běžec na lyžích
- Tomáš Savka (* 1983), zpěvák
- Markéta Wernerová (* 1983), politička
- Hana Soukupová (* 1985), modelka
- Michal Balcar (* 1986), herec a dabér[56]
- Tomáš Borek (* 1986), fotbalista
- Marek Pavelec (* 1989), sólový houslista
- Petr Přindiš (* 1989), hokejista
- Jakub Vlček (* 1991), rapper
- Jaromír Kverka (* 1992), hokejista
- Michal Vachovec (* 1992), hokejista
- Petra Nováková (* 1993), běžkyně na lyžích
- Štěpán Csamangó (* 1994), hokejista
- Miloš Kratochvíl (* 1996), fotbalista
- Michal Novák (* 1996), běžec na lyžích
- Martin Graiciar (* 1999), fotbalista
- Pavel Šulc (* 2000), fotbalista

### Významní hosté
- August II. (1670–1733), polský král
- Ludwig van Beethoven (1770–1827), německý hudební skladatel
- Otto von Bismarck (1815–1898), budovatel sjednoceného Německa, první německý kancléř
- Gebhard Leberecht von Blücher (1742–1819), pruský polní maršál
- Johannes Brahms (1833–1897), německý hudební skladatel
- Ema Destinnová (1878–1930), operní pěvkyně
- Antonín Dvořák (1841–1904), hudební skladatel
- James Ogilvy lord Findlater (1750–1811), skotský šlechtic, krajinářský architekt a filantrop
- Johann Wolfgang Goethe (1749–1832), německý básník, prozaik, dramatik a politik navštívil Karlovy Vary čtyřikrát. Ve městě prožil takřka tři roky života. Některá jeho díla vznikla přímo v Karlových Varech. O městě prohlásil, že jsou pouze tři místa, kde by chtěl žít: Výmar, Řím a Karlovy Vary. V lázních si také léčil ledvinové kameny.
- François Chateaubriand (1768–1848), francouzský diplomat a spisovatel
- Frederyk Chopin (1810–1849), polský skladatel vážné hudby
- Leoš Janáček (1854–1928), hudební skladatel
- Franz Kafka (1883–1924), spisovatel židovského původu
- generál Laudon (1770–1790), rakouský vojevůdce
- August von Lützow (1795-1872), meklenburský šlechtic, v Karlových Varech zemřel
- Karl Heinrich Marx (1818–1883), filosof, publicista, politik.
- kancléř Metternich (1773–1859), rakouský šlechtic, politik a diplomat
- Adam Mickiewicz (1798–1855), polský spisovatel
- Josef Vilém z Löschneru (1809–1888), balneolog a rektor Univerzity Karlovy
- Marie Luisa (1791–1847), francouzská císařovna
- Niccolò Paganini (1782–1840), italský houslista a skladatel
- Evžen Savojský (1663–1736), rakouský vojevůdce a politik francouzského původu
- Friedrich Schiller (1759–1805), německý spisovatel a dramatik, během pobytu v Karlových Varech bydlel v domě Bílá labuť, kde sbíral materiál pro drama Valdštejn.
- Robert Schumann (1810–1856), německý hudební skladatel, s manželkou
- Richard Strauss (1864–1949), německý hudební skladatel
- Petr Veliký (1672–1725), ruský car
- Vilém I. (1798–1888), pruský král[104]
- Marcus Abeles (1837–1894), lázeňský lékař, docent Vídeňské univerzity
- Jiří Bartoška (1947–2025), herec, prezident Mezinárodního filmového festivalu v Karlových Varech
- František Běhounek (1898–1973), fyzik a spisovatel sci-fi
- Eva Borková (* 1938), pěstounka, nositelka Medaile Za zásluhy

### Ostatní
- Leonardo DiCaprio (* 1974), americký herec, filmový producent a environmentální aktivista [105]
- Michael Douglas (* 1944), americký herec a filmový producent[105]
- Morgan Freeman (* 1937), americký herec, filmový producent a režisér[105]
- Scarlett Johanssonová (* 1984), americká herečka a zpěvačka[105]
- Antonio Banderas (* 1960), španělský herec, režisér, filmový producent a zpěvák[105]
- Robert De Niro (* 1943), americký herec[105]
- Willem Dafoe (* 1955), americký filmový a divadelní herec[105]
- Casey Affleck (* 1975), americký herec[105]
- John Travolta (* 1954), americký herec, tanečník a zpěvák[106]
- Johnny Depp (* 1963), americký herec a hudebník[107]
- Richard Gere (* 1949), americký filmový herec[107]
- Mel Gibson (* 1956), americko-australský herec, režisér, producent a scenárista irského původu[107]
- Jean Reno (* 1948), francouzský herec španělského původu[107]

## Partnerská města
Partnerskými městy jsou:
- Baden-Baden, Německo

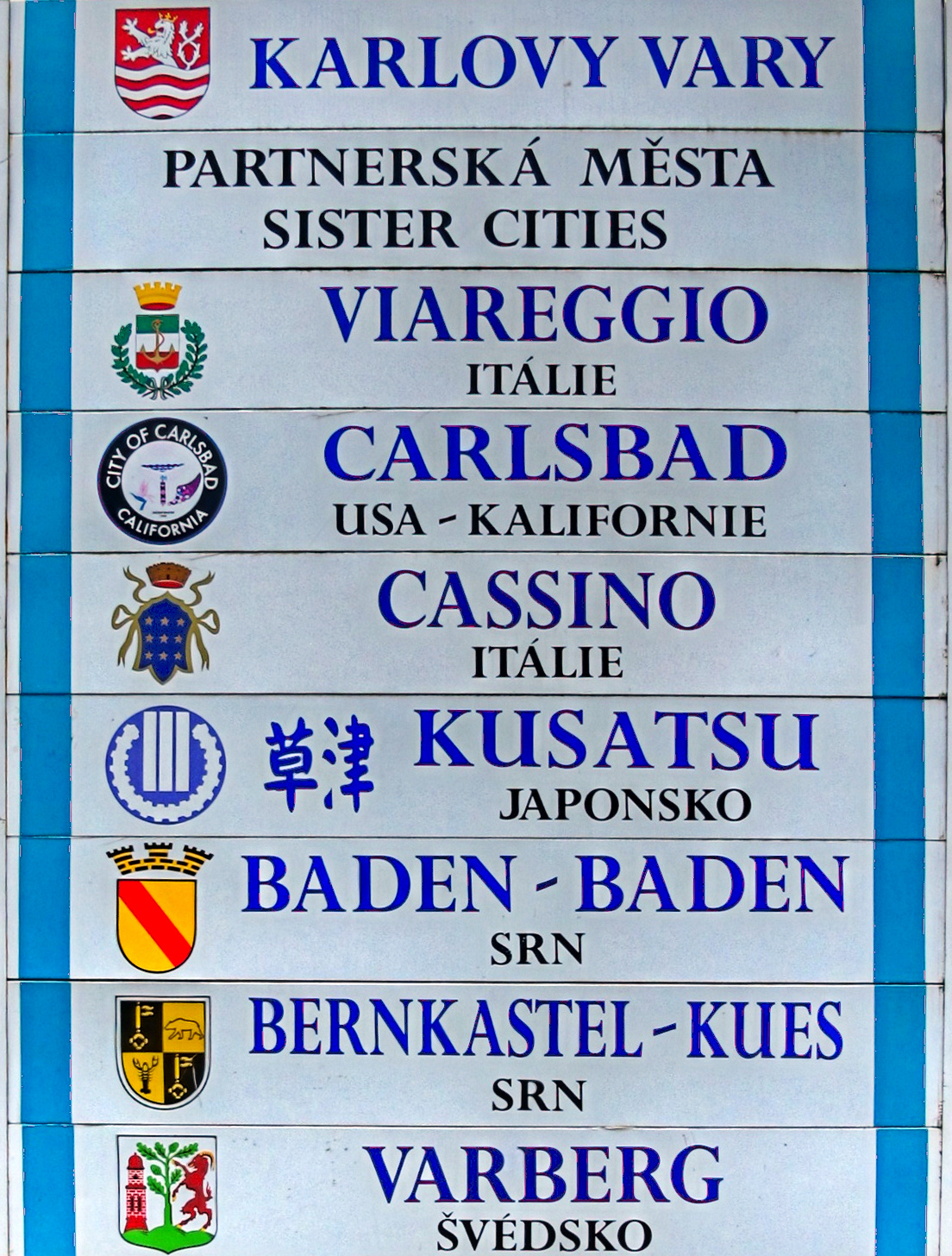
Tabulka s partnerskými městy – stav v roce 2011

- Bernkastel-Kues, Německo
- Carlsbad, USA
- Ejlat, Izrael
- Kusacu, Japonsko
- Locarno, Švýcarsko
- Varberg, Švédsko